# 推拉式自強號
臺鐵推拉式自強號，俗稱PP自強號列車，是臺灣鐵路公司（原臺灣鐵路管理局，略稱臺鐵或臺鐵局）營運的一種推拉式列車（英語：Push–pull train，PP），為臺鐵營運列車中自強號等級的車種。

## 引進簡史

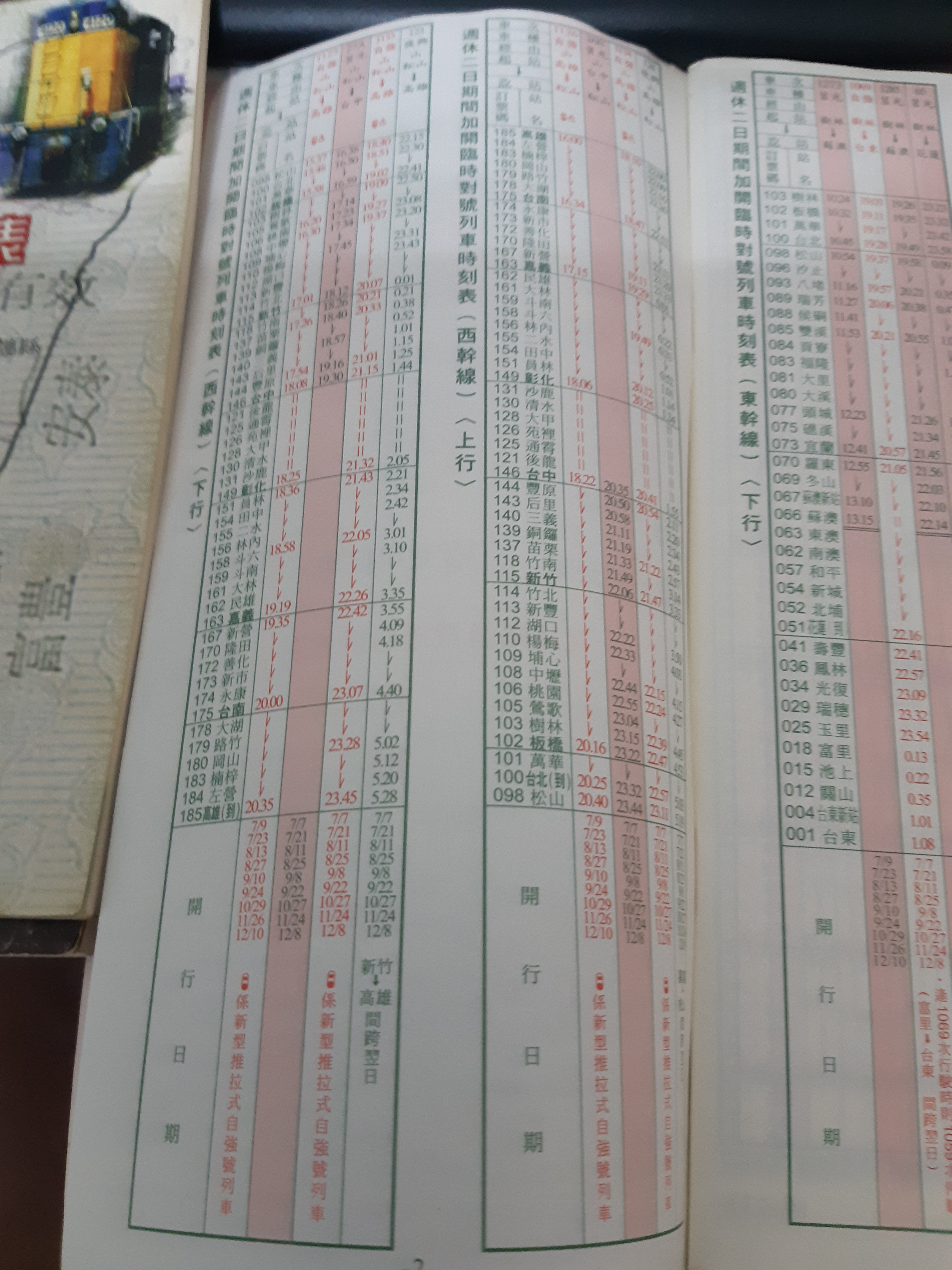
2000年7月15日民間出版的時刻表，有特別加註推拉式自強號列車

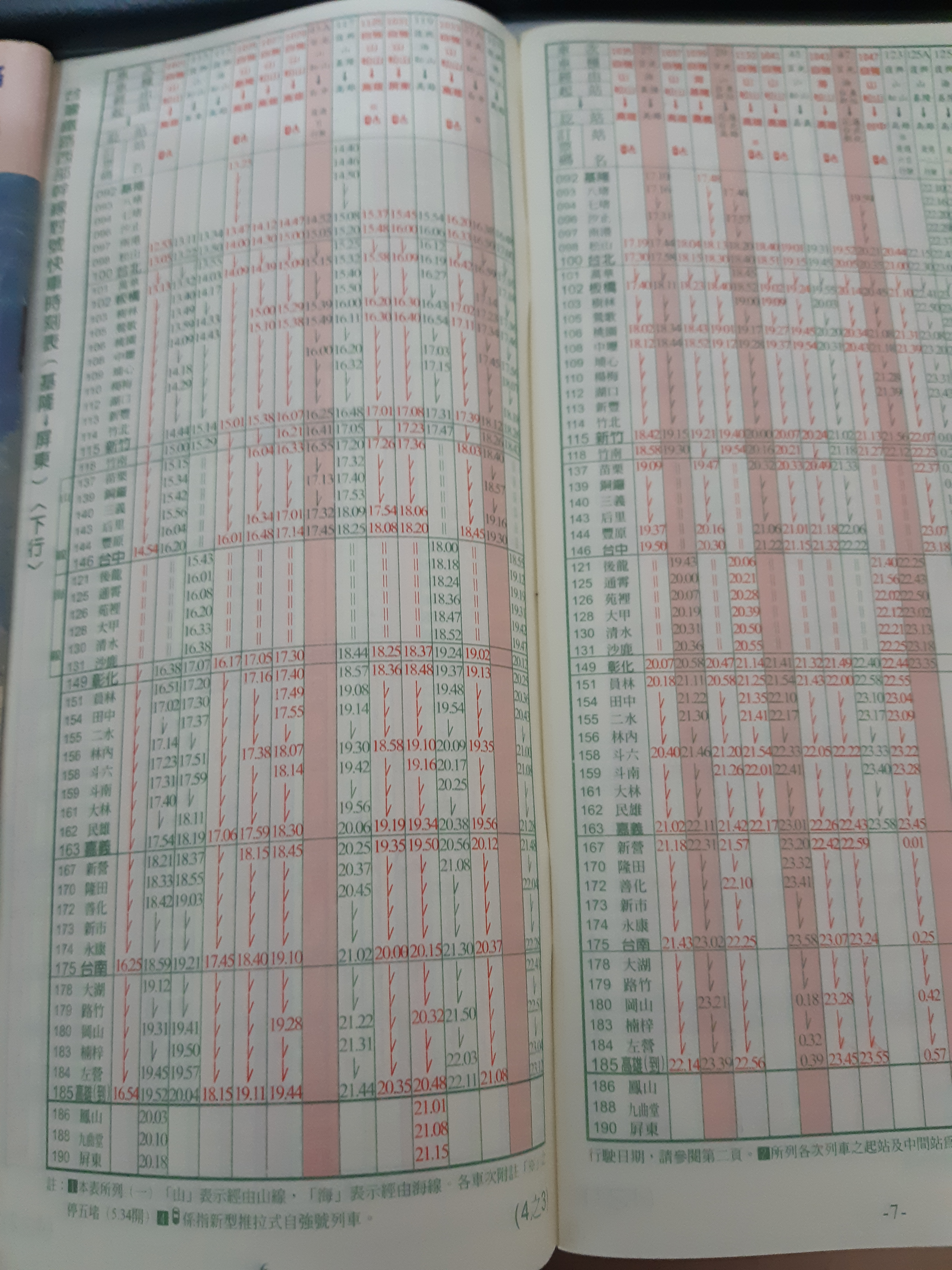
2000年7月15日民間出版的時刻表，於底下加註推拉式自強號列車

台鐵於1990年代中期為解決假日車輛嚴重不足的問題與淘汰大部分無空調客車等目標，訂定了「810購車計畫」，包含了86組344輛的通勤電車（EMU500型）、66輛柴油客車（30輛DR3100型柴聯車與36輛45DR1000型冷氣柴客）以及400輛的推拉式自強號列車；其中推拉式自強號列車動力機車加上專用客車廂一共400輛的採購案，是台鐵截至當時最大的一批列車購入計畫，此規模直到EMU900型520輛採購案才被打破。
2014年開始，臺鐵針對推拉式自強號服務設備及E1000型動力機車進行期中更新升級，客車服務設備已陸續更新，但動力機車因招標過程不順而停止計劃。目前規劃於88輛E500型電力機車引進後，陸續淘汰目前已屆最低使用年限之E1000型動力機車。
推拉式自強號由南韓現代精工（鐵路車輛事業部與韓進重工業、大宇重工業合併成立「韓國鐵道車輛株式會社」，後更名為現代Rotem）得標生產，但實際上現代精工只負責製造客車廂，動力機車則是經現代精工轉標，由南非聯邦鐵路客貨車公司（UCW）得標生產。

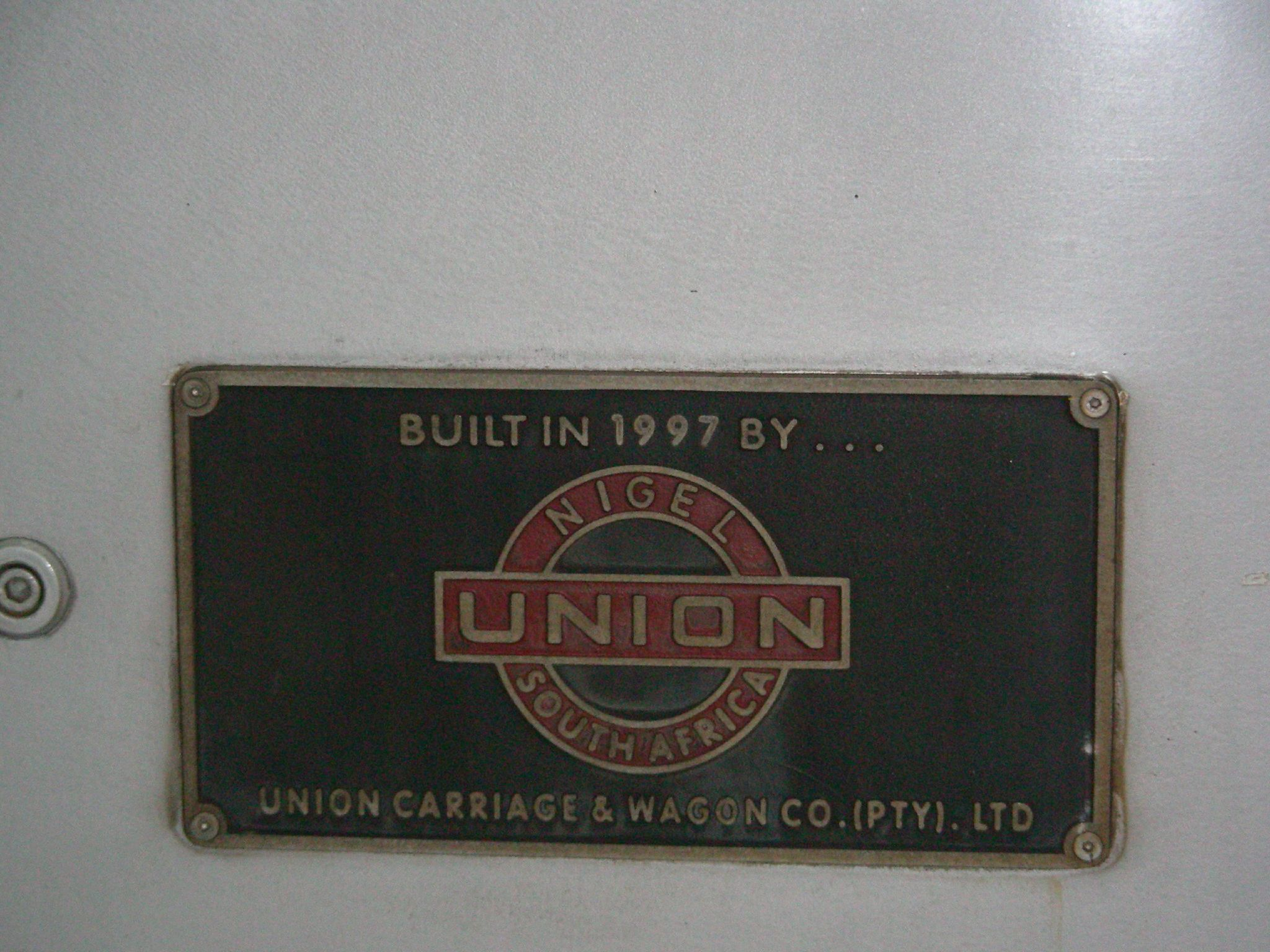
UCW銘板
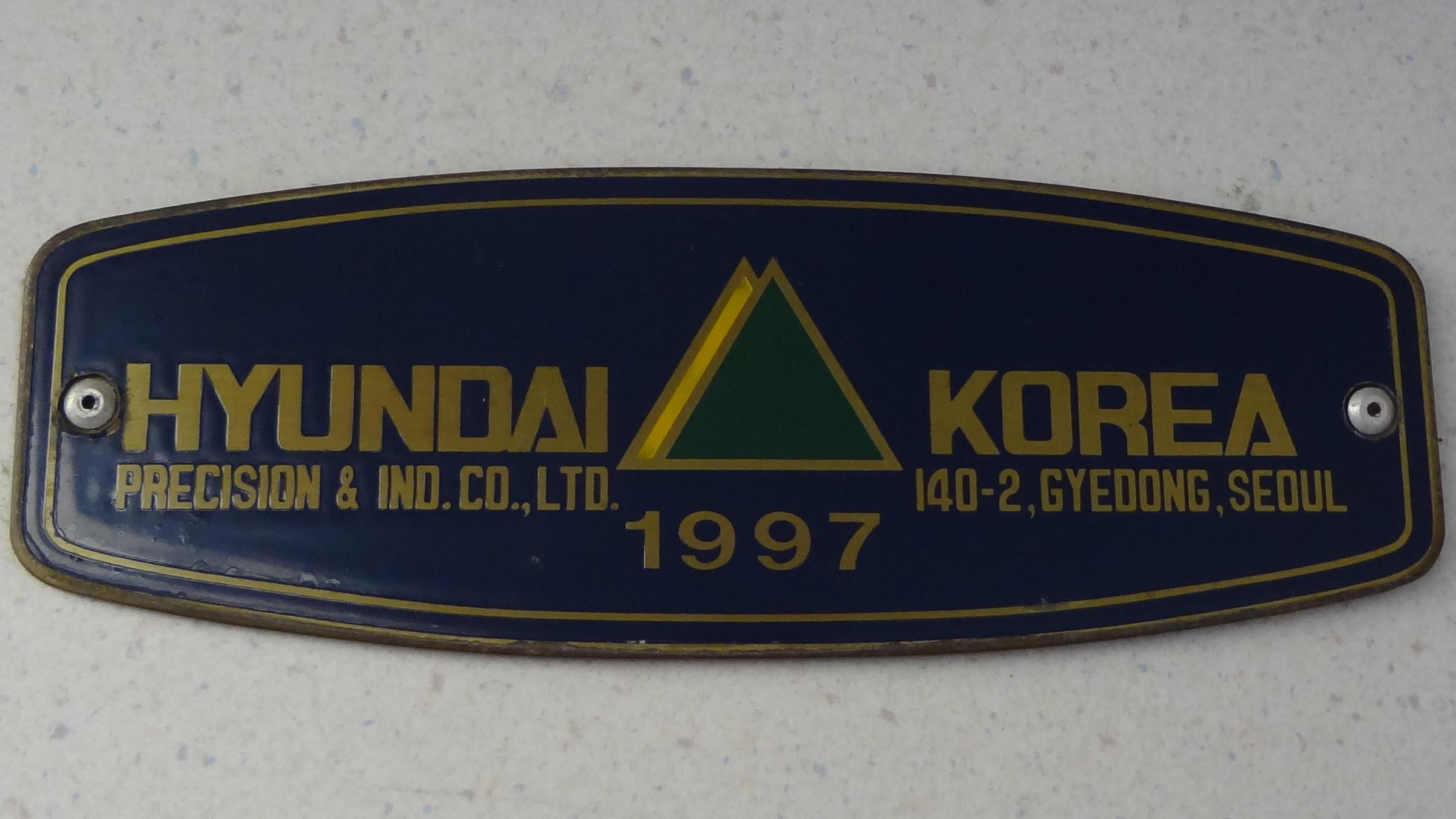
現代精工銘板

台鐵推拉式自強號為台灣第一款採雙機車頭前後一拉一推，中間全數為無動力車廂配置的「推拉」式列車（編組為E1000+若干輛客車廂+E1000），首列車於1996年4月運抵台灣，為台灣第一款流線型設計的列車，與當時既有的自強號電聯車外型有極大的不同。經過幾個月的試車後，於1996年中秋節假期投入營運，並自同年11月1日起取代EMU100型行駛1019次、1020次直達自強號（台北~高雄間停靠板橋、台中、台南，1020次則多停嘉義、新竹、桃園）。之後出版的旅客列車時刻手冊（時刻表）多次使用本車型作為封面。
隨著編組陸續抵達，除將多班自強號改由本型車行駛以外，於1997年至1998年共有雙向各6班停靠站較少的莒光號列車改為推拉式自強號（但改點初期排點較鬆，表定行車時間較長）。1998年10月16日改點後，推拉式自強號班次增加至14往返（逢週五六日增加為15往返），成為主要自強號車型。之後隨著電氣化區間擴張，推拉式自強號的行駛範圍逐漸擴大，2020年12月23日改點後，環島幹線均可見其足跡。
2002年，台鐵增備的台灣自行製造推拉式自強號專用客車加入營運，包括13輛一般客車40PPT2000型及32輛半客室客車40PPD2500型。其中40PPD2500型後半部台鐵曾陸續辦過速簡餐車、快遞及兩鐵（台鐵、鐵馬）業務。目前則是將部分客車改為親子車廂（40PPP2500型），部分客車改為多用途車廂（40PPM2500型）。
2011年6月10日、20日、30日，配合《火車環島接力─百年車站巡禮》活動擔任郵輪式列車（動態行駛，區間為基隆至新竹）。

## 現況

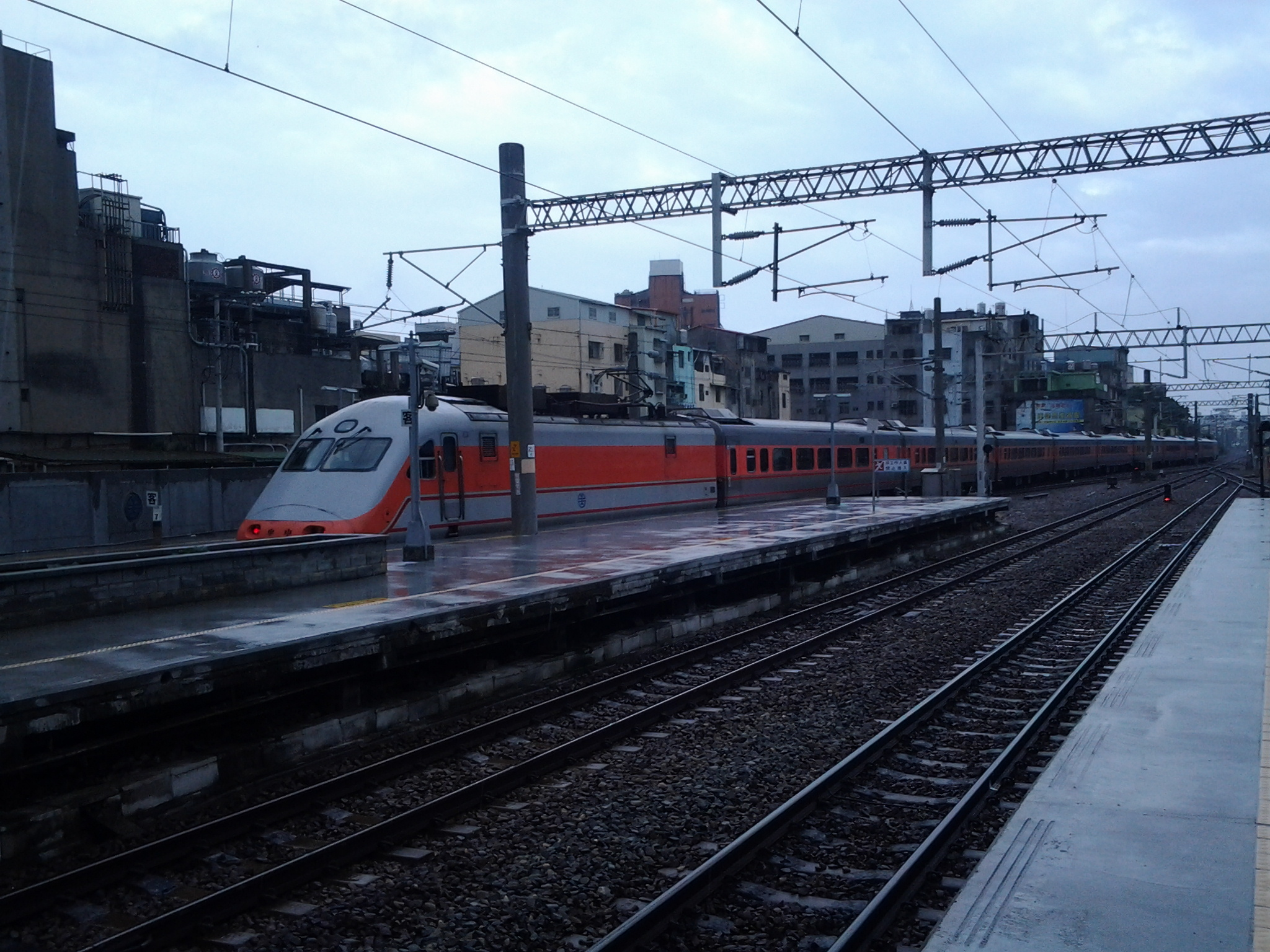
過往專門代打電車組自強號的9輛編組推拉式自強號

近年來配合台鐵環島鐵路電氣化的政策，推拉式自強號的行駛範圍逐漸擴大，南迴線電氣化通車後，台鐵三大幹線均為其行駛範圍。
推拉式自強號原最多可以組成32列車（64輛E1000型機車每2輛為1組），但是在E1054、E1026號機車頭報廢以及E1005和E1015、E1009、E1046、E1024、E1053號機車頭停用後，目前最多僅能組成28列車，以西部幹線做為營運重點（東部幹線多以太魯閣號、普悠瑪號或柴聯自強號列車運行）。由於EMU1200型電聯車的車況不甚穩定且只剩1列車可以正常行駛，因此遇到車況不佳或較高等級檢修時需改由本型車代為行駛（也曾有過554次、561次以及513次莒光號機車故障由彰化站的本型車備用編組代為行駛的紀錄）。EMU300型電聯車因於2021年4月中旬故障頻仍而全面停用後，其原行駛班次全數由本型車行駛，造成本型車運用吃緊，EMU3000型電聯車加入營運後稍有舒緩。2022年6月29日改點後，本型車每日出車數平日為21列車，週末增加為24列車。
過往本型車曾有專門代行電聯車自強號的9節車廂與10節車廂編組，後來改為與一般班次相同的12節車廂編組。在EMU3000型陸續投入營運，EMU300型與EMU1200型退出定期列車營運後，此類需求大幅減少。

## 車型概要

### E1000型電力機車
E1000型電力機車為推拉式自強號列車的動力來源，外觀設計借鑑當時歐洲高鐵的流線型設計，為台鐵第一款流線型車頭，運用方式為兩輛一組，無動力車廂前後方各一輛，以連動方式一拉一推使列車前進；因車況老舊，由台鐵E500型電力機車取代行駛。

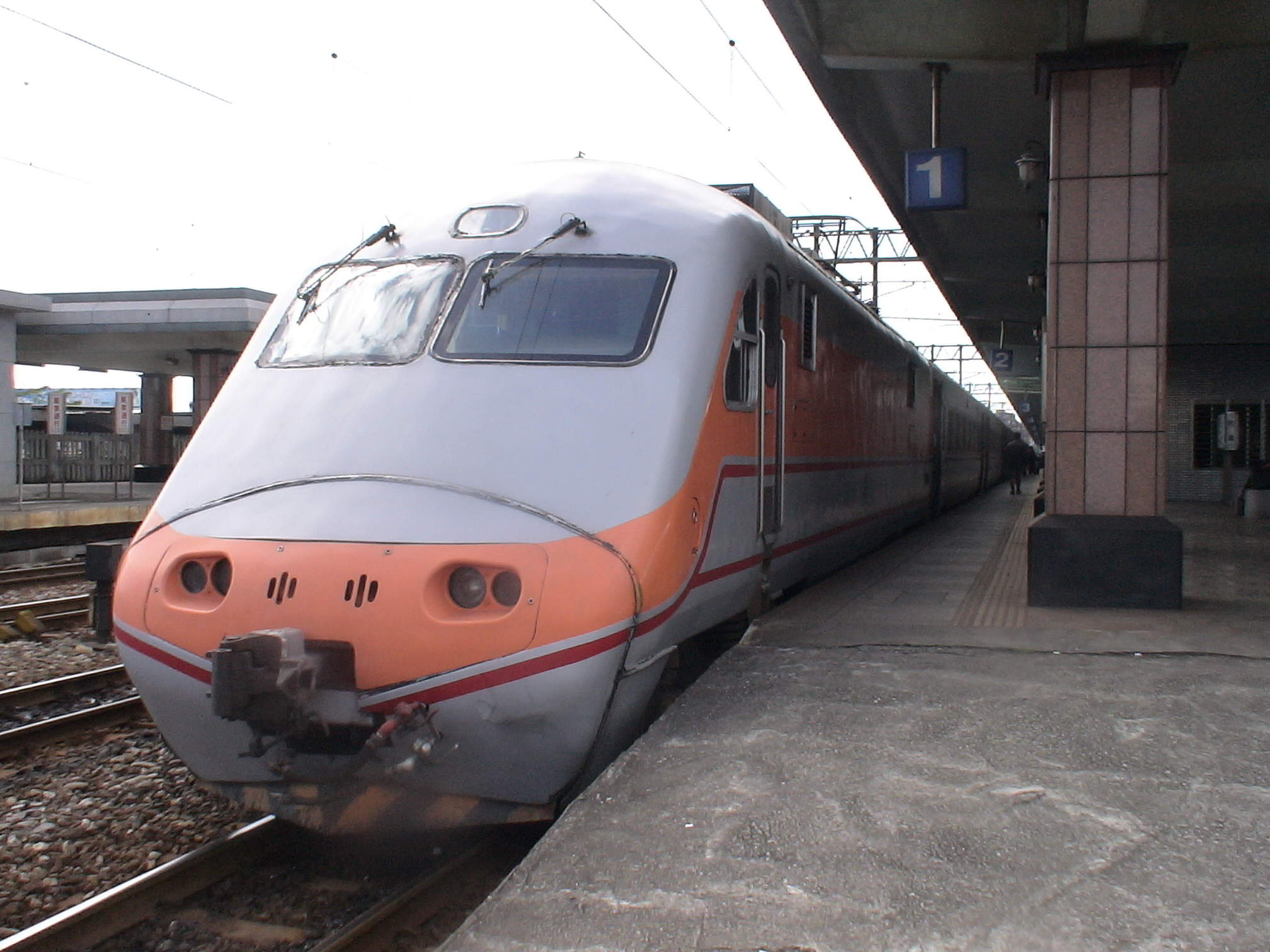
E1001號機車
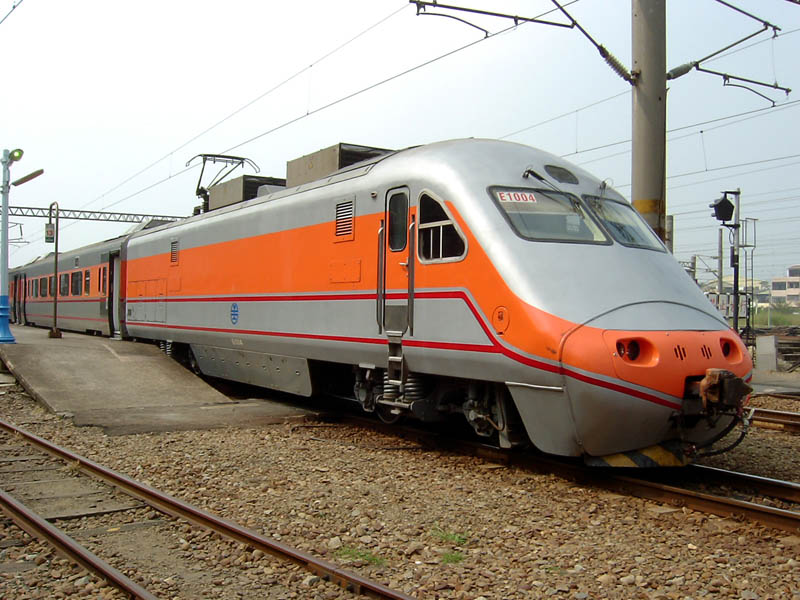
E1004號機車
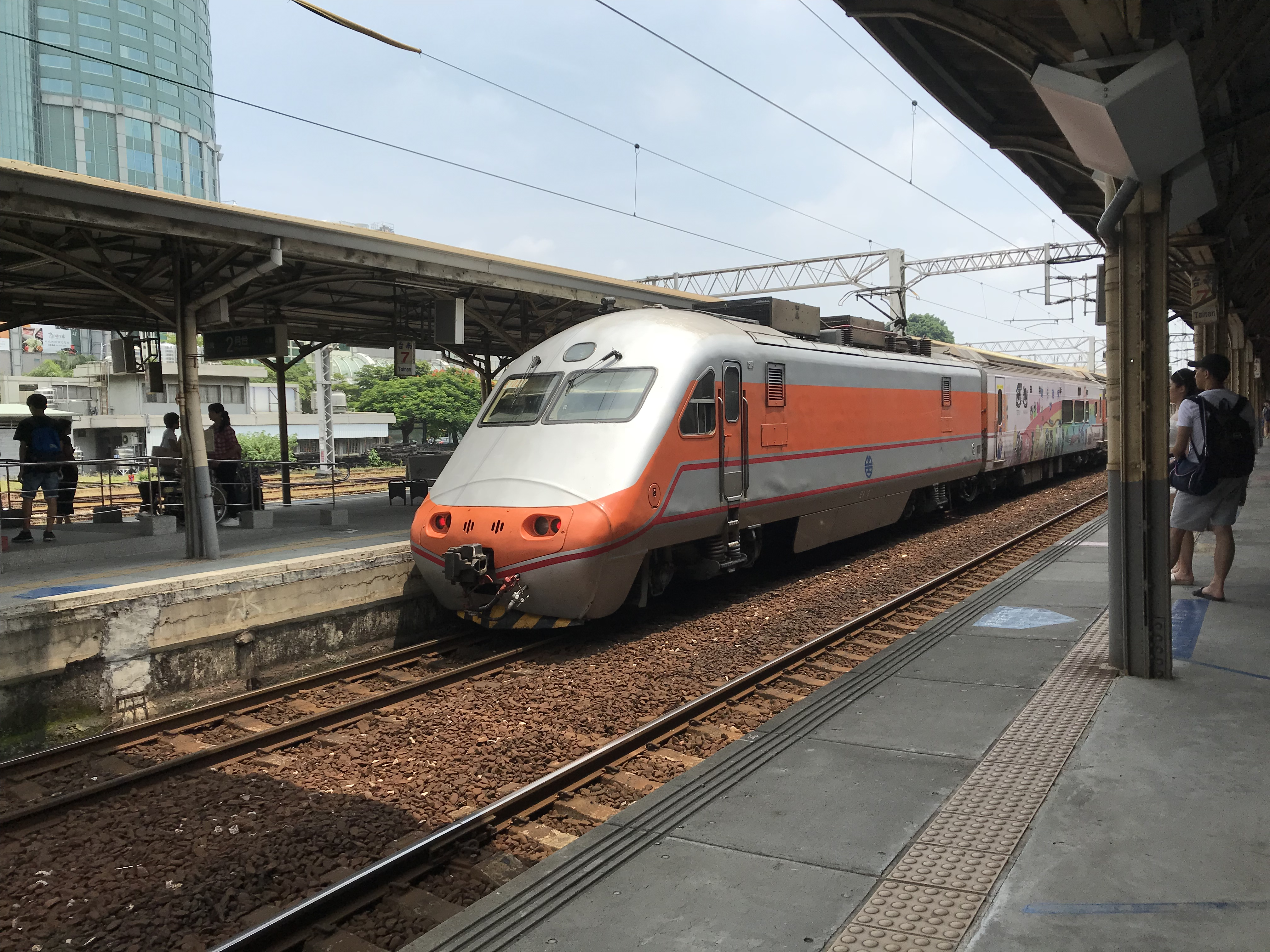
E1022號機車
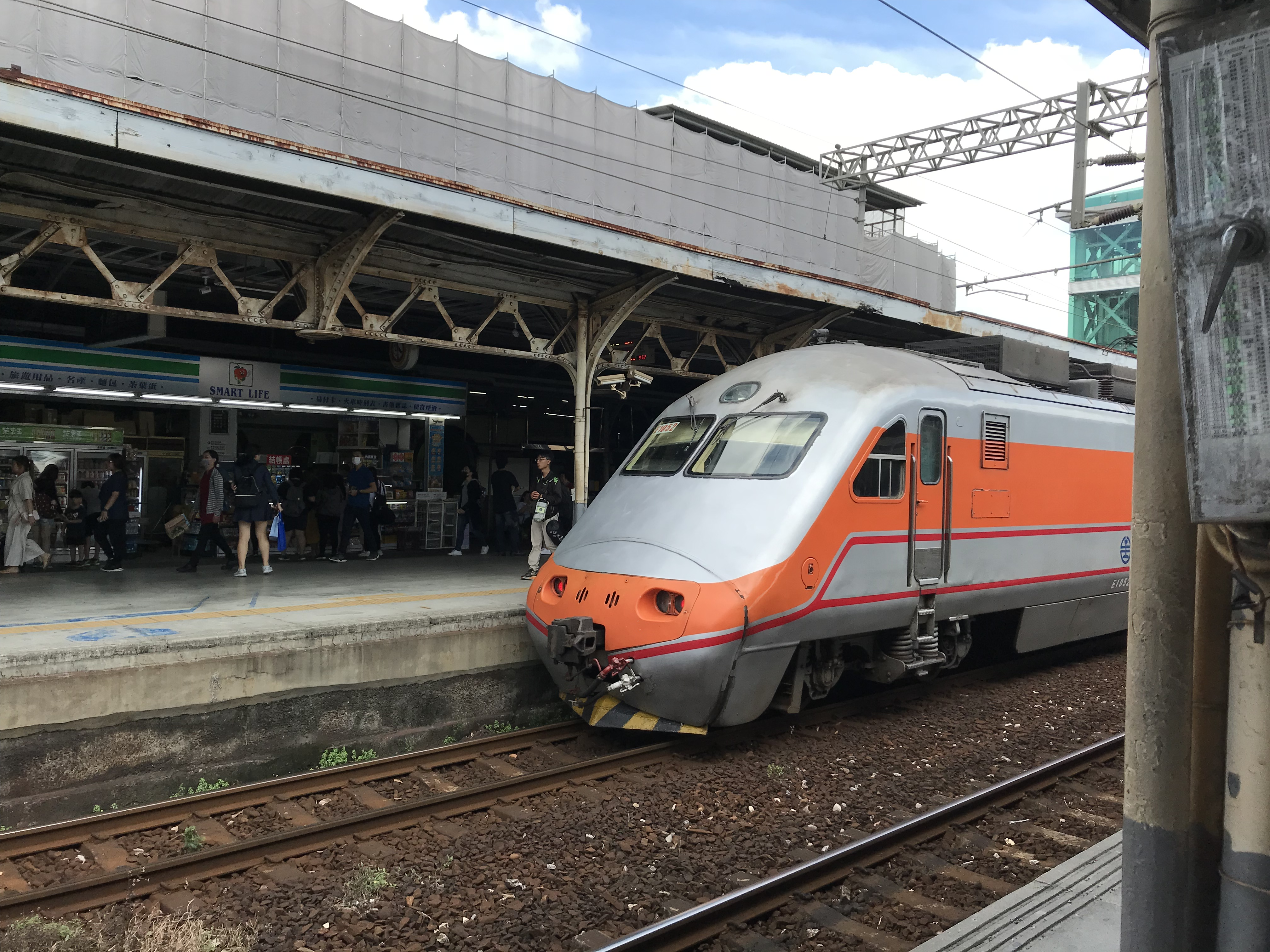
E1052號機車
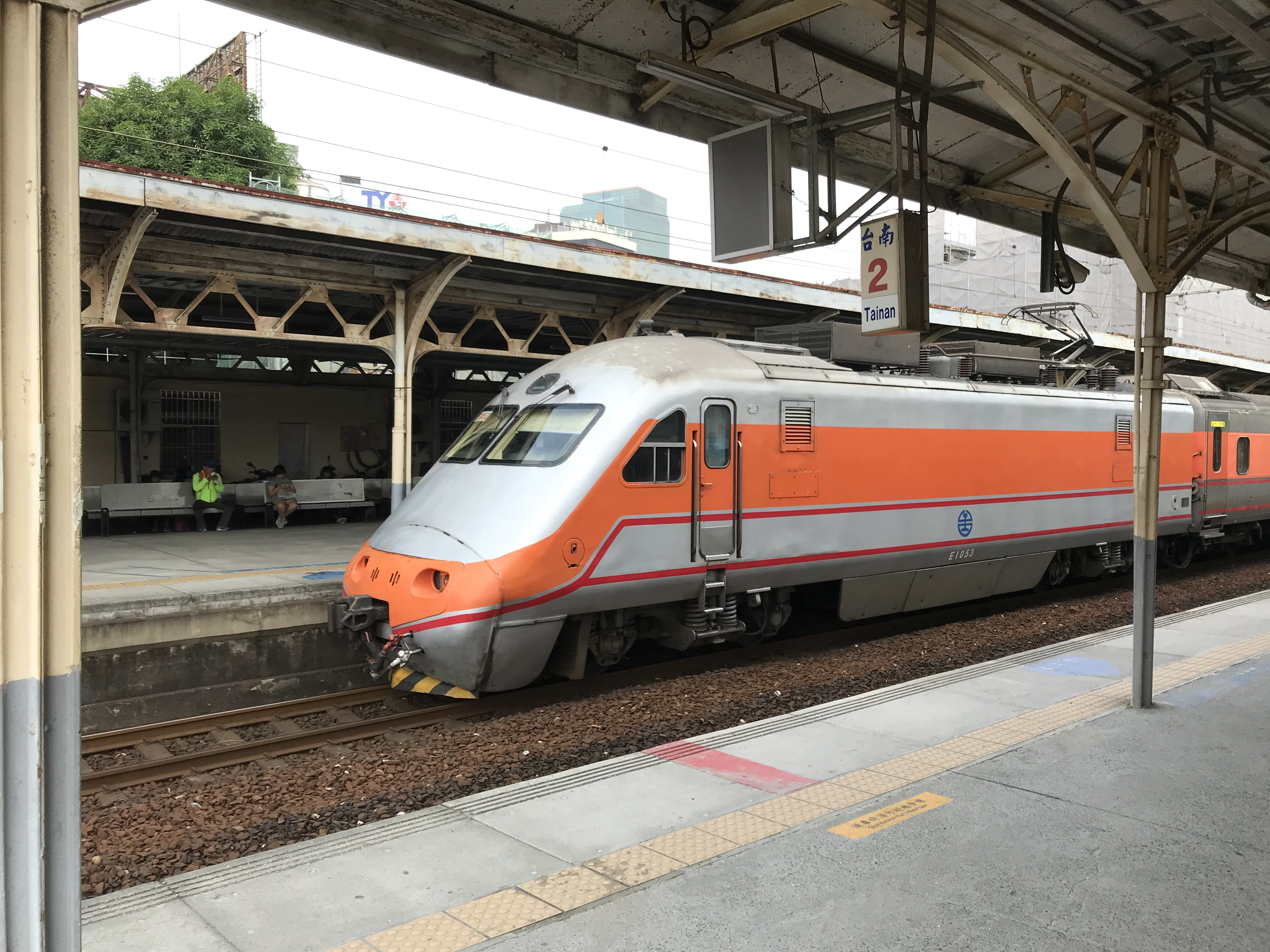
E1053號機車

### E500型電力機車
將取代E1000型電力機車，為新推拉式自強號列車的動力來源。2024年9月30日於七堵車站舉辦E500新電力機車啟航儀式，啟航列車121次自強號由七堵開往潮州

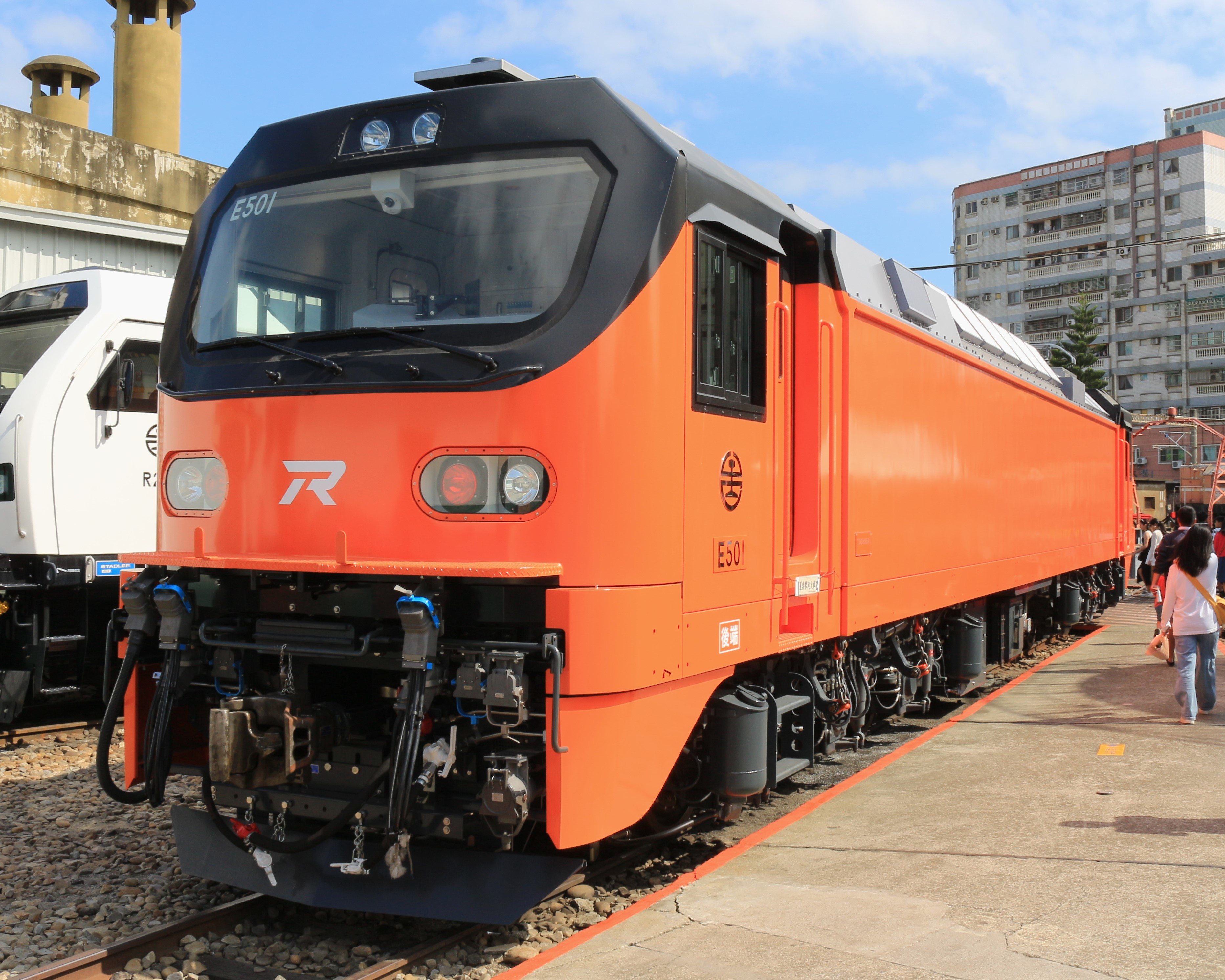
E501號機車

### 台鐵1000型推拉式自強號客車

#### 外觀及內裝設計
此三型客車基本上承襲FPK10400型莒光號的設計，空調機全面裝於車頂，而內裝潢板設計同樣採用白色粒狀表面之美耐板，座椅為裝用國產的坐臥兩用椅；其車頂上之空調出風口採用隱藏式，燈罩設計也與FPK10400型類似；但本型車車體採用不銹鋼打造，並配合E1000型機車之設計，因此在車體下緣為圓弧狀，其車廂前後兩端之上下台門採用不會影響車內空間的「滑塞式」車長聯控自動門，並於台鐵客車廂首度使用「觸摸式按鈕」自動通道門。車內LED顯示器為動態式，可顯示車種、車次及英文迄站名，以及其他文字訊息；車廂均設有自動到站播音系統。內部整體設計上，具有明亮、寬大的空間感。
2009年以前，35PPT1000型車廂朝向不固定，部分車廂廁所在順行端，部分則在逆行端。2010年後逐步調整，目前廁所均位於逆行端。
早期客車車廂因橡膠衰變與車輪劣化造成輪重不均等因素，在高速行駛時常常產生共振抖動現象，台鐵也積極替換高品質車輪以解決問題，乘車舒適度已有改善。

#### 車型區分
- 35PPT1000型：一般型客車，車內附有男用及男女混用廁所。座位：52位，車輛皮重：31.88公噸
- 35PPH1300型：無障礙設施拖車，車內附有輪椅停放區及座位，另設有無障礙廁所。座位：46位，車輛皮重：31.43公噸
- 35PPC1400型：附車長室拖車，車內設有車長室（內設有播音控制設備）、車勤人員休息室以及哺集乳室，未設置廁所。座位：52位，車輛皮重：30.17公噸

#### 規格與構造
- 轉向架設計： 本型車採用TR-55型空氣彈簧轉向架，一次承懸為橡皮彈簧，二次承懸為空氣彈簧，本型與TR-54型不同在於取消原有手軔機之設計，而改用停留軔機，因此TR55型轉向架又區分為無停留軔缸的TR-55A型及設有停留軔缸的TR-55B型。
- 供電系統：此三型客車考量到推拉式編組由前後機車同步供電，因此並非直接接收來自於機車的3相440V交流電源，而是接收1500V直流電後，再由車下的靜式變流器（SIV）將來自於機車的直流電轉換為車上空調所需的3相440V交流電，因此也使得推拉式客車可以與新自動門莒光號連掛進行供電。
- 軔機設備：本型車採用SAB WABCO所製造的電磁空氣軔機系統，可透過電氣跳線同步控制每車下方的電磁閥，並控制C3W動作閥進行軔管排氣動作，使得其制軔速度與反應較傳統莒光號客車來得迅速[3]。

#### 圖片集

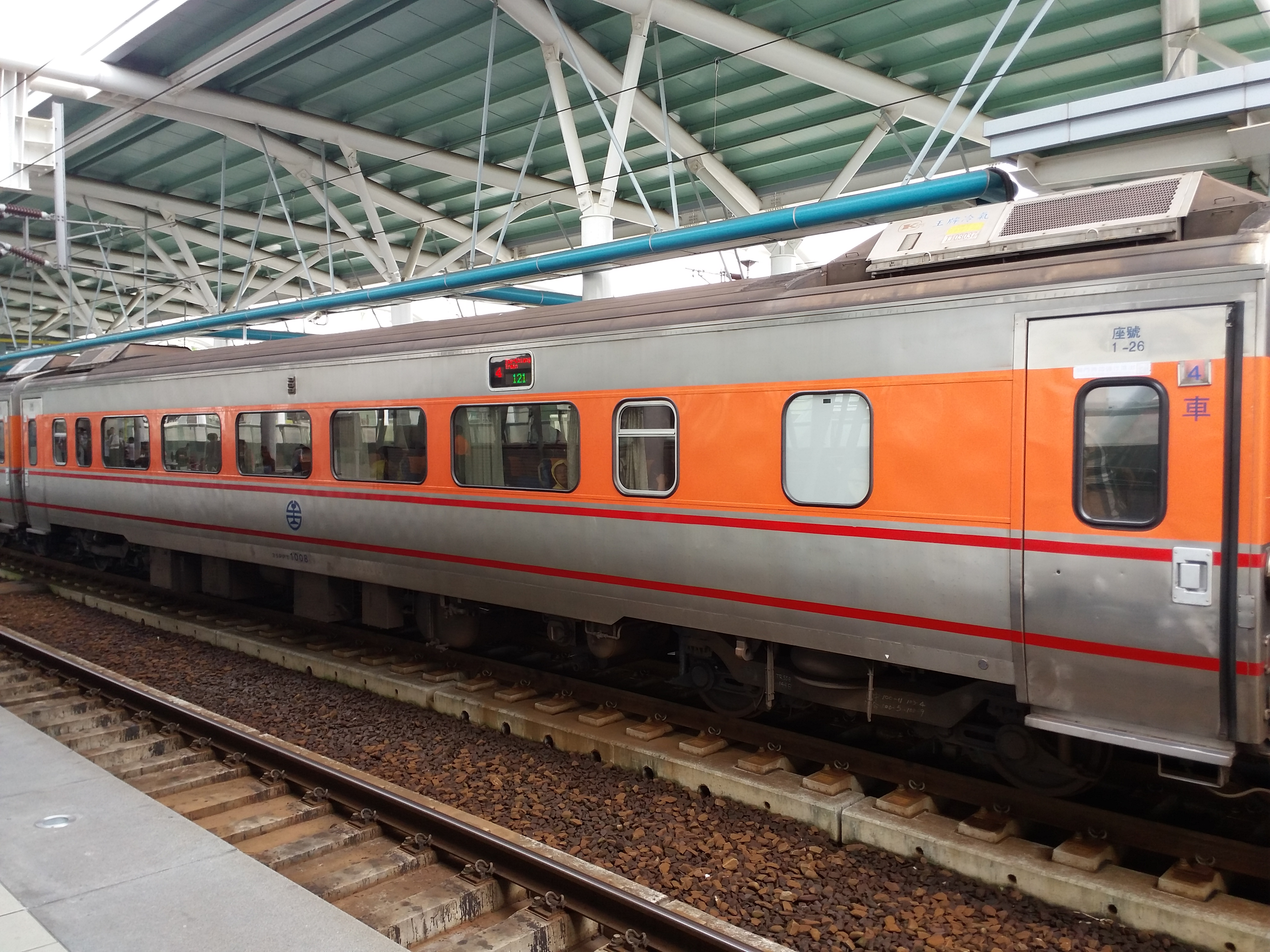
35PPT1008號
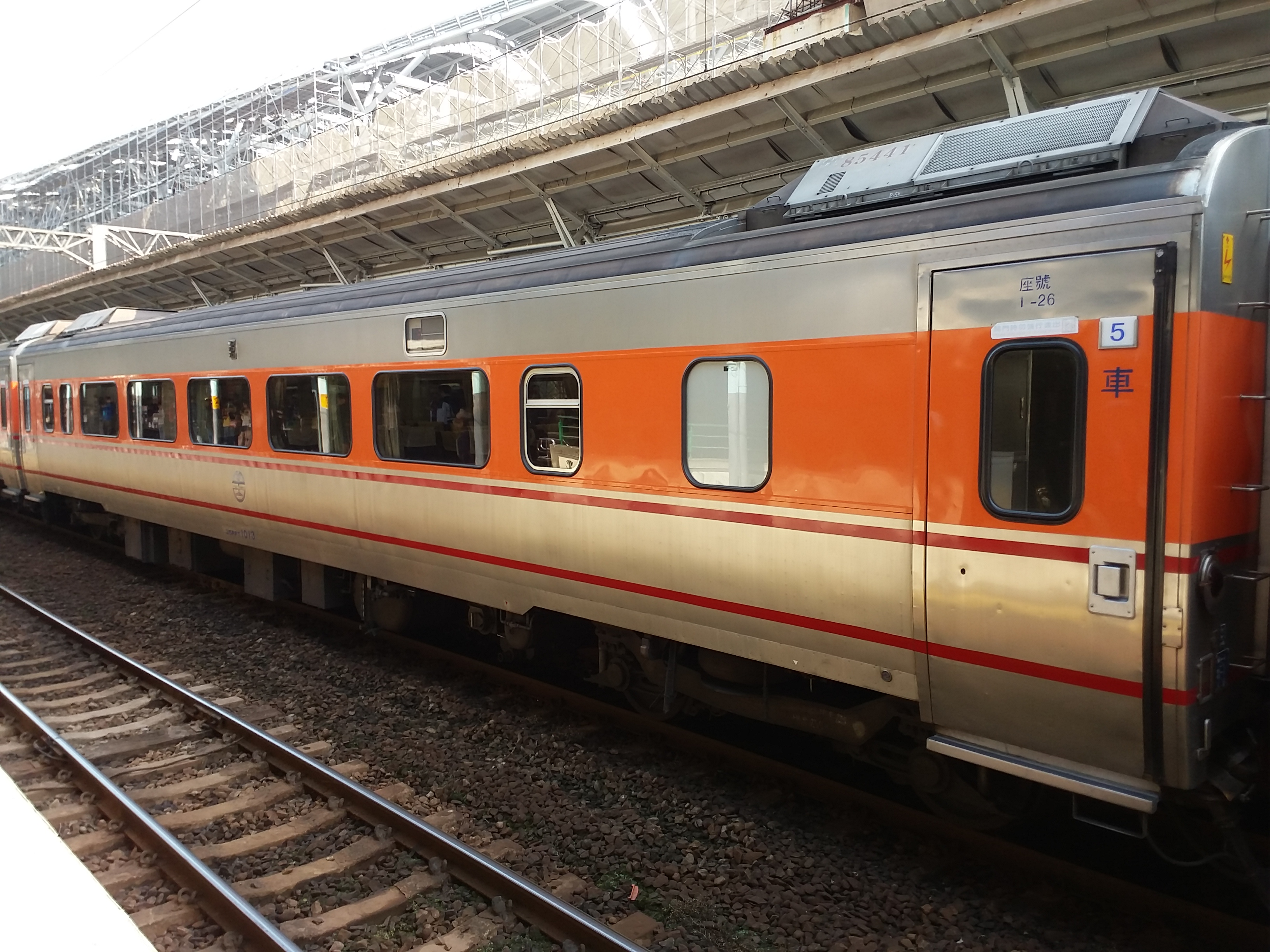
35PPT1013號
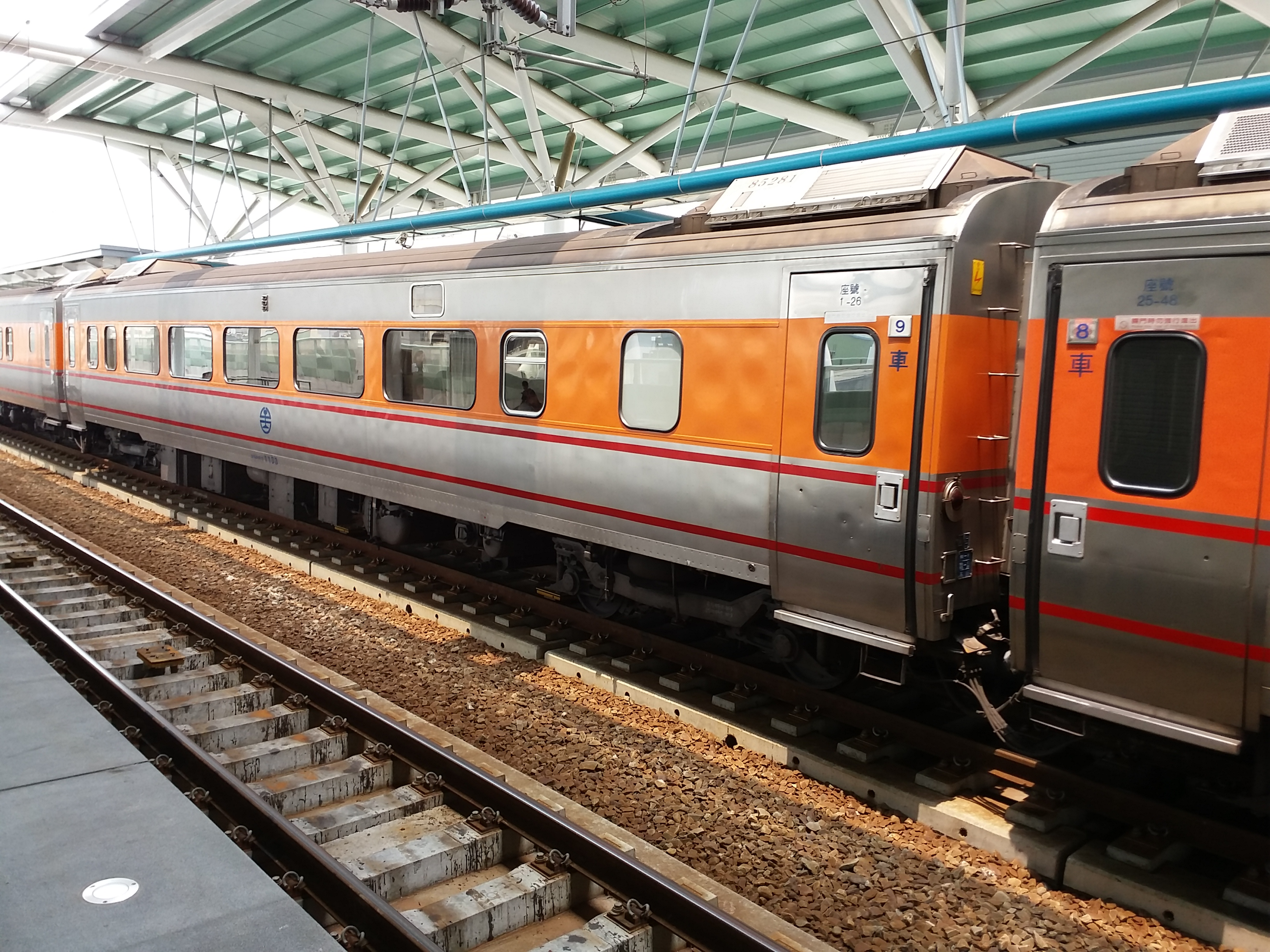
35PPT1133號
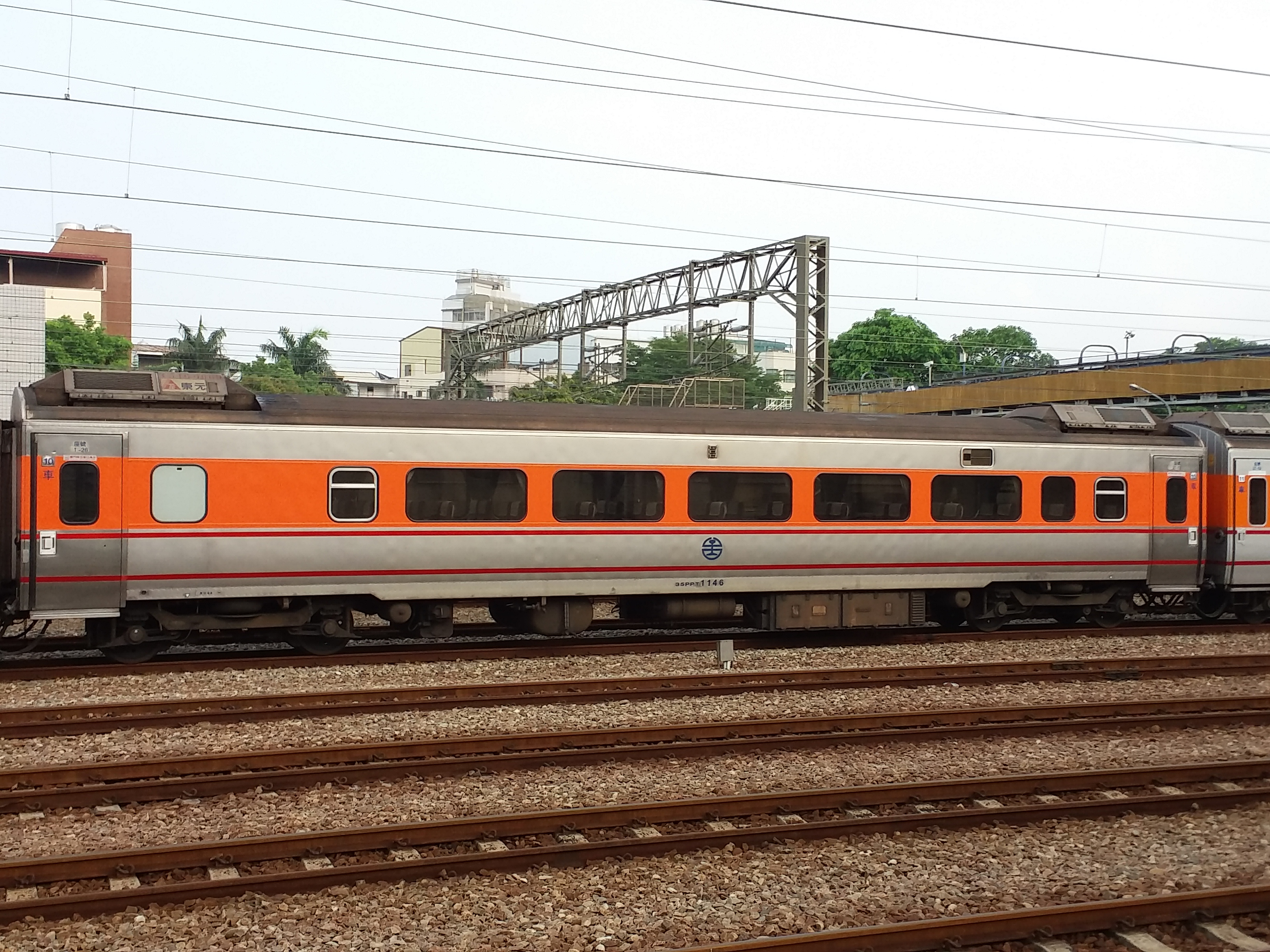
35PPT1146號
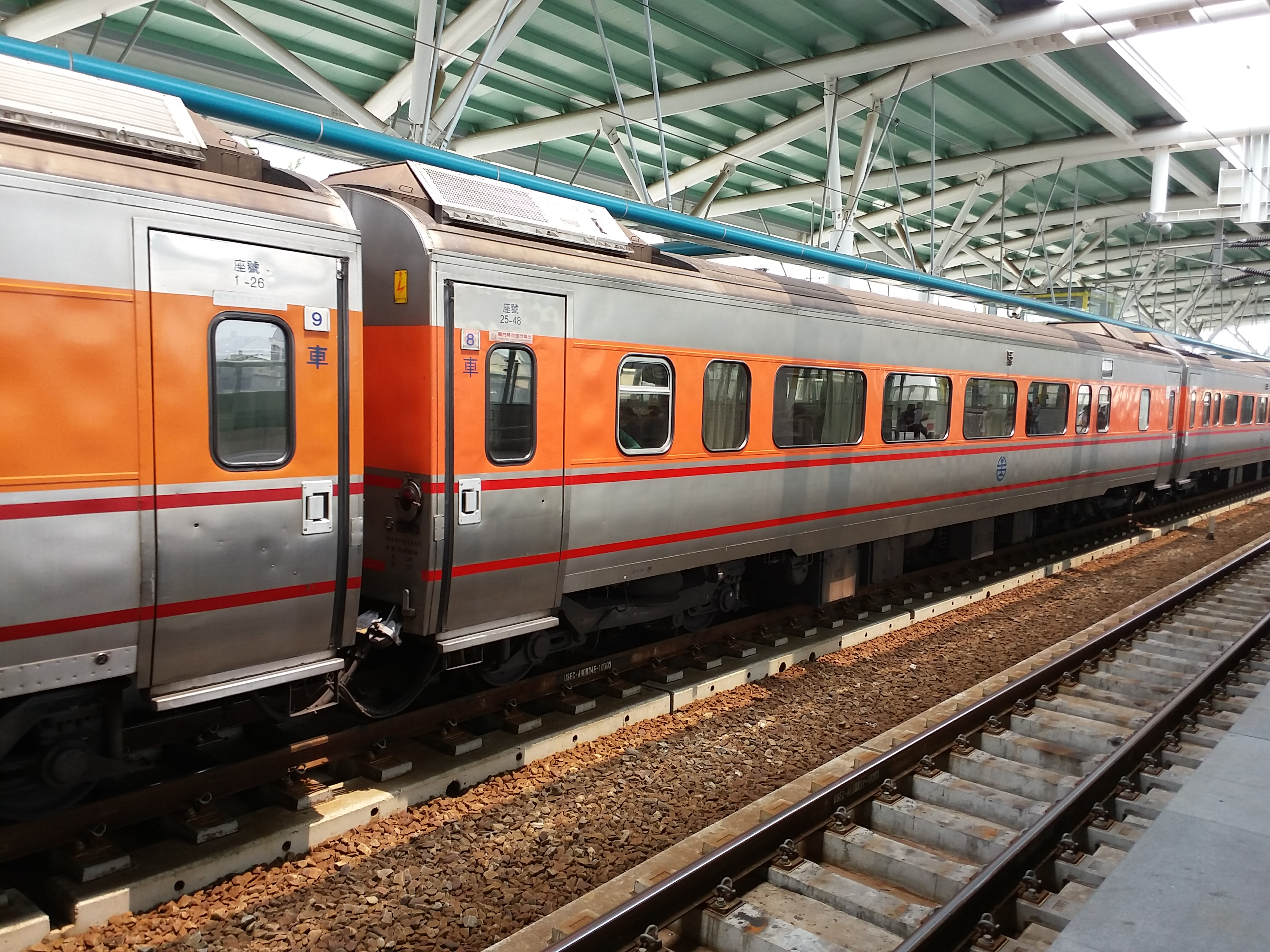
35PPH1317號
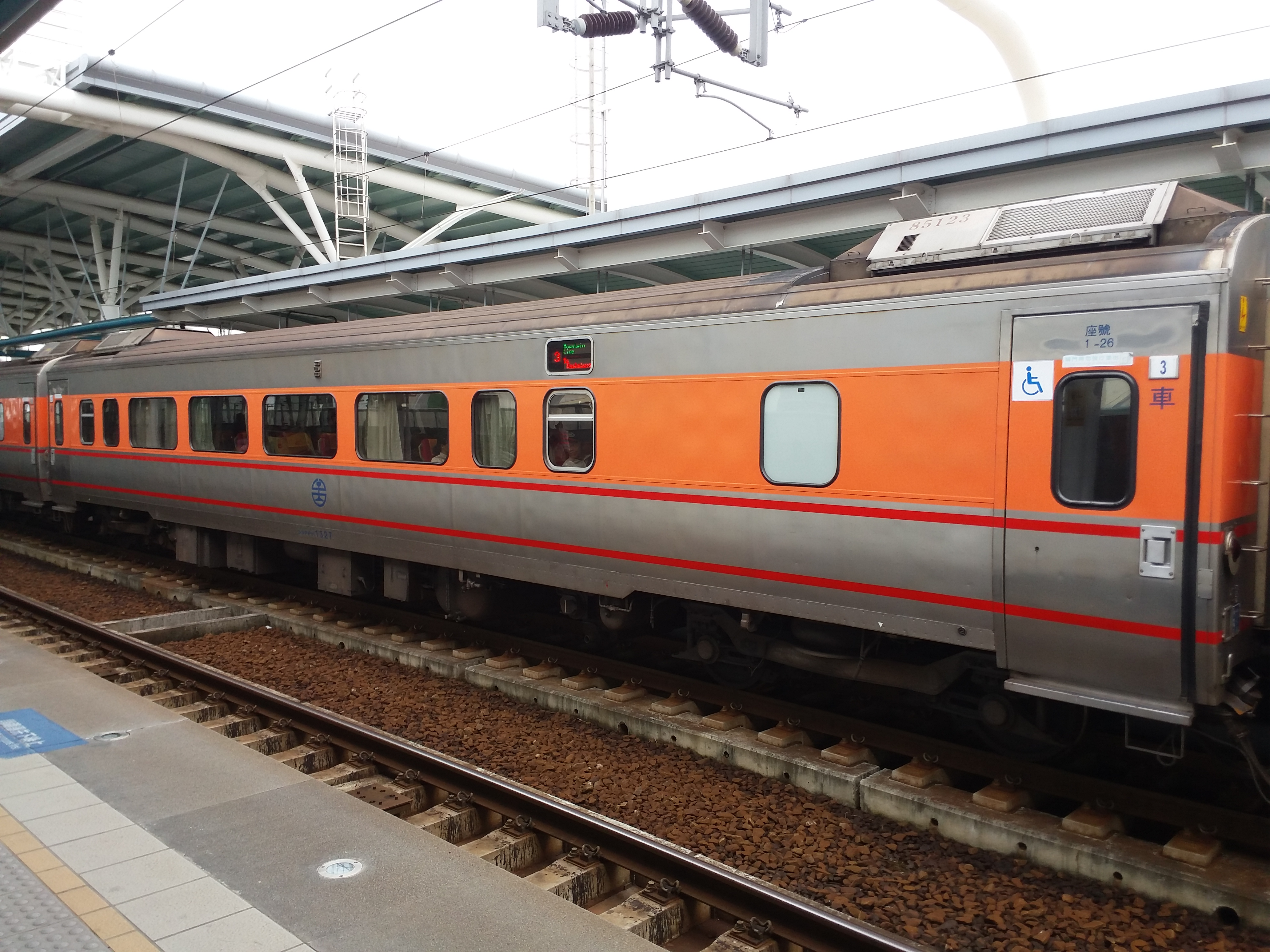
35PPH1327號
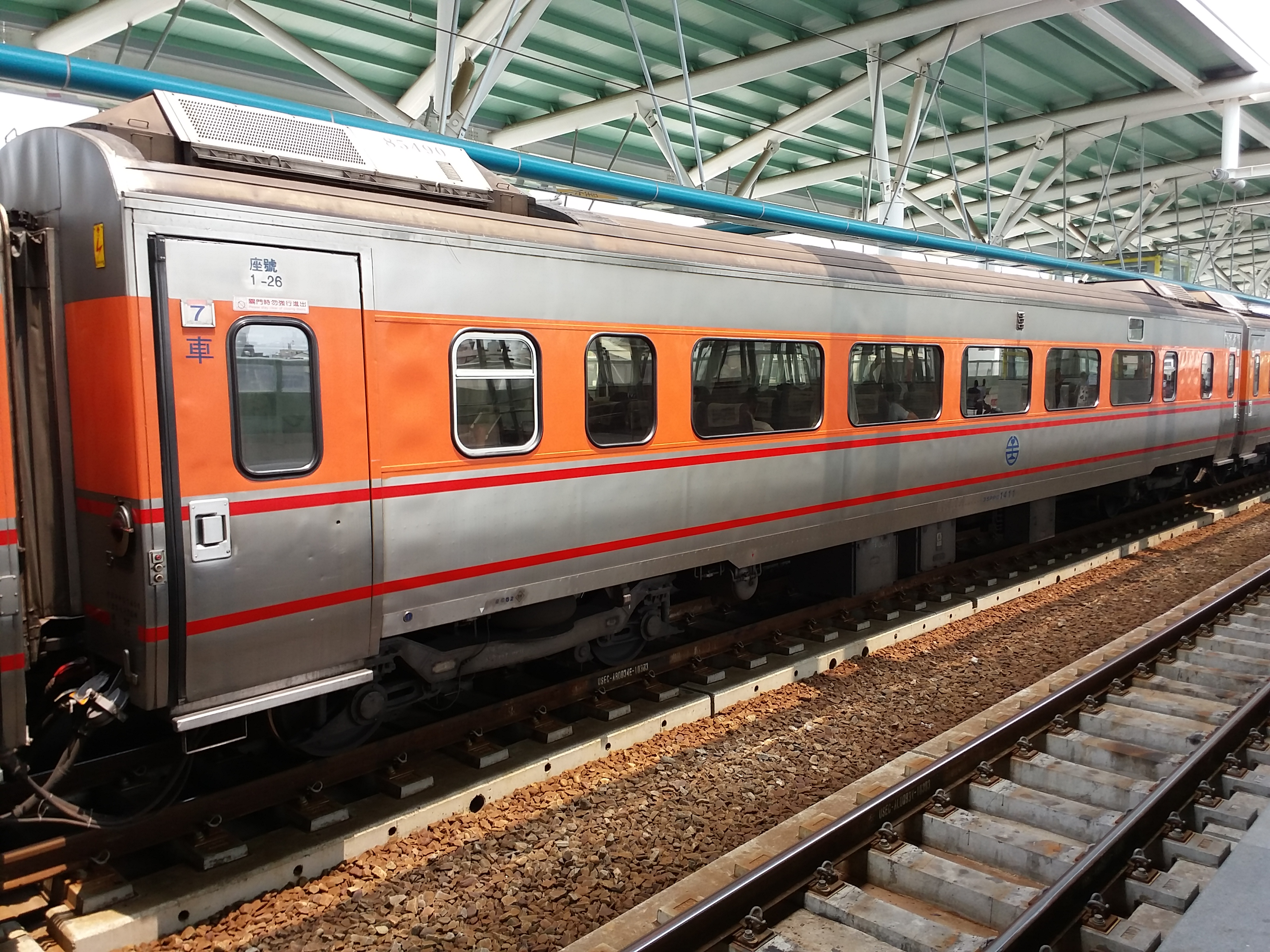
35PPC1411號
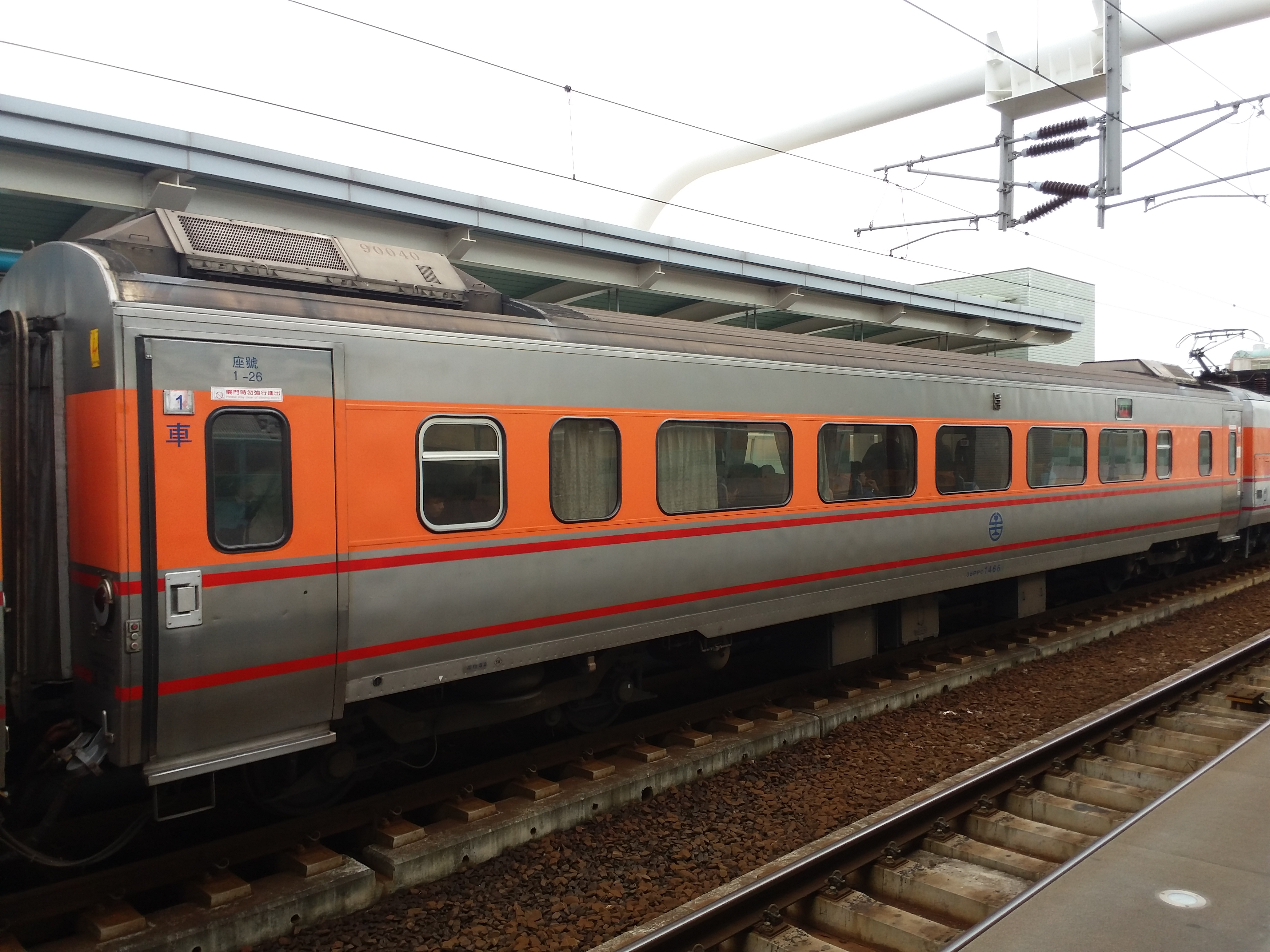
35PPC1466號
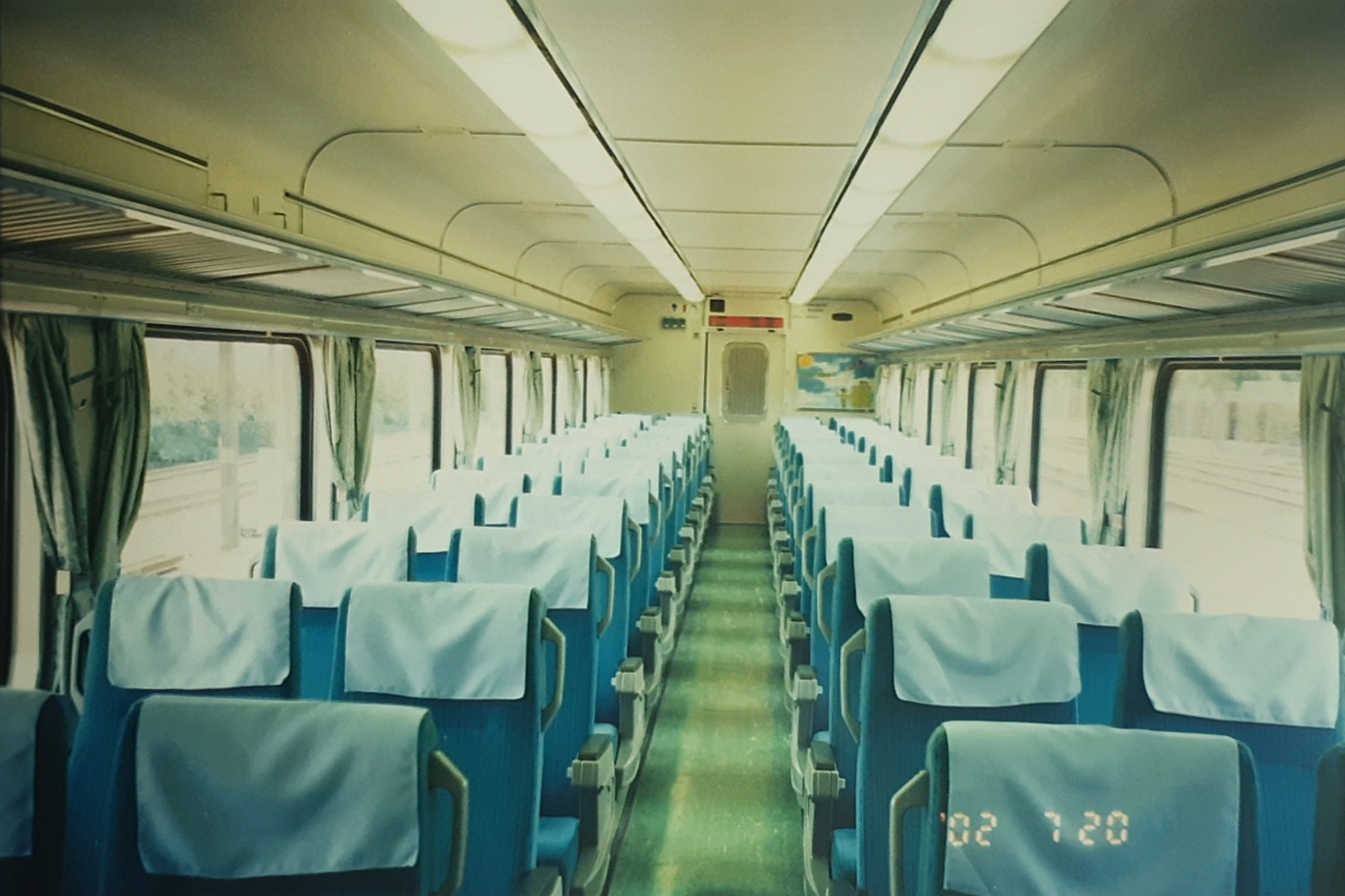
引進初期的35PPC1400型客車內裝，採用水藍色絨布座椅
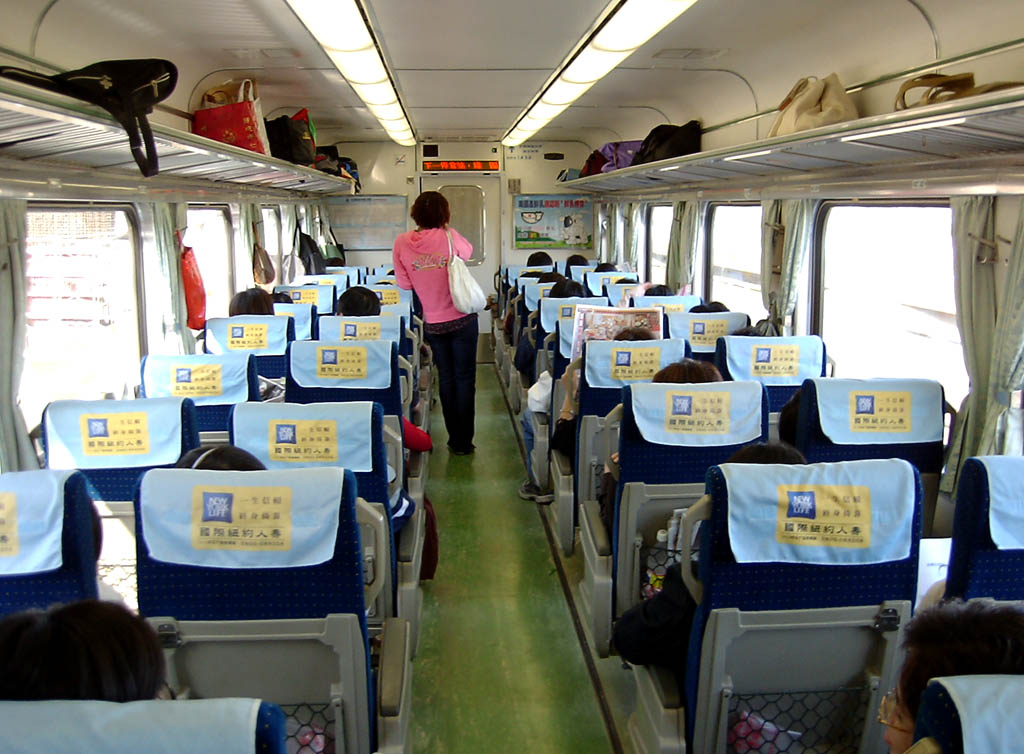
現行35PPC1400型客車內裝
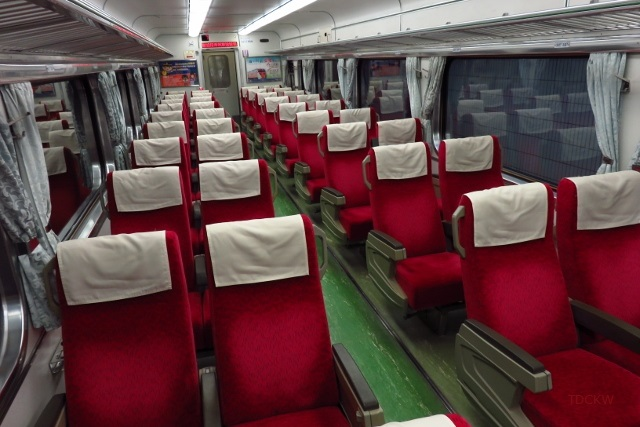
2015年底，PP車部分車廂檢修出廠後更換為紅色絨布座椅（攝於2016年2月27日，35PPT1000型）

### 台鐵2000型推拉式自強號客車

#### 該車型引進概要
2001—2002年，台鐵為增加推拉式自強號列車的功能性及運能，提高整體服務品質，因此再從唐榮鐵工廠引進了第2代PP客車，包含客車40PPT2000型13輛；與速簡餐車40PPD2500型32輛，2017年時再由40PPD2500型挑選20輛變更為親子車廂，並變更編號為40PPP2500型，另再將剩餘的PPD車廂再改造為40PPM2500型多用途車廂。本型車原本預計做為商務車廂，後因故作罷。

#### 外觀及內裝設計
在外觀設計上，40PPT2000型相較於35PPT1000型除在車窗配置有些不同外，其車體下緣側板、車門上的車窗樣式、車門開關與通道門的設計使用橢圓車窗等都有些許不同。另外，在內裝上40PPT2000型使用新型座椅（與FPK10500、10600相同），在走道上也鋪有地毯 ；天花板的燈罩採新式的間接照明設計，整體內裝設計較為高級。
至於40PPD2500型速簡餐車，剛推出時則是採用和35DC10500型十分類似的「半客室、半餐車」設計。其客室車窗的長度相當的「長」，客室內裝則和40PPT2000型差不多，但僅設置20個座位；至於在餐室部分，其外觀也和35DC10500型類似，同為一側3大窗加1小門，另一側沒有任何車窗，只有1小門和通風口的設計，其內部擺設和35DC10500型也幾乎完全相同。後來由於餐車營運績效不彰，因此在2004年時，已有部分車輛將餐室內的吧台及小桌撤去，改造為「快遞」的貨物儲放室，此車也在此改稱為「快遞車」。雖然如此，其車號的「D」僅由「Dining」改為「Delivery」；然而近年來推拉式自強號之快遞業務也不盡理想，因此快遞室又多拿來作為兩鐵列車作為運送自行車之用，後來又再次將貨架拆除，部分車輛甚至加裝安全帶作為身障車使用 。於2017年則是再將20輛40PPD2500型改造為親子車廂，於6月底出廠，並且將編號由原本的PPD變更為PPP，第三個P代表的即為親子「Parenting」（詳細改造內容請見「親子車廂改造」章節），其餘車輛則改造為多用途車廂，編號為PPM（詳細改造內容請見「多用途車廂改造」章節），本型車改造後的內裝已大幅變更。

#### 車型區分
- 40PPT2000型：一般型客車，車內附有男用及男女混用廁所。車輛編號：40PPT2001—2013、座位：52位、車輛皮重：33.21噸
- 40PPP2500型：親子車廂，車內有1+2椅背附摺疊桌之親子座椅，嬰兒車停放空間、親子互動區長條椅、固定桌、拉環等；另設有無障礙廁所、哺集乳室。車輛編號 : 40PPP2501–2517、2519—2521，座位：12位，車輛皮重：34.65公噸
- 40PPM2500型：多用途車廂，車內設有設置輪椅停放區（含固定帶）、拉環、壁掛式自行車架10組及折疊式座椅10位，另設有無障礙廁所。車輛編號：40PPM2522—2532，座位：38位，車輛皮重：34.65公噸

#### 規格與構造
- 轉向架設計： 本型車同樣採用TR-55型空氣彈簧轉向架，一次承懸為橡皮彈簧，二次承懸為空氣彈簧，本型與TR-54型不同在於取消原有手軔機之設計，而改用停留軔機，因此TR55型轉向架又區分為無停留軔缸的TR-55A型及設有停留軔缸的TR-55B型。
- 供電系統：本型客車考量到推拉式編組由前後機車同步供電，因此並非直接接收來自於機車的3相440V交流電源，而是接收1500V直流電後，再由車下的靜式變流器（SIV）將來自於機車的直流電轉換為車上空調所需的3相440V交流電，因此也使本型車可以與新自動門莒光號連掛進行供電。
- 軔機設備： 本型車採用SAB WABCO所製造的電磁空氣軔機系統，可透過電氣跳線同步控制每車下方的電磁閥，並控制C3W動作閥進行軔管排氣動作，使得其制軔速度與反應較傳統莒光號客車來得迅速[4]。

#### 圖片集

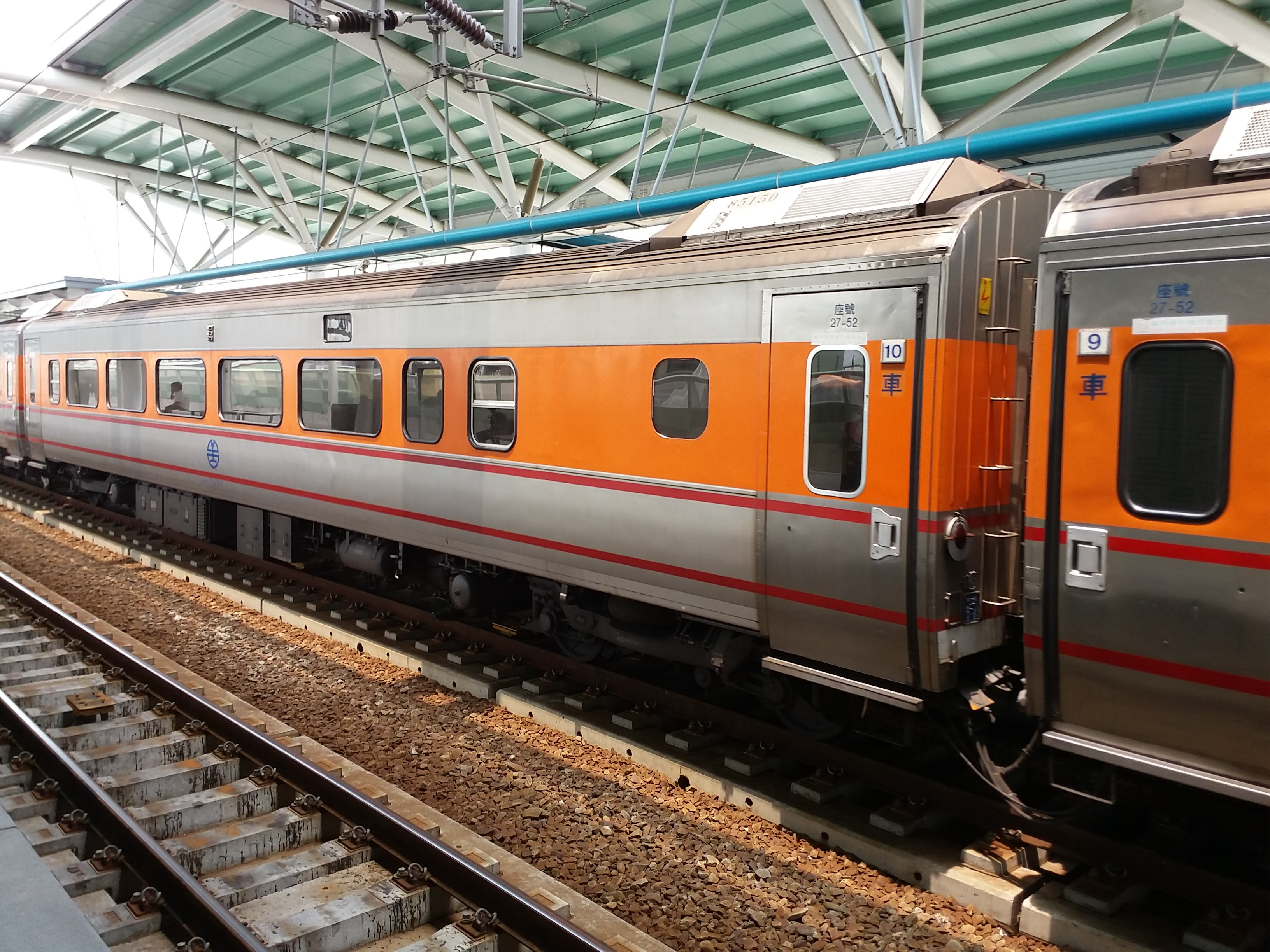
40PPT2001號
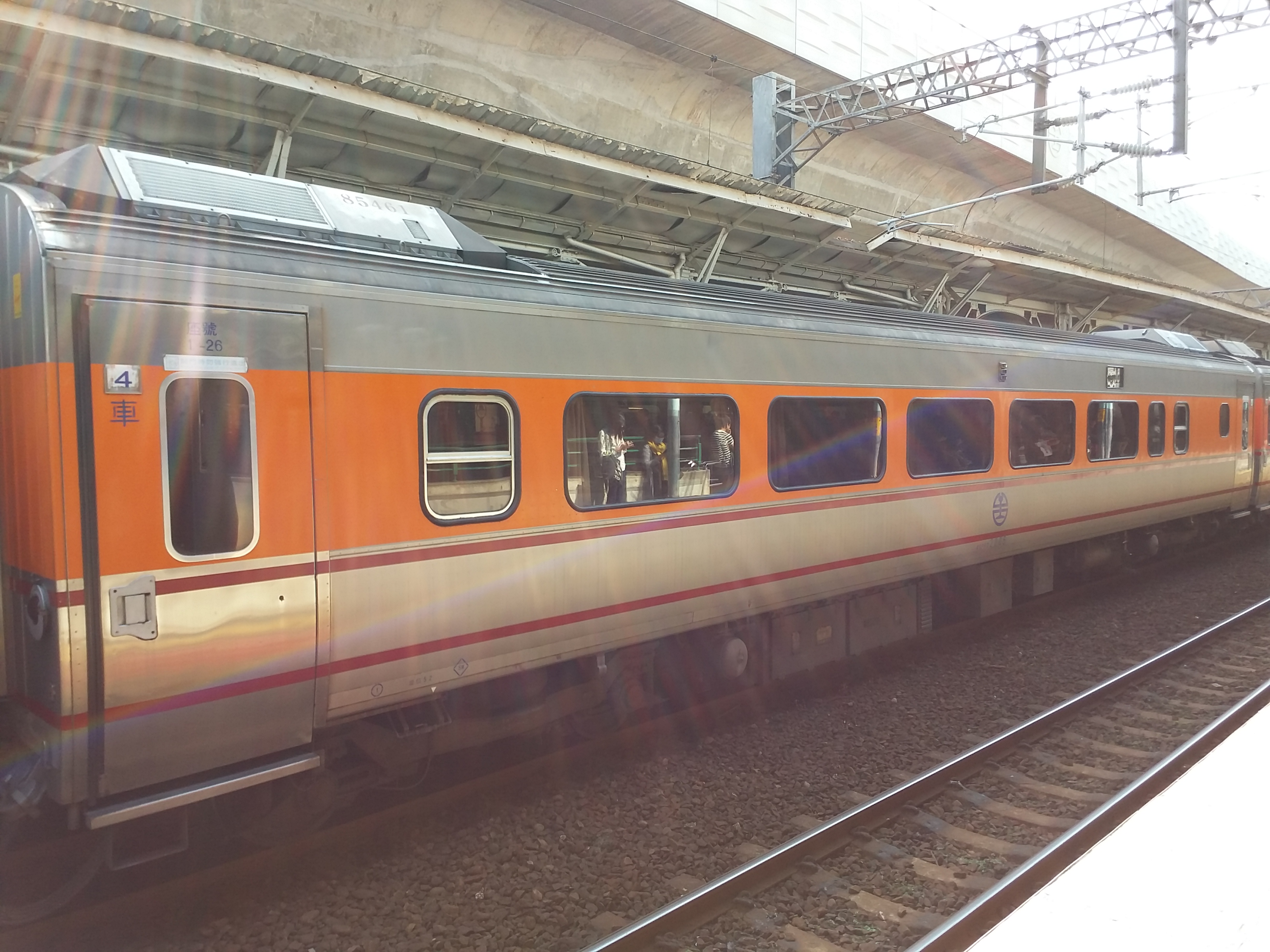
40PPT2005號
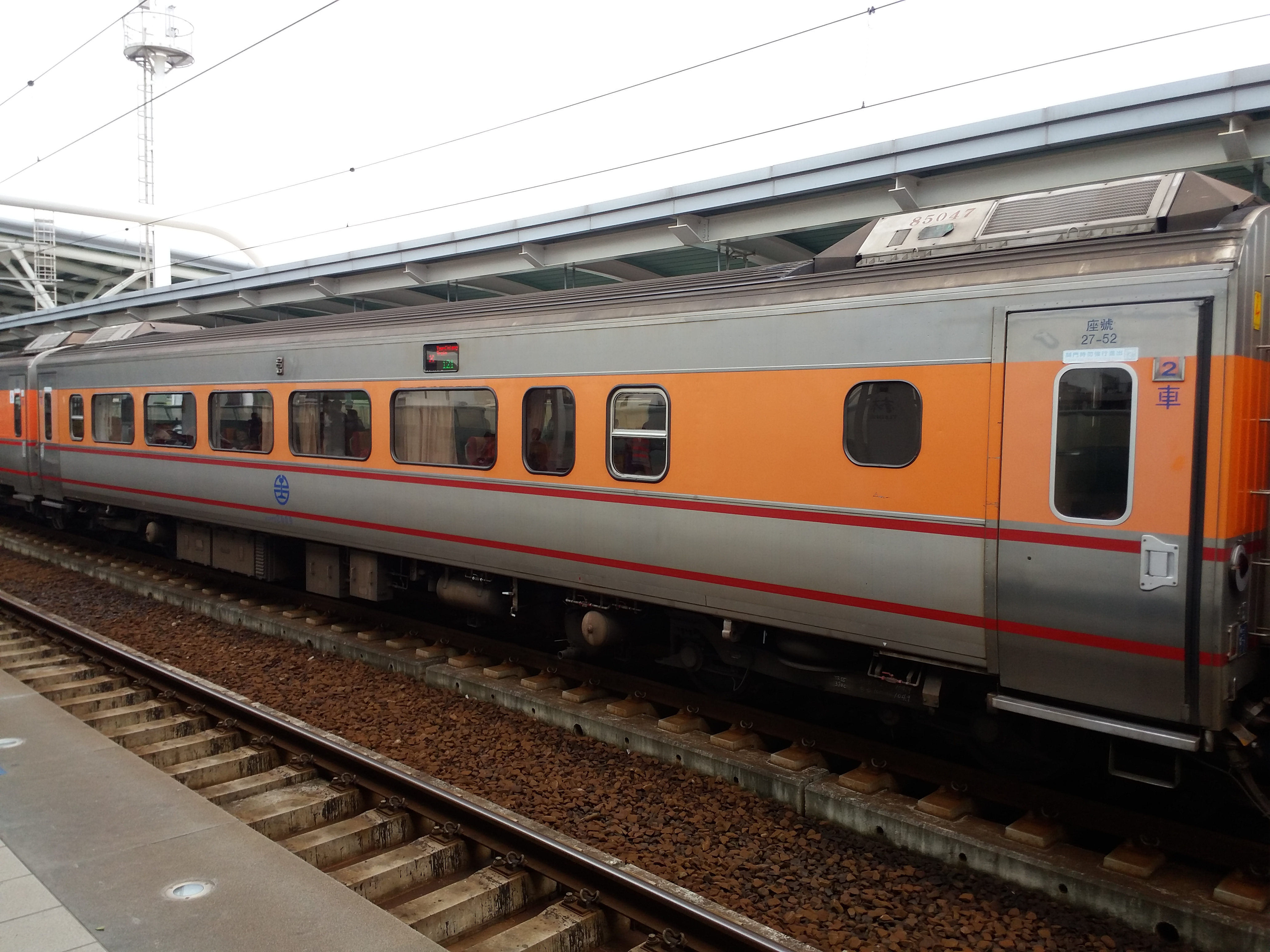
40PPT2009號
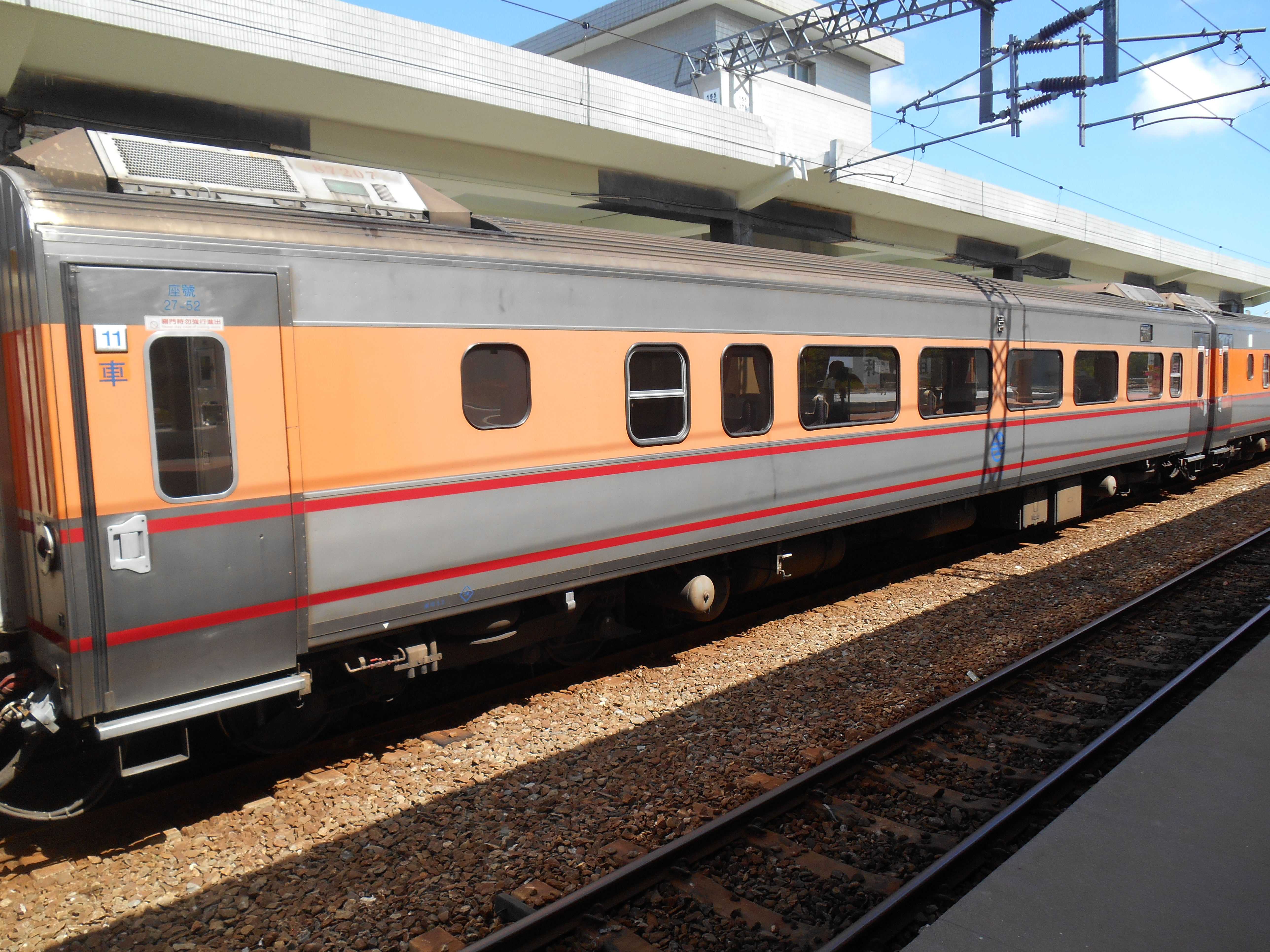
40PPT2012號
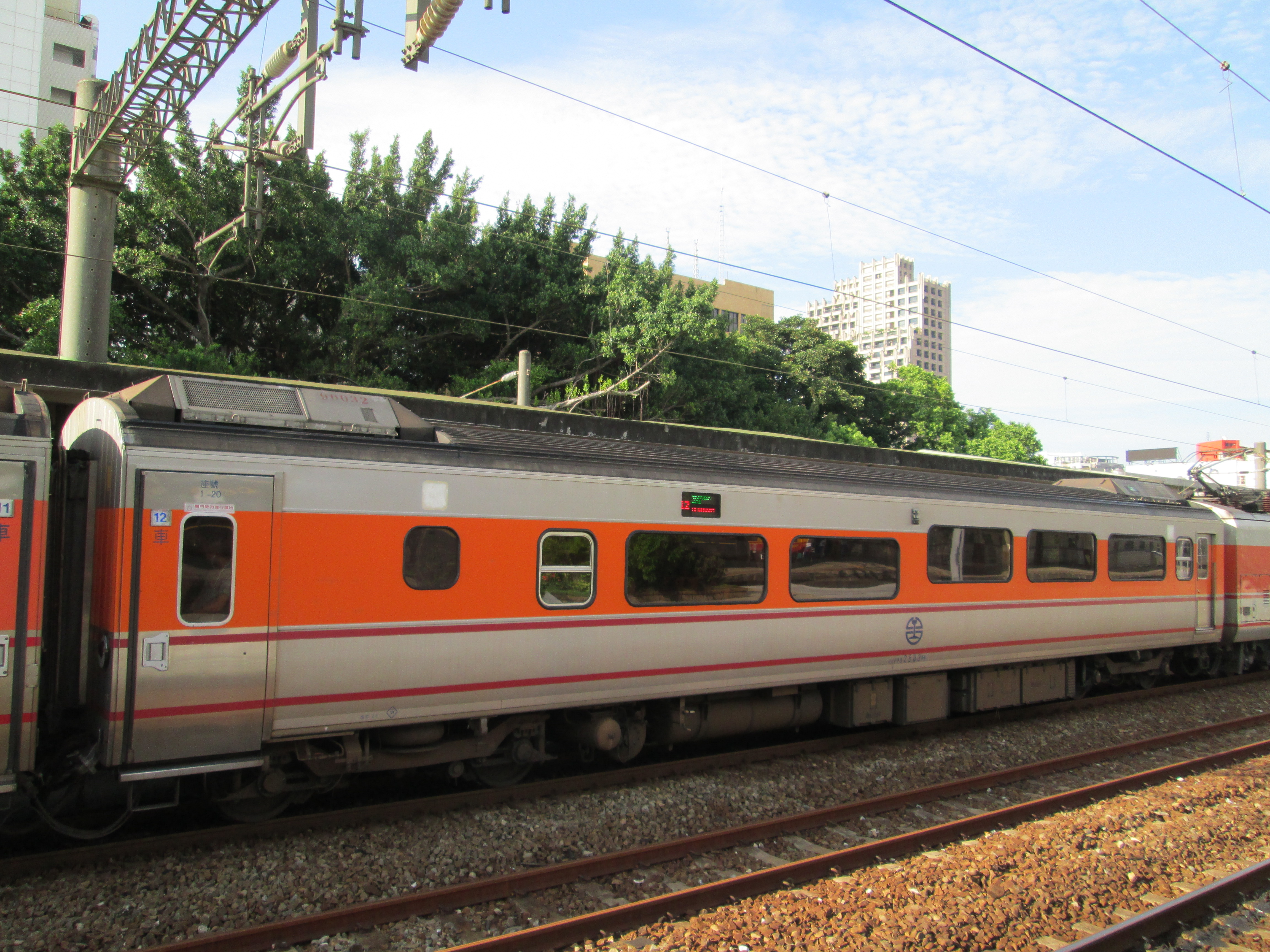
40PPD2503號
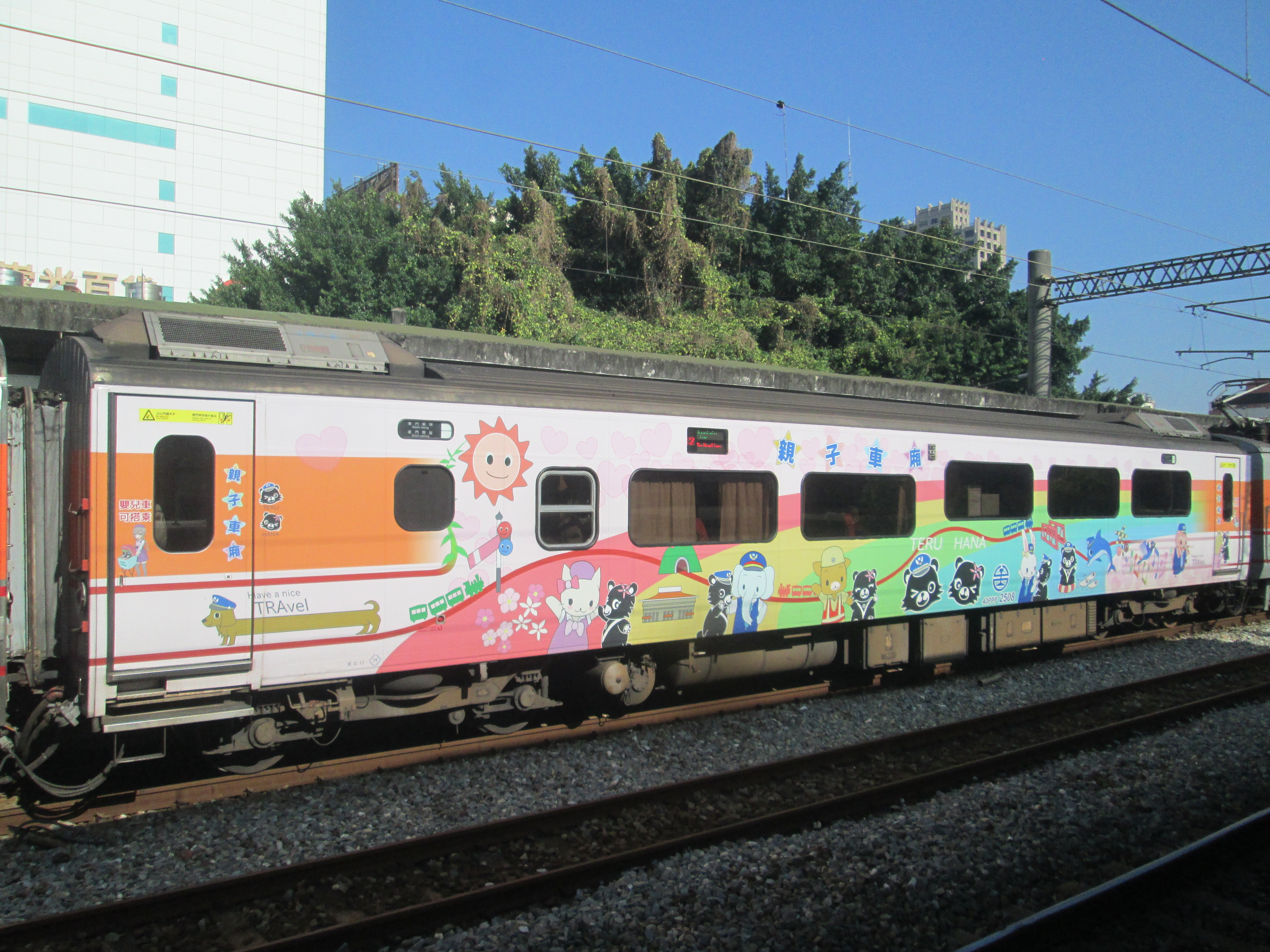
40PPP2508號
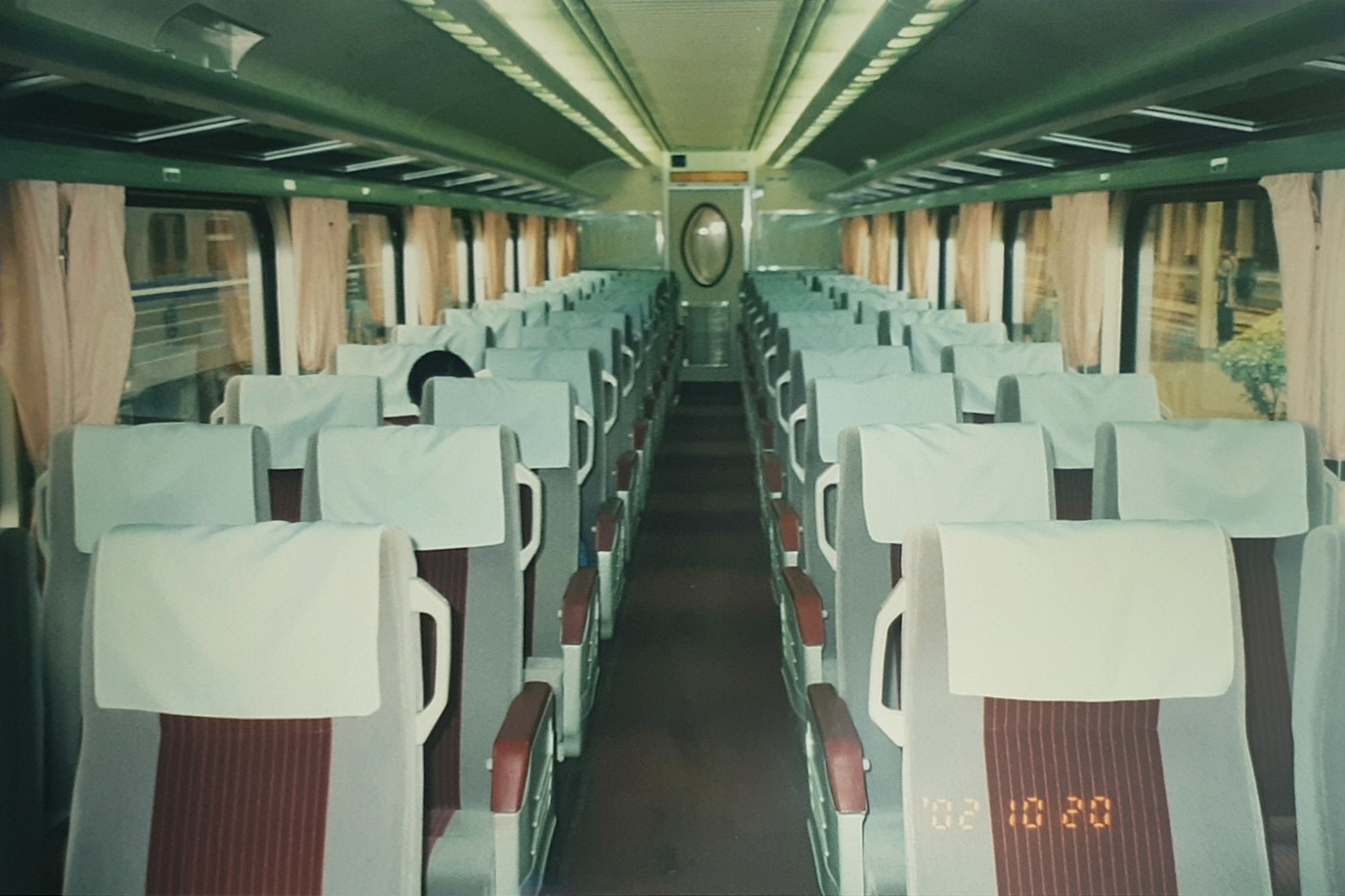
2002年，甫加入營運時的40PPT2000型客車內裝
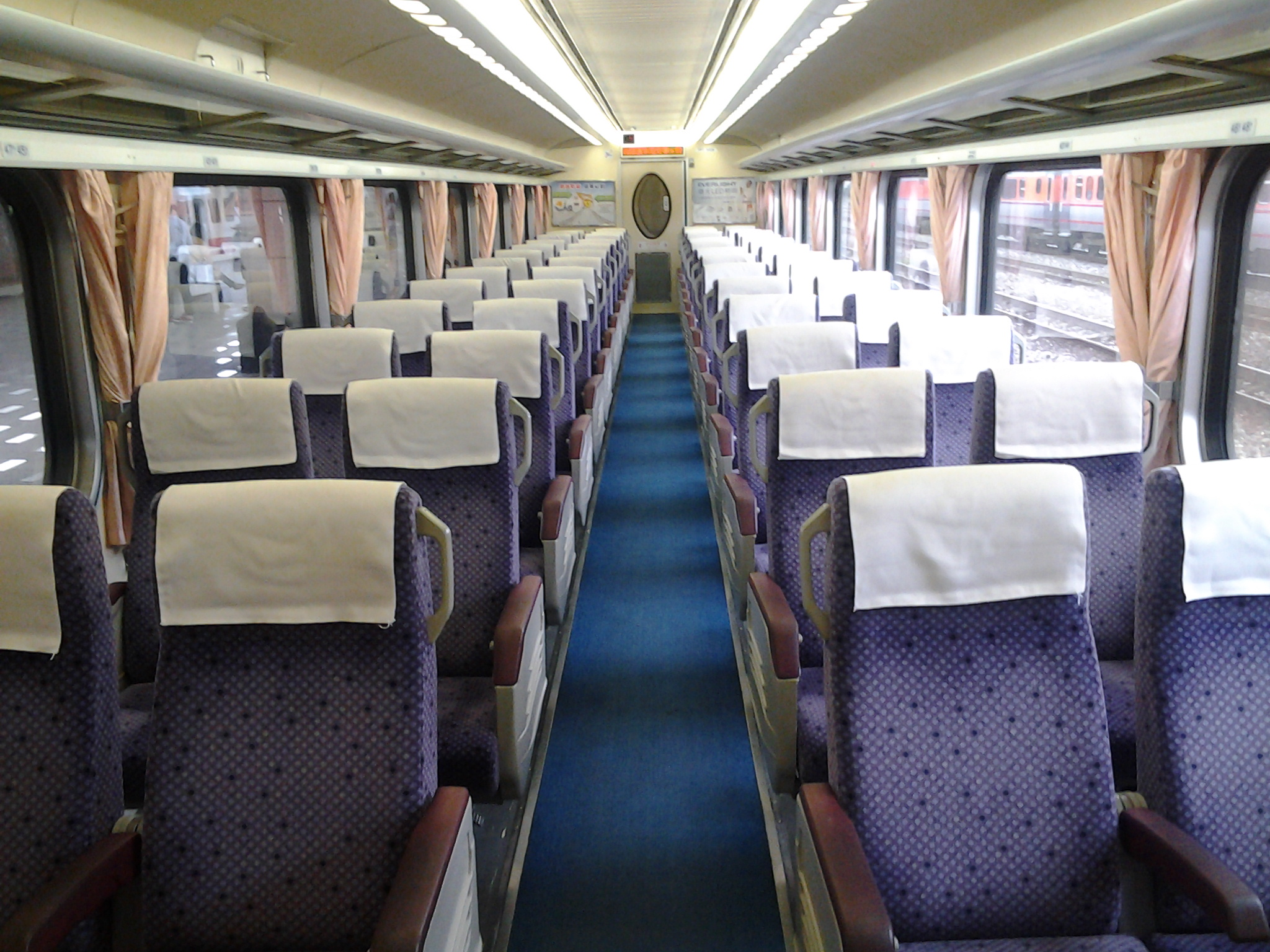
40PPT2000型客車內裝
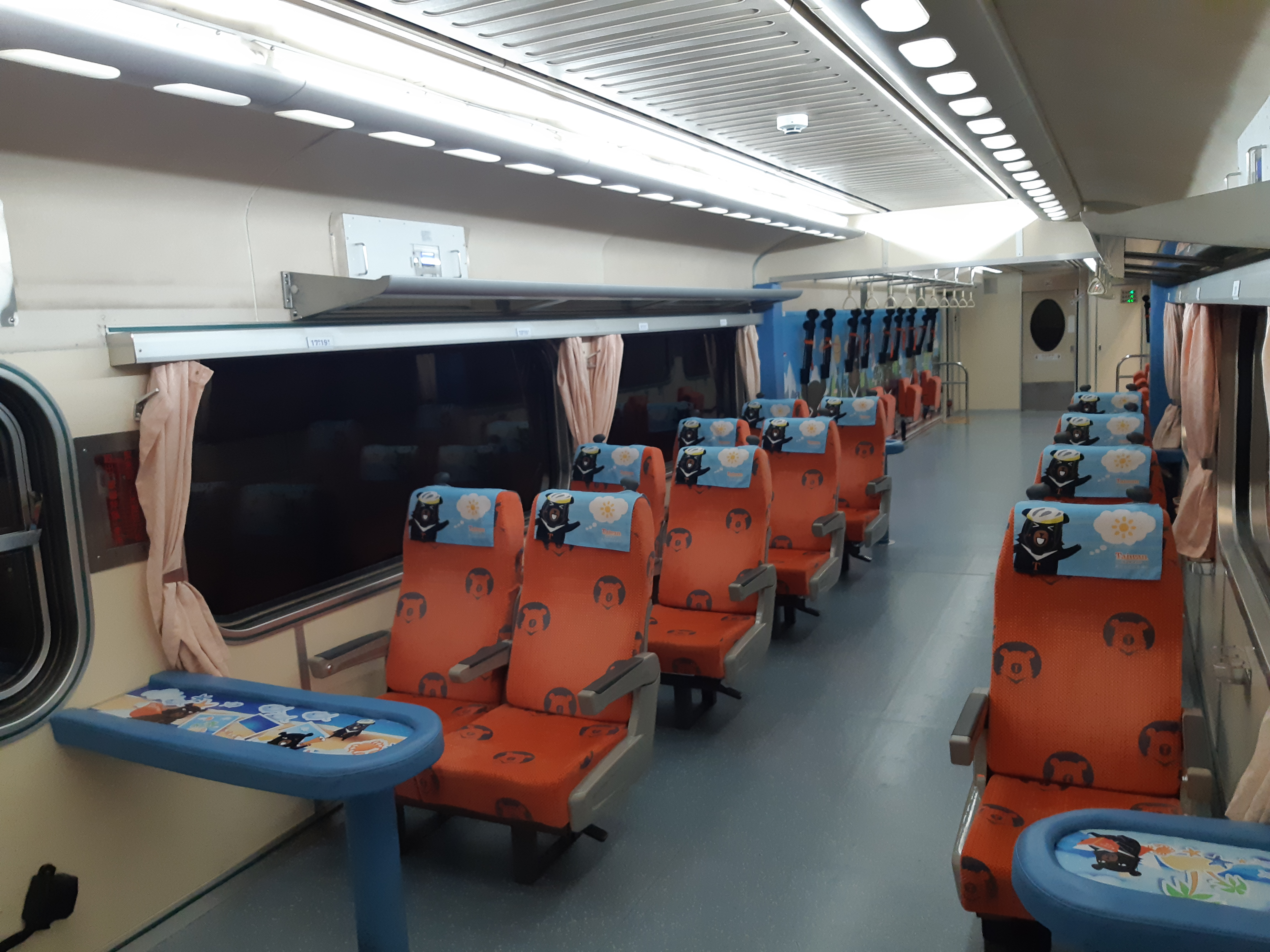
40PPM2500型多用途車廂內裝
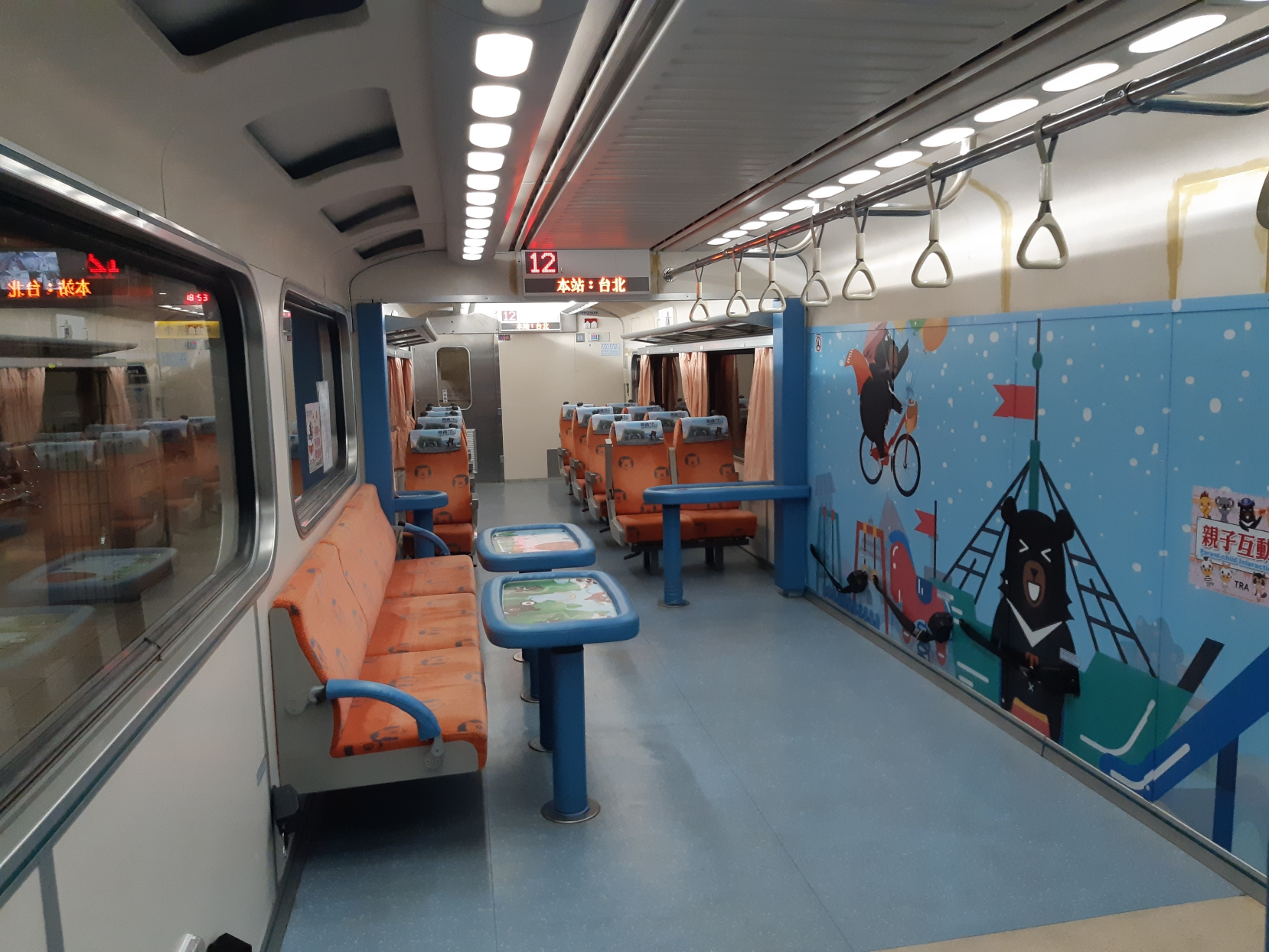
40PPP2500型親子車廂內裝
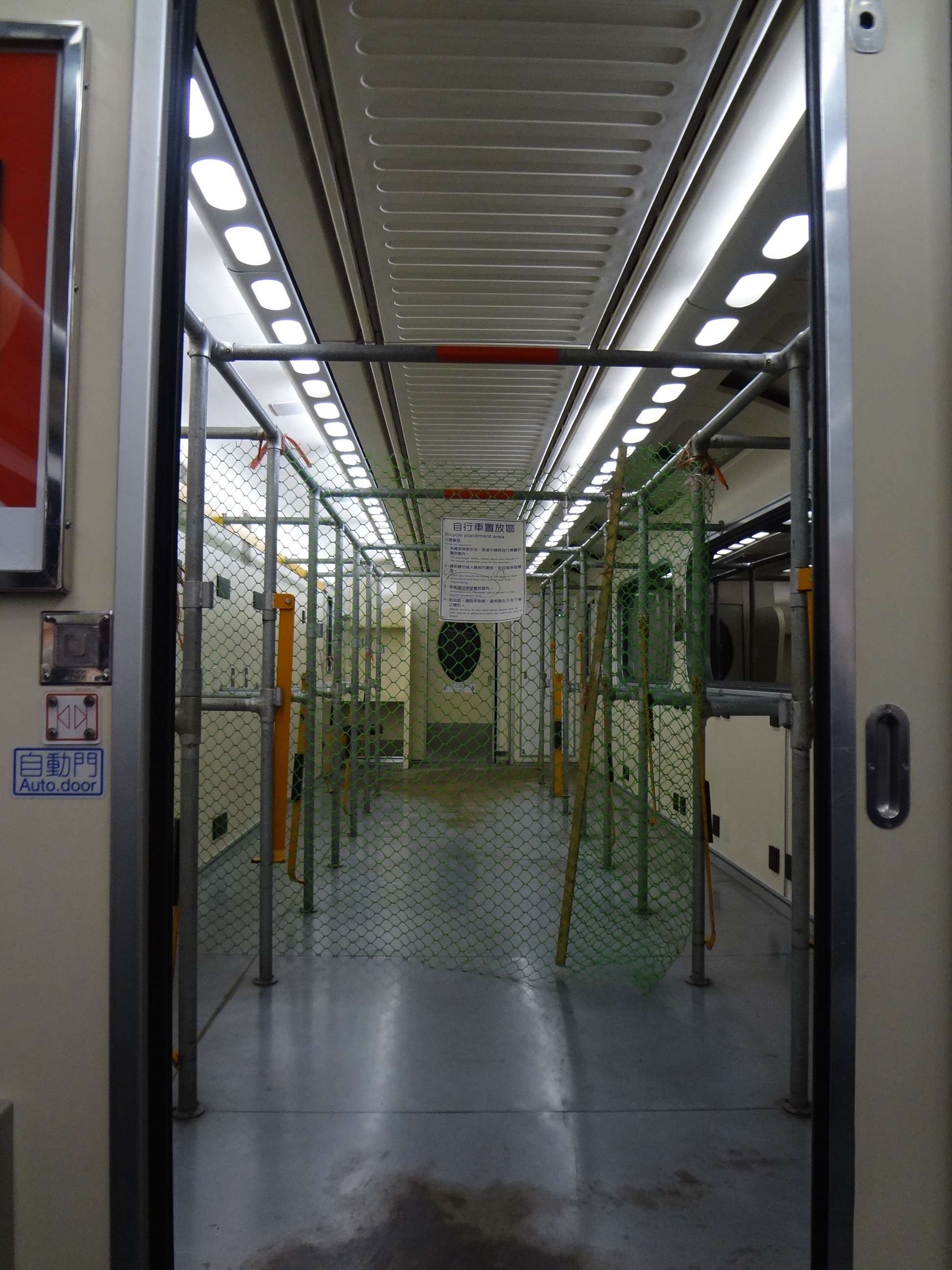
設置自行車置放區時的40PPD2500型內裝
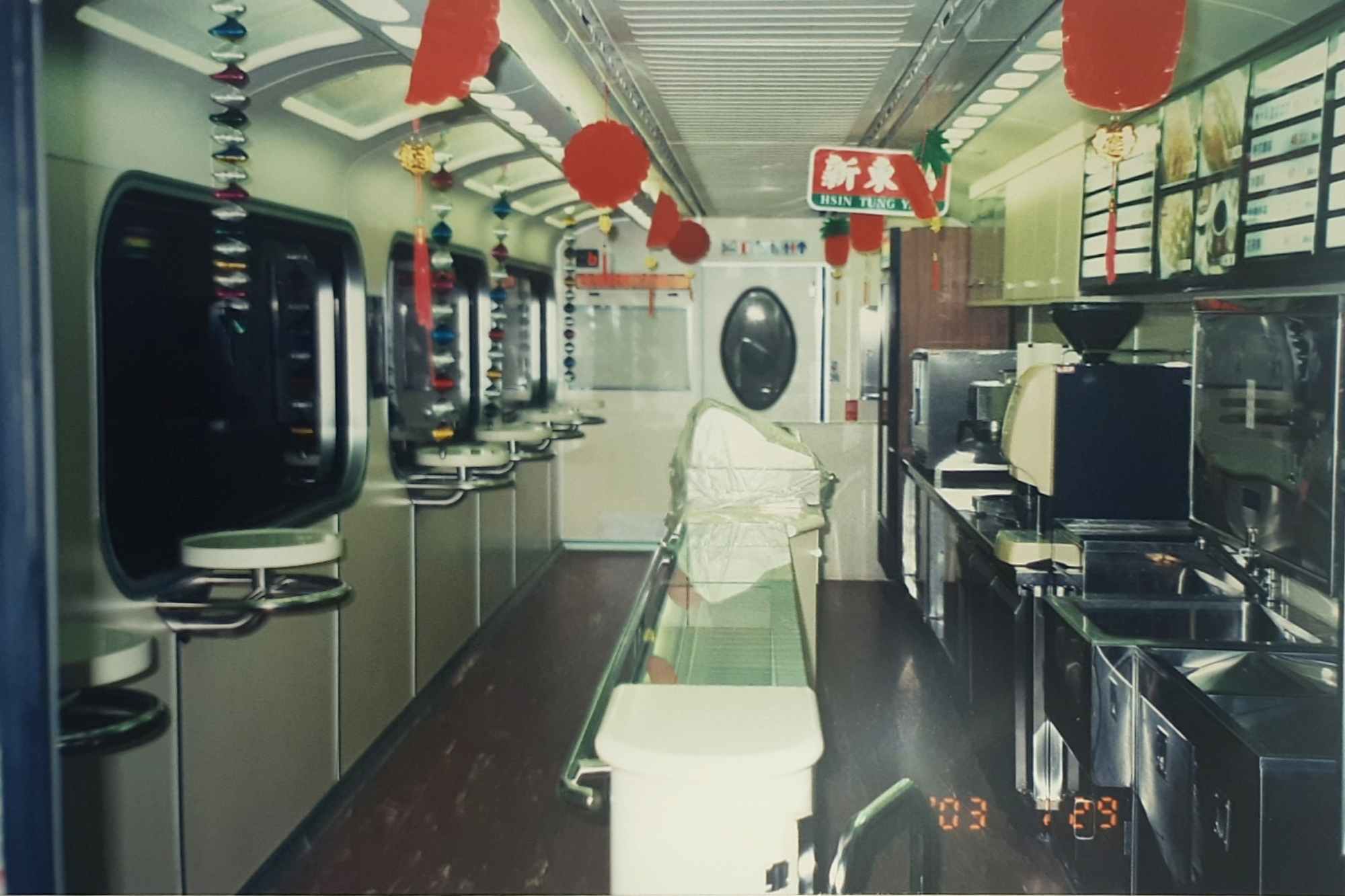
速簡餐車時期的40PPD2500型內裝

## 車輛塗裝
推拉式自強號塗裝為搭配E1000型電力機車的塗裝設計，在車窗附近及上下塗上橘色色帶，車窗下方以及車體下緣則塗上紅色細線，並延伸至端面處。其原廠時期之局徽為天藍色貼紙，並塗於車側正中央處，並在下方貼有車號；然而受到原廠的局徽與車號貼紙極易掉落之影響，因此後來維修出廠之車輛變陸續改為深藍色之塗裝。
2007年5月kibu在PP自強號引進台灣10週年時推出「1996年原形機試驗塗裝紀念版」N規PP鐵道模型，說明書中指出UCW與韓國原廠初版塗裝計畫為綠色藍線塗裝，後來台鐵機務及檢車部門以原廠塗裝不具警戒功能為由，要求改為橘色紅線塗裝。故該原廠計畫塗裝僅能在模型中一窺其面目。

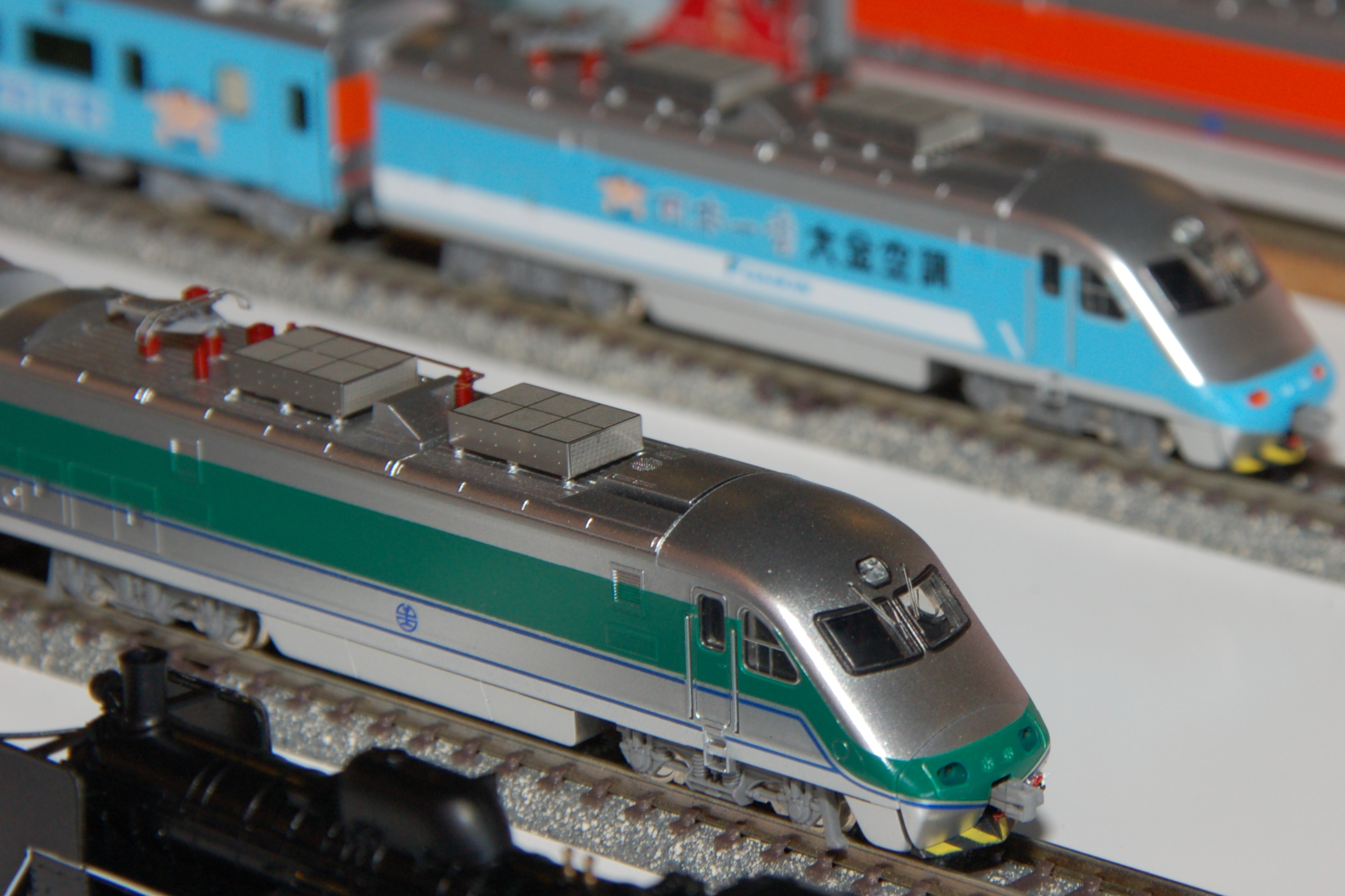
kibu製N規韓國原廠塗裝推拉式自強號模型

## 編組方式
推拉式自強號的採購規範，要求最大編成為兩輛動力機車加15節專用車廂（2M15T），但是受限於月台長度限制及車廂總數不足不利運用，目前最大編成可至13節車廂（2M13T）使用。首次營運時只掛10節車廂（2M10T），之後曾改為11節車廂（2M11T），後來固定使用12節車廂（2M12T）編組。2005年由於故障異常不斷，台鐵停駛多數西部幹線週末加班車及每天行駛的2往返班次後，為降低減班造成的衝擊，一度改為常態13節車廂（2M13T），在2009年中車況較為穩定後恢復為常態12節車廂。
最初引進的車廂型式有3種，分別為一般客車35PPA1000型、身障客車35PPB1300型、附車長室/服務員室之35PPC1400型，但從第2批車抵台起將車型標示變更，並回溯第1批車，PPA改為PPT，PPB改為PPH，PPC的C剛好可以代表車長室因此無更動。
於2002年40PPD2500型餐車上路後編掛於第6車，維持12節編組。餐車招標後由新東陽得標，但經營數個月後就因為虧損累累而提前與台鐵解約。在閒置了一段時間後，部分車廂陸續進廠改造，拆除餐車設備後加裝貨物架，以快遞車的面貌重新登場並改掛於第12車（幾乎所有擔任推拉式列車的自強號班次都掛有此車廂，另原先快遞運送室與客室的通道門會上鎖，但後期因快遞運送室改為自行車載運空間，故通道門又開放讓旅客進入）。
另外，35PPC1400型、35PPH1300型及35PPT1000型原本廁所或車長室的位置均朝順行方，但由於1車為方便車長進出機車、2車為方便1車旅客使用廁所而轉向逆行方，因為造成編組在摘掛維修保養之後重組不易而取消前述規定，但並未處理各節車廂廁所或車長室的位置不一的問題，加上921大地震的成追線運用，使得廁所或車長室的位置更加混亂，直至2010年後才將全數車廂方向統一，即PPC1400型車長室／服務員室端及其餘車型之廁所端朝逆行方，使第2車廁所緊臨無廁所的PPC1400第1車無需顧慮方向。車廂方向固定後，35PPT1000型與35PPH1300型車廂座位奇數為山側，偶數為海側；35PPC1400型、40PPT2000型、40PPM2500型及40PPP2500型車廂座位奇數為海側，偶數為山側。
而原先掛於後端的35PPC1400型車廂，原本一直掛於第11車，後來2009年6月編組由13輛縮編為12輛後，改掛於第10車；2011年3月，改掛於編組中段的第6車，5月時又再度調整到第7車。
目前編組方式為第1、7車為35PPC1400型含車長室／服務員室的守車，第3、8車為含身障座椅及身障廁所的35PPH1300型，第12車則為原40PPD2500型快遞車再次改造之親子車廂40PPP2500型或雙鐵／多功能車廂的40PPM2500型（除部分指定班次外，其餘皆為隨機附掛），其餘車廂則為35PPT1000型或40PPT2000型，不過少部分編組會出現與35PPC1400型或35PPH1300型混掛之情形，也有部分編組的12車非為40PPM2500型或40PPP2500型車廂。
因應特定時段營運需求，部分編組會在1車前面，再增掛1節車廂（1A車，多為35PPT1000型或40PPT2000型），或者將40PPP2500型或40PPM2500型同時連掛（12、13車），變成以13節編組行駛；因PP車車側終點顯示幕（DI）的車廂編號，無法顯示1A的緣故，係在原有顯示幕的車廂編號上，黏貼1A貼紙呈現。不過在2015年時將車側及車內終點顯示幕更新後，本狀況已解決。

## 歷年改造

### 列車資訊系統改造
- 車外的「LED 終點顯示器（DI）」、與「車內到站顯示器（SI）」設備更新，由於每次只能顯示一行字，因此會不斷進行中英文輪播 ；其中SI可每半小時以閃爍報時一次，亦可顯示轉乘站轉乘資訊。
- 車門上方門機檢查蓋，增設綠色指示燈，以顯示列車到站開門方向
- 車廂客室內增設「緊急對講機」於2處。
- 「廣播系統」更新（一開始有自己的更新版本，後改與EMU800相同，有「下一站」廣播及轉乘站資訊）。
- 系統架構核心與EMU800型相同皆採用台灣松下
- 40PPD2518並未改造終點指示器（因二水事故受損，待報廢除籍）。

### 無階化改造
- 改造廠：中鋼機械／仕佳興業[7]
- 2016年將因二水事故嚴重受損的PPD2518回送至仕佳興業作為試驗品改造，現置於高雄機廠等待報廢除籍。

有以下重點改造：

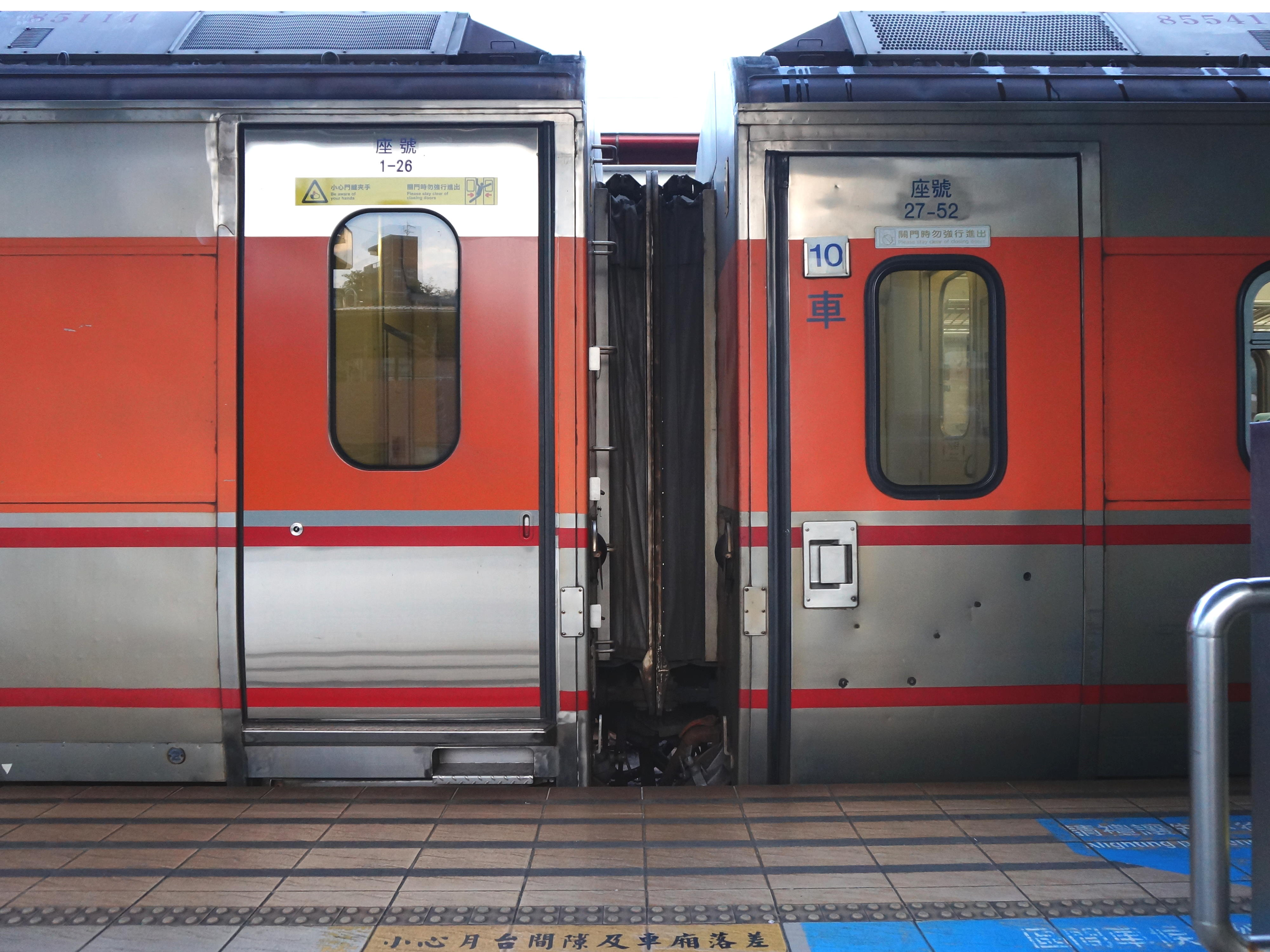
無階化改造前後的上下台門。左：無階化後；右：無階化前

- 上下台門台階填平並設置突緣及車門入口受影響區域之車廂地板鋼體補強、鋪層更新，以及標示、標記與標語重新設置。
- 上下台門通行淨高度至少1,850 mm條件下，將車門門框切割、修改、焊接、補強及表面塗裝處理等。
- 上下台門車門系統更新，包括將原先氣動車門改為電動車門，門板改用輕量型款式、並將原有警告音改造成跟無階化EMU500相同的警告音、門機控制器更新、增設車門內外緊急開關門旋鈕，相關警告、禁制標示、標記與標語製作與張貼。
- 上下台門扶手更新。
- 車門上方開門狀態指示燈，配合門機系統更新，調整裝設位置，並嵌入／整合於門機檢查蓋。
- 車廂聯結處裝設防止人員自月台處墜落軌道之車間防墜落裝置（似台北捷運樣式）。
- 上下台門鑰匙開關供應及更換作業。
- PPH1300、PPP2500與PPM2500型車廂，設置車外「車門開啟、車門關閉」顯示器。
- PPD2500型中之PPD2501—2517、2519—2521改造為PPP2500型親子車廂使用（PPD2518於二水事故造成主結構受損而不予改造），而PPD2522—2532改造則為PPM2500型多用途車廂使用（改造詳情請見下方）。

### 親子車廂改造

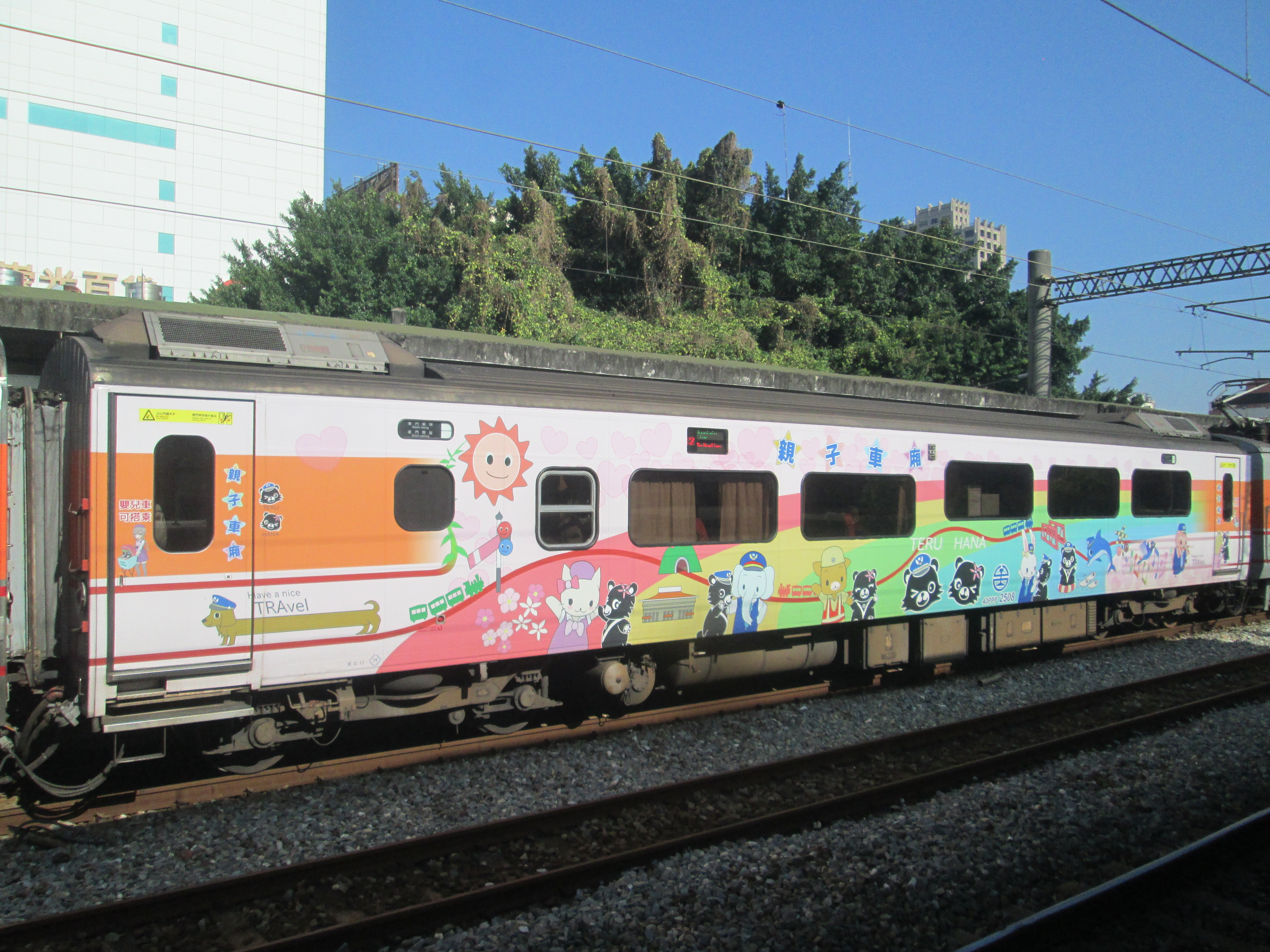
PPP2508

- 改造廠:中鋼機械、仕佳興業[8][7]
- 出廠年:2017年6月開始改造，2019年4月底全數改造完成[8]
- PPP2500型：親子車廂（PPP2501–2521，2518缺號），由PPD2500型改造而來，預定改造20輛。首輛完成改造為PPP2503，於2017年6月27日公開，且也是PP車編組中首輛無階化的車輛；而在2019年4月底，最後一輛PPP2511由仕佳興業改造完成後，本型車共20輛全數改造完成。從2017年7月30日，至隔年2月25日止，逢周日固定附掛在特定車次上（418—443次）；2018年3月3日，因改造親子車廂受到歡迎，指定運行班次增加為東西幹線各1組（123—150次：七堵—屏東、410—439次：樹林—台東），並改為每日固定行駛。
- 各車輛配屬：
  - 七堵機務段：（共11輛，PPP2501～2507、2510～2512、2520）
  - 高雄機務段：（共9輛，PPP2508～2509、2513～2517、2519、2521）
- 改造重點：
  - 車門階梯無階化、原快遞室裝卸門改造為一般車門
  - 車內廁所改造為無障礙廁所
  - 客室內原2+2一般座椅共20位，改造為1+2椅背附摺疊桌之親子座椅共12位
  - 原快遞室內空間設置哺乳室
  - 設置嬰兒車停放空間、親子互動區之長條椅、固定桌、拉環等
  - 車體及車內飾板進行相關彩繪張貼

### 多用途車廂改造
- 改造廠:中鋼機械、仕佳興業
- PPM2500型:雙鐵車廂（PPM2522—2532），由PPD2500型改造而來，共計改造11輛。
- 各車輛配屬：
  - 七堵機務段：（共7輛，PPM2523—2525，2528—2531）
  - 高雄機務段：（共4輛，PPM2522、2526—2527、2532）
- 改造重點：
  - 車門階梯無階化、原快遞室裝卸門改造為一般車門
  - 車內廁所改造為無障礙廁所
  - 原快遞室內空間設置輪椅停放區（含固定帶）、拉環、壁掛式自行車架10組及折疊式座椅10位，共38位
- 首輛樣車PPM2531於2018年11月進廠改造，並於2019年4月中旬改造完畢出廠，最末輛改造的PPM2522已於2019年12月30日改造完畢出廠。

### 靜式變流器改造
根據台鐵於2019年發佈的「城際電聯車600輛」赴日本考察車輛製造廠及觀光列車行銷，本型車客車車廂將於EMU3000型全數引進後開始進行靜式變流器（SIV）改造，以符合新型電力機車之供電規範變更為3相440V，除了PPD2518因二水平交道事故報廢除籍及PPT2000型客車因車體大樑變形而不改造外，其餘車廂將陸續進廠改造。
「推拉式客車電機系統更新」改造案，已於2023年7月13日由士林電機廠股份有限公司得標，並已回送一組車廂至位於南州車站旁的秦揚工業改造。

## 彩繪

### 已卸除

#### 全編組彩繪
- TOYOTA彩繪車：
  - 行駛時間：2001年
  - 機車編號：E1041、E1042、E1057、E1058
  - 客車編號：PPT1114、PPT1122、PPT1134、PPT1146、PPT1147、PPT1151、PPT1161、PPT1163、PPT1170、PPT1177、PPT1180、PPT1181、PPT1185、PPT1197、PPT1199、PPH1332、PPH1349、PPH1355、PPH1357、PPC1446、PPC1449、PPC1450、PPC1455、PPC1456
  - 說明：和泰汽車為了宣傳豐田汽車新款轎車，特別租用兩列車廂，並將列車塗成全紅色並打上「Break Into Style」字樣，還針對彩繪列車舉辦攝影比賽。
  - 備註：此為PP車自強號首次彩繪。
- 大金工業彩繪車：
  - 行駛時間：2001年
  - 機車編號：E1025、E1026
  - 客車編號：PPT1157、PPT1164、PPT1168、PPT1178、PPT1179、PPT1183、PPT1192、PPH1353、PPH1354、PPC1448、PPC1454、PPC1463
  - 說明：和泰興業為宣傳其代理的大金工業空調產品，也向台鐵租用一列PP改裝為彩繪車
- 中華民國全國運動會彩繪列車：
  - 行駛時間：2003年
  - 編組：（逆行端）E1017+PPC1445+PPT1156+PPH1348+PPT1154+PPT1153+PPD2518+PPT1143+PPT1152+PPH1346+PPT1155+PPT1148+PPC1452+E1018（順行端）
- 福特汽車廣告彩繪車：
  - 行駛時間：2004年
  - 編組：（逆行端）E1019+PPC1451+PPT1174+PPH1340+PPT1173+PPT1130+PPT1109+PPT1115+PPH1352+PPT1132+PPT1171+PPC1432+PPD2517+E1020（順行端）
- 錠嵂保險經紀人謝金燕廣告彩繪車：
  - 行駛時間：2015年8月22日—
  - 編組1：（逆行端）E1013+PPC1454+PPT1131+PPH1307+PPT1031+PPT1156+PPT1154+PPC1447+PPH1338+PPT1159+PPT1108+PPT1157+PPD2517+E1012（順行端9
  - 編組2：（逆行端）E1063+PPC1431+PPT1185+PPH1349+PPT1124+PPT1060+PPT1177+PPC1466+PPH1322+PPT1102+PPT1056+PPT1027+PPD2512+E1034（順行端）
- 日本東武鐵道東武日光詣SPACIA彩繪列車：
  - 行駛時間：2016年10月3日—2017年4月17日
  - 編組：（逆行端）E1041+PPC1418+PPT1107+PPH1336+PPT1112+PPT1124+PPT1144+PPC1446+PPH1360+PPT1185+PPT1121+PPT1177+PPD2509+E1050（順行端）

#### 機車頭彩繪
- 山線雙軌通車典禮
  - 行駛時間：1998年10月11日
  - 機車編號：E1063+E1064
- 公視小導演大夢想
  - 行駛時間：2004年
  - 機車編號：E1053
- 中華民國建國百年火車環島接力
  - 行駛時間：2011年6月
  - 機車編號：E1039、E1044、E1047

#### 純車廂彩繪
- 南方八縣市彩繪餐車
  - 行駛時間：
  - 客車編號：PPD2525—PPD2532
- 美麗新南方彩繪餐車
  - 行駛時間：2004年5月8日—
  - 客車編號：PPD2501、PPD2511、PPD2516
- 兩鐵人車同行彩繪車廂
  - 行駛時間：
  - 客車編號：PPD2521

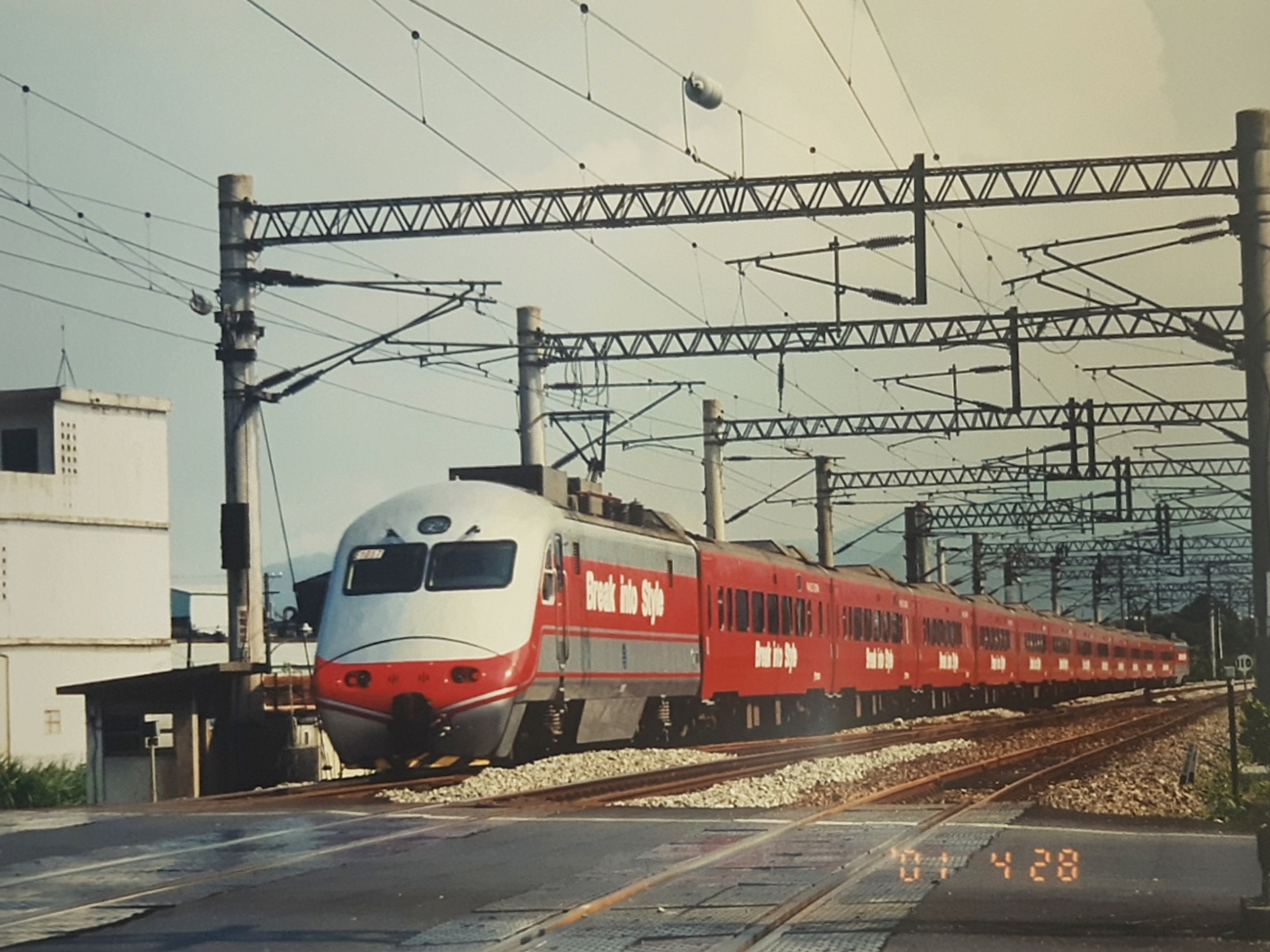
TOYOTA彩繪推拉式自強號
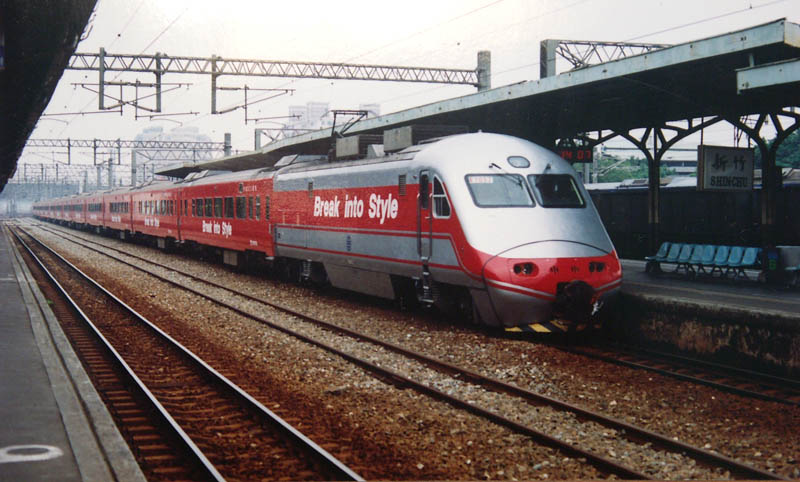
TOYOTA彩繪推拉式自強號
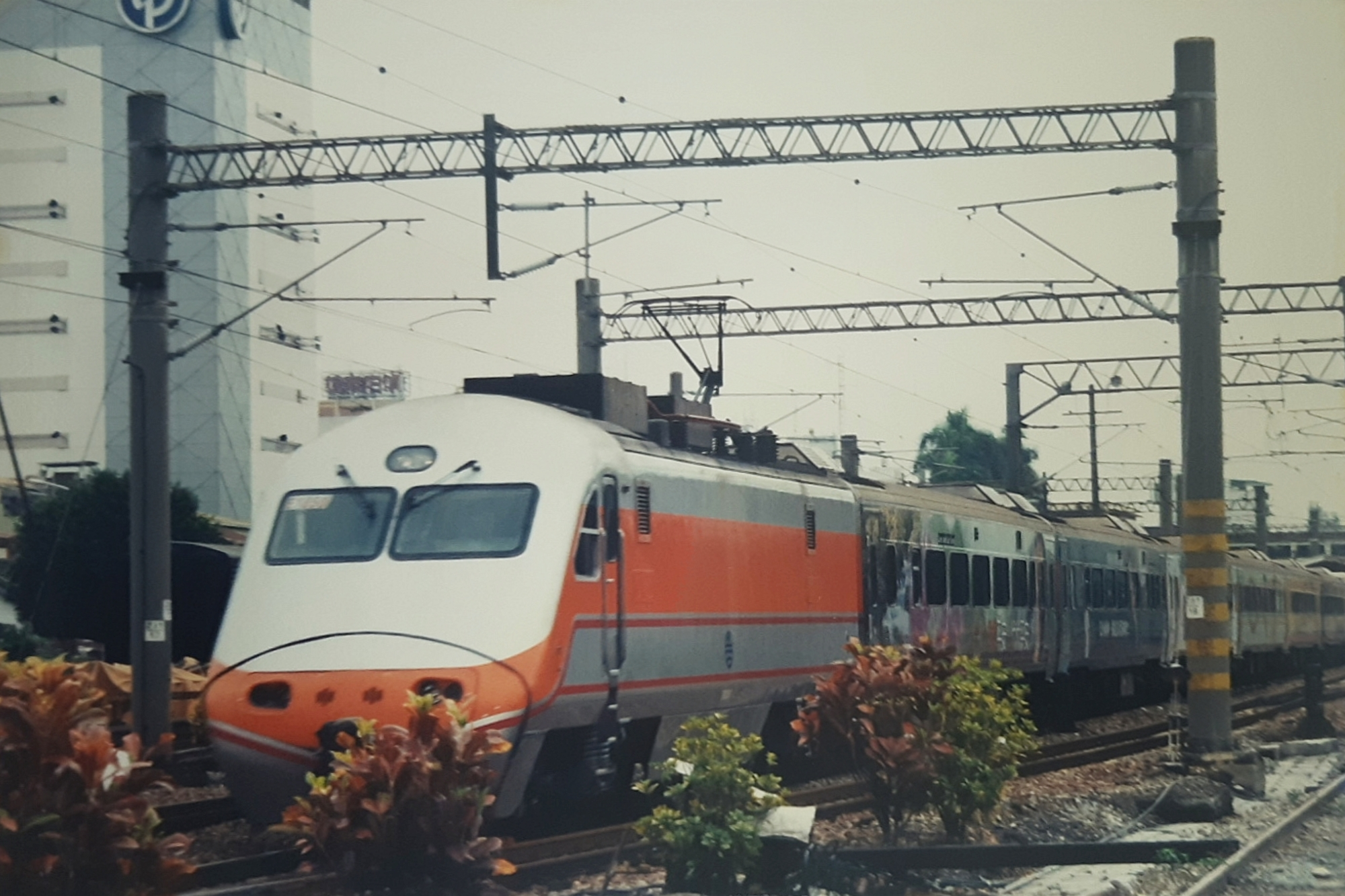
愛滋病宣導彩繪推拉式自強號
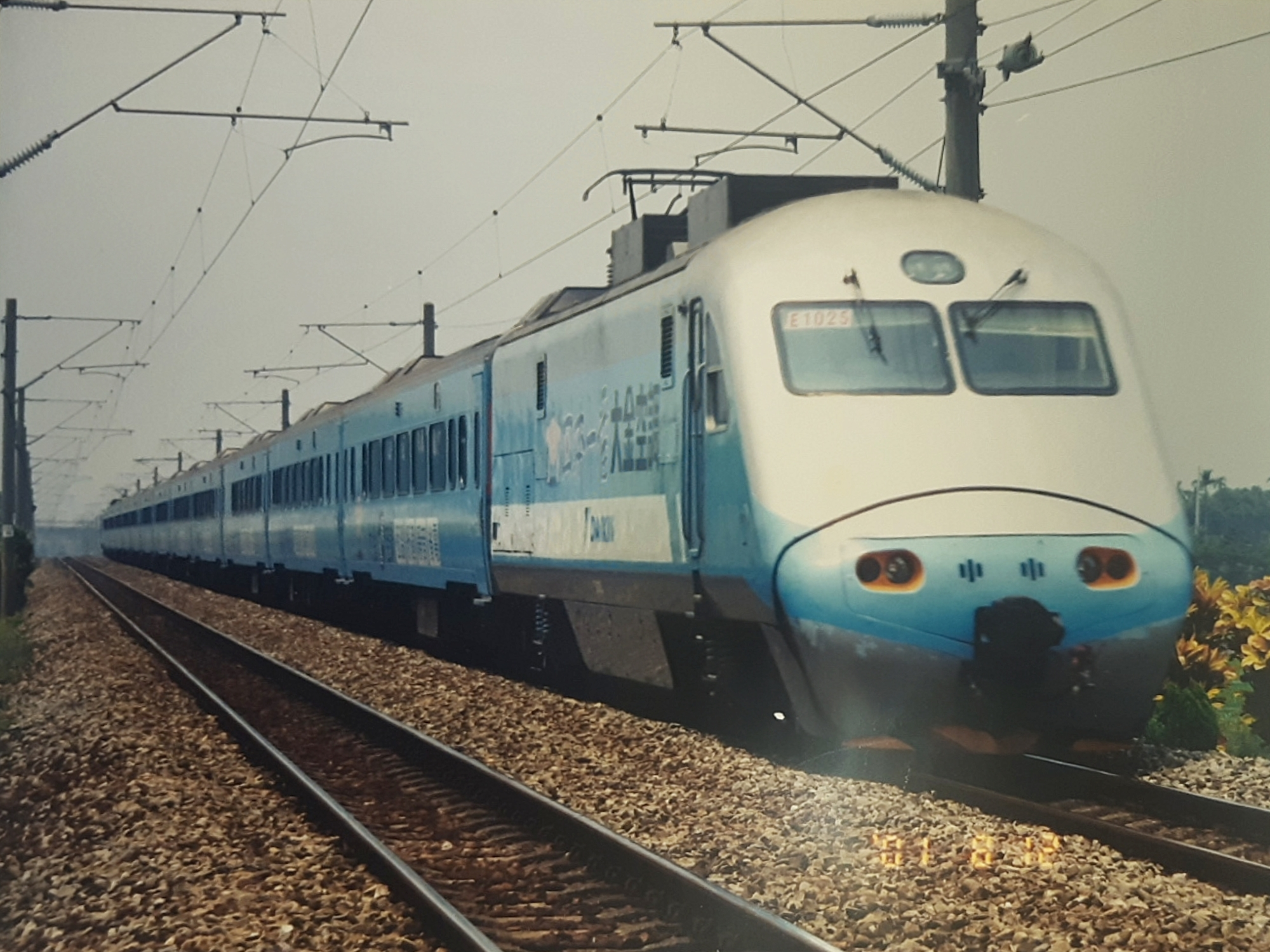
大金空調彩繪推拉式自強號
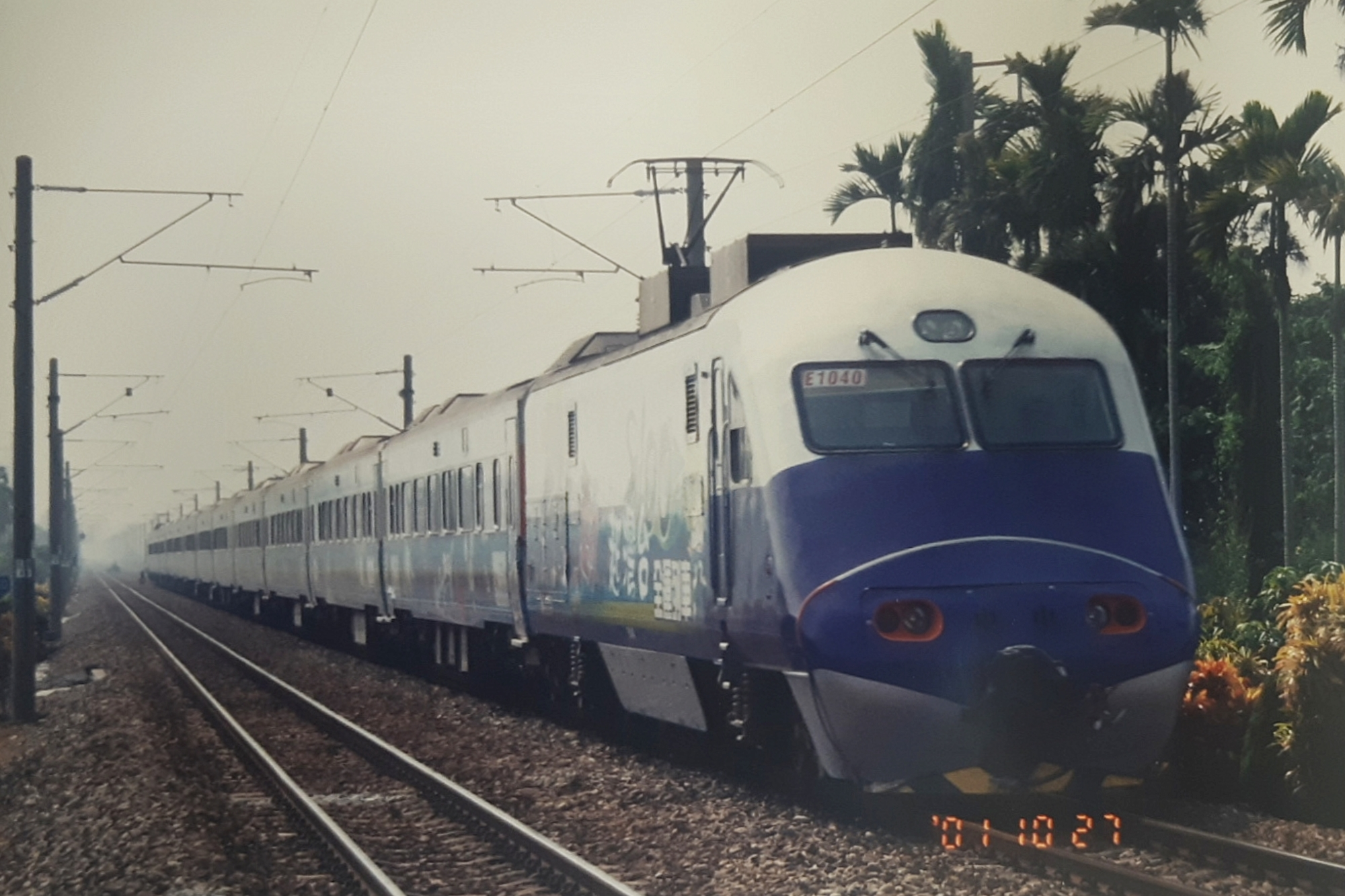
2001年高高屏全運會彩繪推拉式自強號
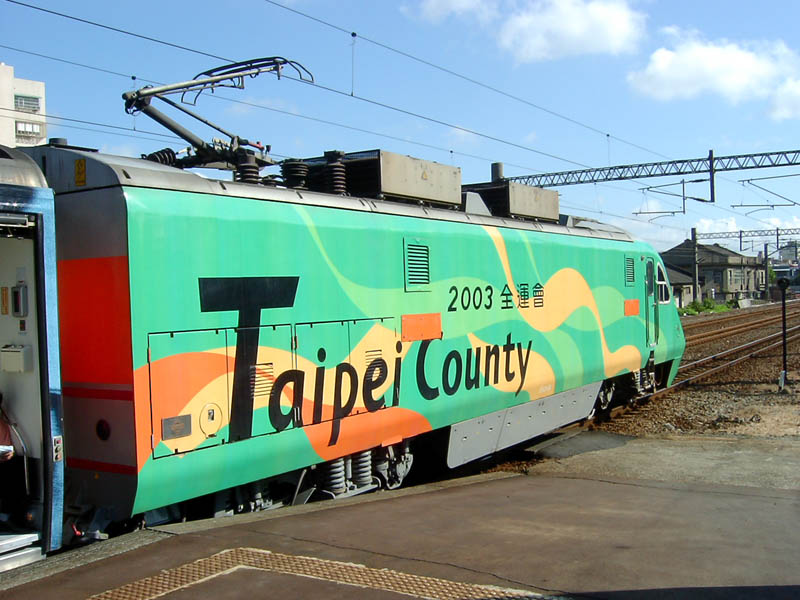
2003年台北縣全運會彩繪PP機車頭
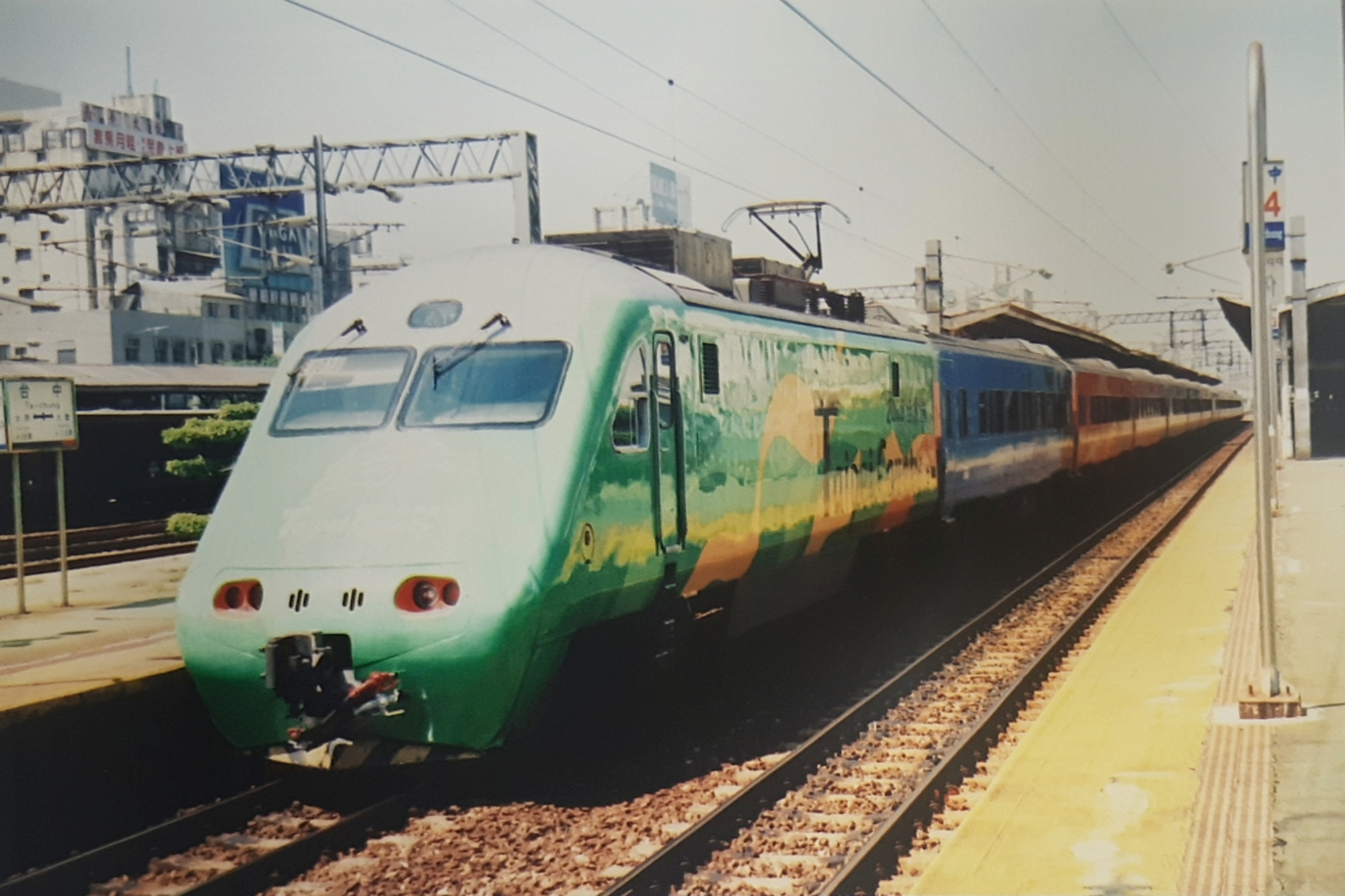
2003年台北縣全運會彩繪推拉式自強號（順行端）
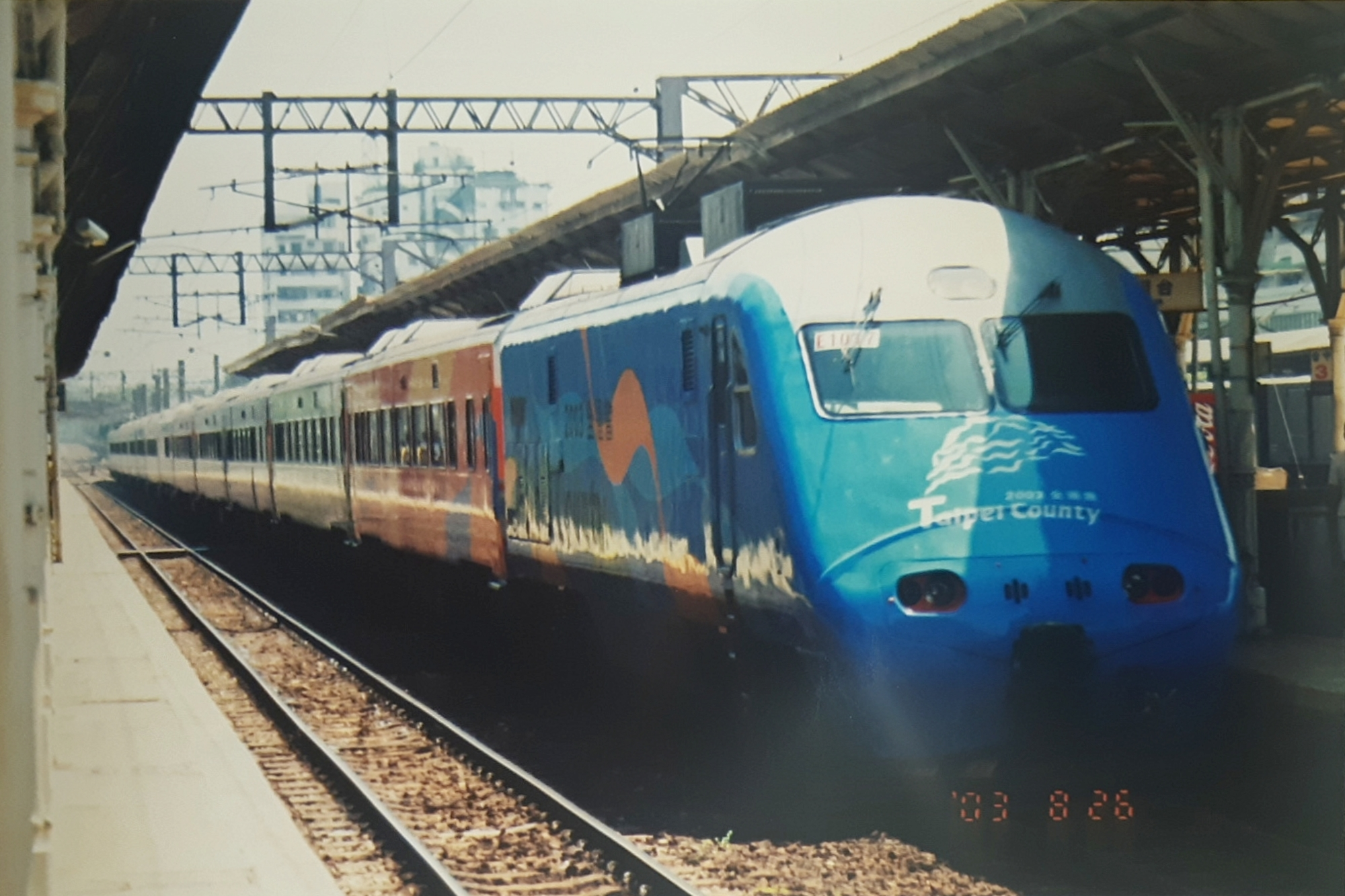
2003年台北縣全運會彩繪推拉式自強號（逆行端）
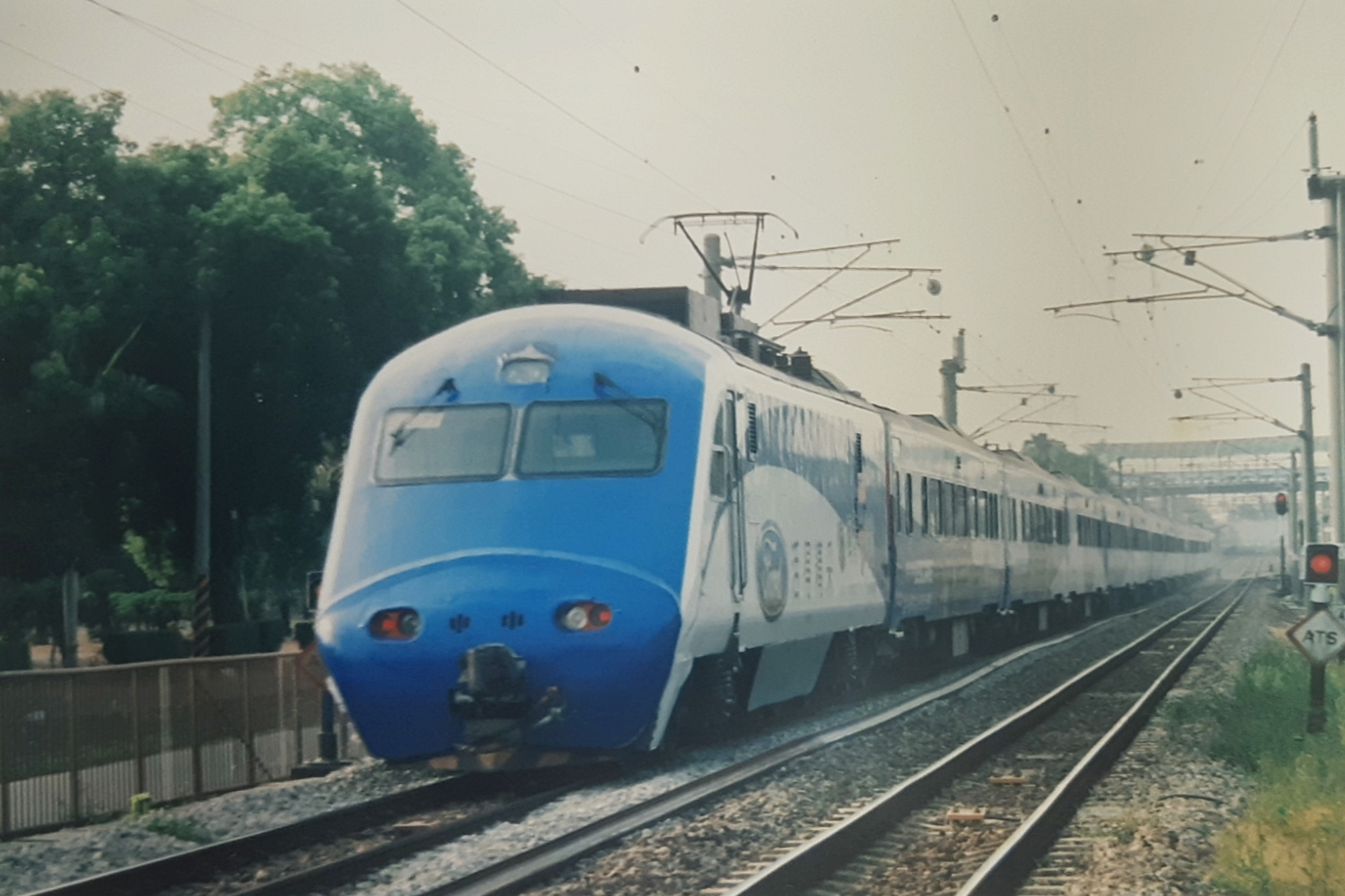
福特汽車廣告彩繪推拉式自強號
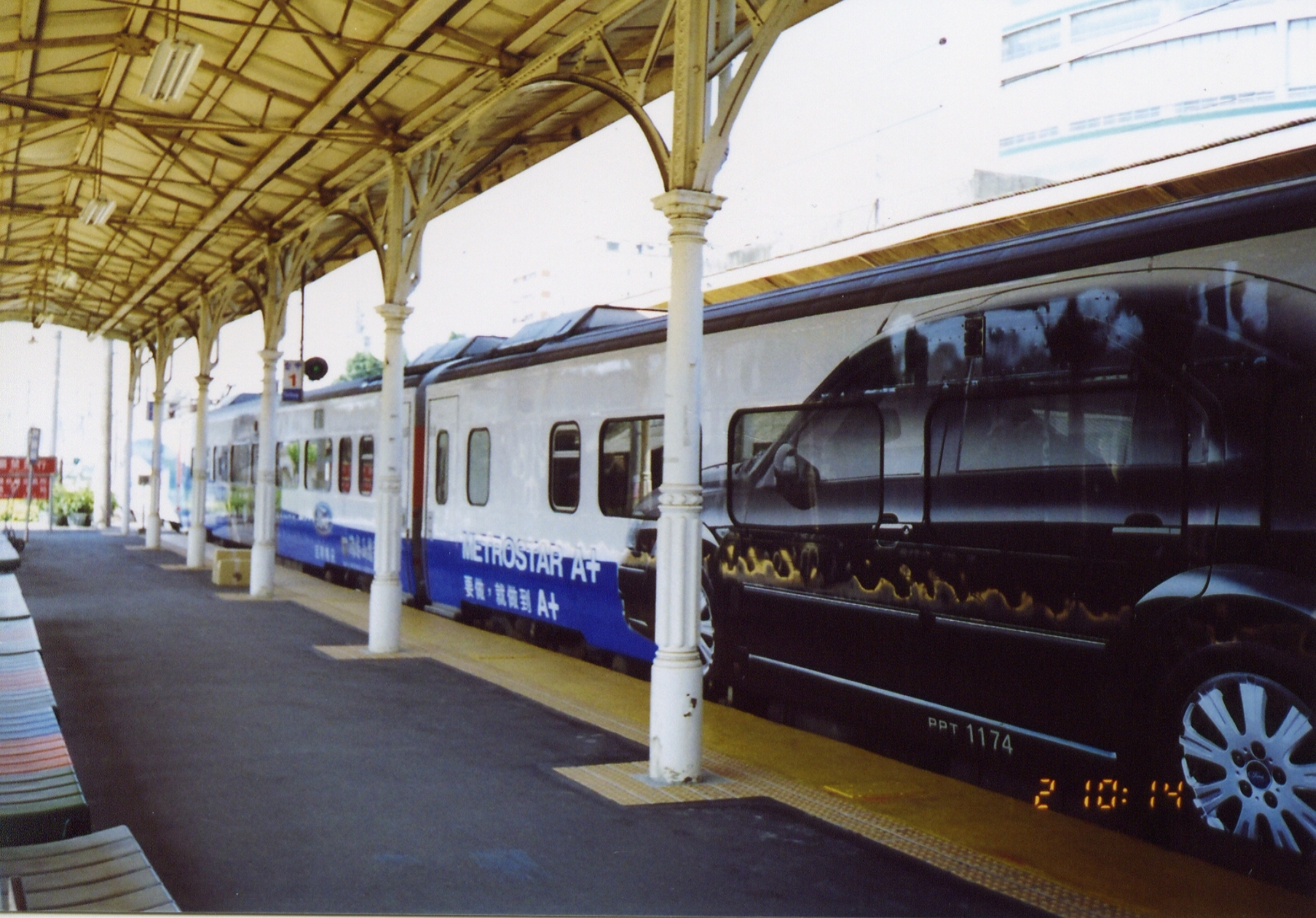
福特汽車廣告彩繪PP客車
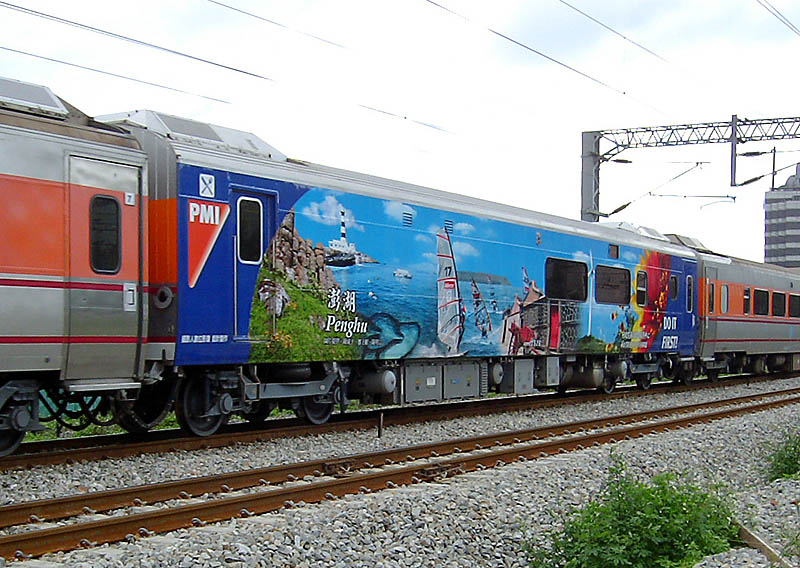
南方八縣市彩繪餐車
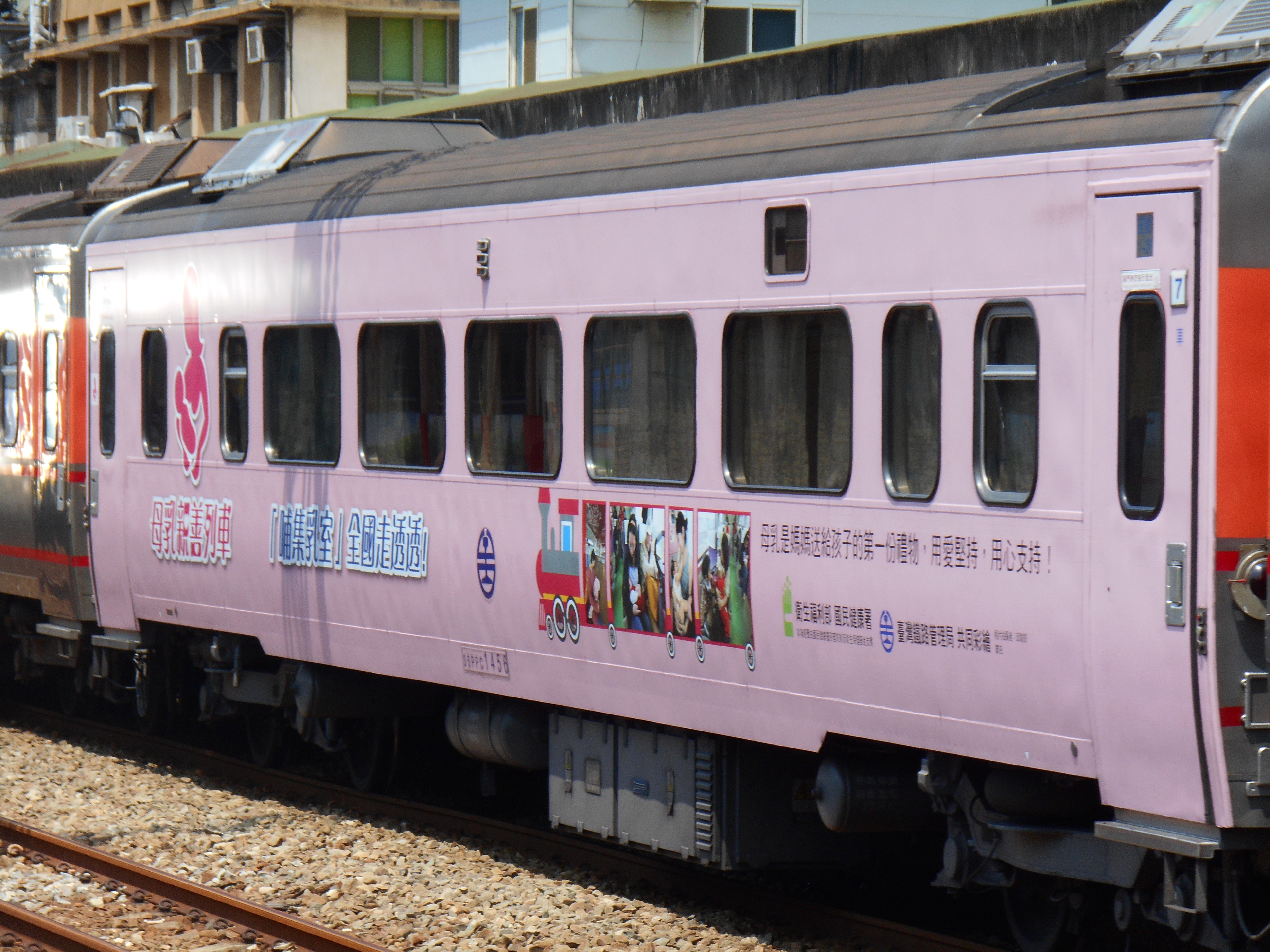
母乳親善彩繪車廂35PPC1456號
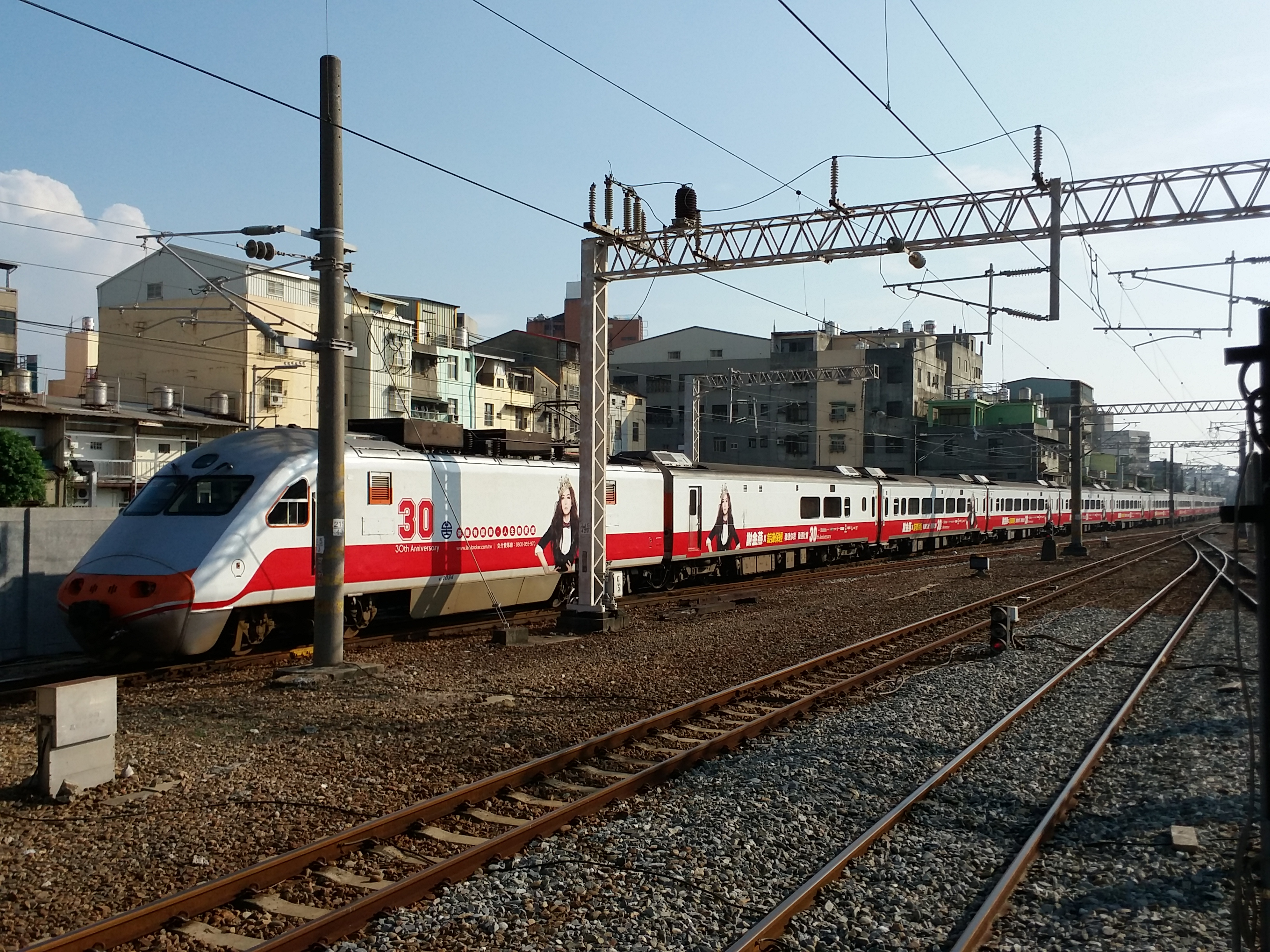
謝金燕錠嵂廣告彩繪推拉式自強號
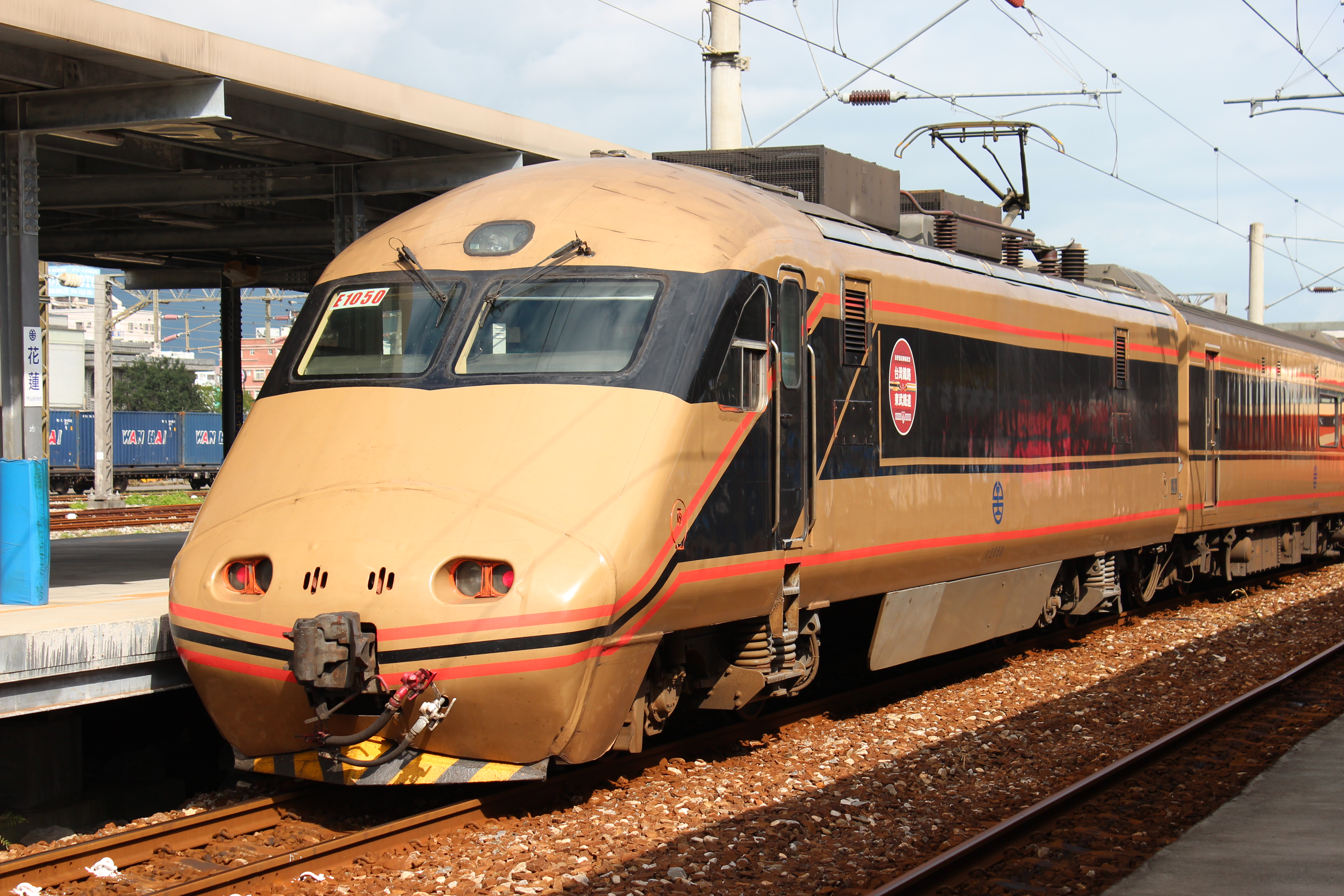
推拉式自強號東武鐵道SPACIA日光詣彩繪車（黃金自強號）
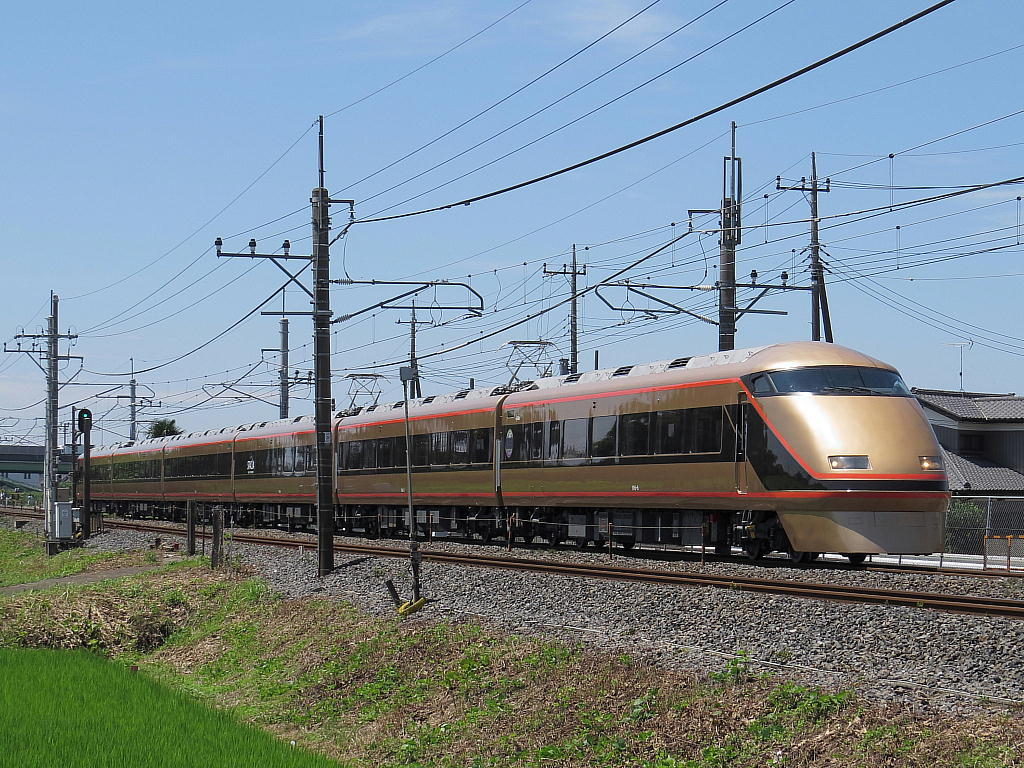
東武SPACIA日光詣原型列車

## 問題

### 維修問題
2005年中旬，由於E1000型動力機車（此型號列車的動力機車）設計不良且施工不佳（雖不是由現代精工生產，但標案當初由其得標並轉標他廠生產動力機車），導致經常故障與誤點，台鐵因此遭受很大的責難。為減輕營運的壓力，台鐵在2005年8月3日改點，將雙向各2班每日行駛正班車及所有用推拉式自強號行駛的定期加班車停駛，部份車況不甚良好的編組也以加掛輔助機車（補機）行駛，以避免無車可用及列車故障停擺的窘境。為降低減班帶來的衝擊，此時推拉式自強號每編組加掛1節車廂為常態13輛編組。
中華民國審計部調查發現，台鐵在推拉式列車的合約管理上諸多問題。現代精工併入Rotem後，台鐵並未對這個變化做出適當的應變措施，並放任合約廠商繳交的履約保證金新臺幣5億2千萬元過期，而失去制衡廠商的利器，才會導致日後的權益受損。而2003年底韓商悄悄撤離台灣後，相關負責機關也未積極辦理求償，直到列車故障連連時才發覺事態嚴重。另故障原因多為牽引馬達有重大瑕疵，行駛途中當機而造成出力不足，而且備用零件取得不易無法維修。台鐵在發現事態嚴重後，向國內外各管道尋求協助。台鐵於2005年9月左右透過仲介向大同公司委託研發生產牽引馬達，但最後研發失敗。同年8月間，台鐵找上法國國鐵（SNCF）擔任技術顧問並協助改善車體缺點，並向原廠阿爾斯通採購牽引馬達維修替換。
除推拉式自強號外，臺鐵當時的主力車種EMU500、EMU600皆購自韓國廠商，但在列車製造廠商突然無預警撤回駐臺灣維修人員的情況下，主力車種的使用前景堪慮。因此，時任中華民國交通部部長林陵三下令禁止韓國廠商再度來臺灣投標列車採購，以逼迫韓國政府出面協調，願意針對推拉式列車的設計瑕疵進行第8次改造。該次改造後車況已經趨於穩定。

### 塗裝褪色問題
1996年韓國進口的第一代PP1000系列車廂採用不銹鋼車體，車體上的原有的橘色塗裝因早年的不銹鋼塗裝技術不佳，所以採用貼紙黏貼的方式替代；然而貼紙經過長期的日照、風吹雨淋下，產生斑駁、脫落、褪色的現象，與台灣車輛自行打造的PP2000系列車廂進行混合編組時，因顏色上的差異，整輛列車顯得參差不齊。
台鐵為維護PP車形象，爭取新臺幣500多萬元的預算，為336輛的PP1000系列車廂外觀塗裝進行重新塗裝作業。2009年底先針對2輛進行塗裝更新測試之後，由於試辦成效良好。所以自2010年起，PP1000系列車廂分批進入高雄機廠進行外觀塗裝重新塗裝作業，平均每輛車重新塗裝作業連工帶料要新臺幣16,000元。
台鐵方面表示，由於現時不銹鋼塗裝技術已經算成熟，因此決定全面重新塗裝，在塗裝之前，會對外觀進行除膠、去除舊有貼紙及清潔，之後再對車體不銹鋼表面進行打磨；最後在塗裝之前，先噴上一道合金專用底漆，再噴上兩層PP車專屬的橘紅色塗裝，即算完成定型。這次塗裝重新塗裝作業，可維持10年以上。
由於塗裝塗料的招標因素，重新塗裝之車輛，除了第一批為橘紅色之外，第二批以後在顏色呈現上，與台灣車輛生產的第二代45輛PP2000系列車廂的橘黃色相近，因此車輛連掛時仍會呈現不同的色差。而44輛PP2000系客車則因塗裝貼紙狀況陸續重新塗裝。

### 車廂共振問題
部分客車車廂因橡膠衰變與車輪劣化造成輪重不均等因素，在高速行駛時常常產生共振抖動現象，台鐵也積極替換高品質車輪以解決問題，車身抖動情形發生機率變少，PP自強號的乘車舒適度也改善不少。

## 行車事故
- 1998年1月14日第1113次自強號在高雄縣路竹鄉路竹平交道發生重大車禍，E1021號機車嚴重損毀，在停用數年後由台北機廠修復。
- 1998年7月28日第1011次自強號在大湖車站撞上砂石車，事故機車為E1011，第1~5車PPC1419、PPT1070、PPH1319、PPT1072、PPT1073皆有受損（外觀有修補痕跡）。
- 2002年7月20日一輛滿載鋼樑的拖板車，在臺北縣鶯歌鎮東鶯里平交道動彈不得，被1009次自強號撞上造成列車出軌且撞斷電線桿，事故機車為E1013。
- 2006年6月10日第1003次自強號於臺中線苗栗車站與南勢車站間的苗南隧道南口，因連日大雨造成山上土石鬆動滑落至軌道上，列車撞上後造成前端機車E1013號及3節車廂出軌，車上含司機共6人受傷，山線鐵路中斷一天。
- 2010年2月19日第1033次自強號於水上南靖間的後潭平交道發生轎車擦撞事故。1033次本務E1035撞上轎車後出軌滑行100公尺才停止，事故發生後嘉義到南靖間單線運轉，未受損的12節車廂和尾端車頭先拖回嘉義停放並於隔日拉回高雄，事故車頭因出軌受損嚴重，當晚出動嘉義和高雄的機務搶修隊去救援，清晨3點多嘉義派R20型將事故車頭拉回嘉義，事故現場到早上5點才恢復雙向通車（因路線還未完全修復，所以各車經過事故地點時限速40KM慢行），事故車頭於2010年2月22日用613次迴送至高雄，2012年3月3日用4004次迴送回七堵機務段維修。
- 2010年11月6日一列南下自強號行經斗六味全公司平交道時，撞上一輛小轎車，往前推行約600公尺後停下，轎車扭曲變形已成廢鐵，自強號機車整流罩和底盤受損。
- 2014年7月7日一列從高雄開往基隆的112次自強號，在龍井站附近撞上兩名維修工人。
- 2015年11月6日由潮州開往七堵的142次自強號18時16分於林內＝二水間西線惠民村平交道（二水站南方）撞及貨櫃車，本務機E1010推行貨櫃車頭後，貨櫃車頭起火，機車前端受火勢波及，後方客車廂共2節變形（PPD2518、PPT1024）。經搶修後於當天22:00西正線搶通，恢復雙線正常行車。此事故造成E1010（已修復完畢）與35PPT1024受損（已修復完畢），40PPD2518因受損嚴重而停用，目前放置於潮州基地內等待除籍。

## 圖片集

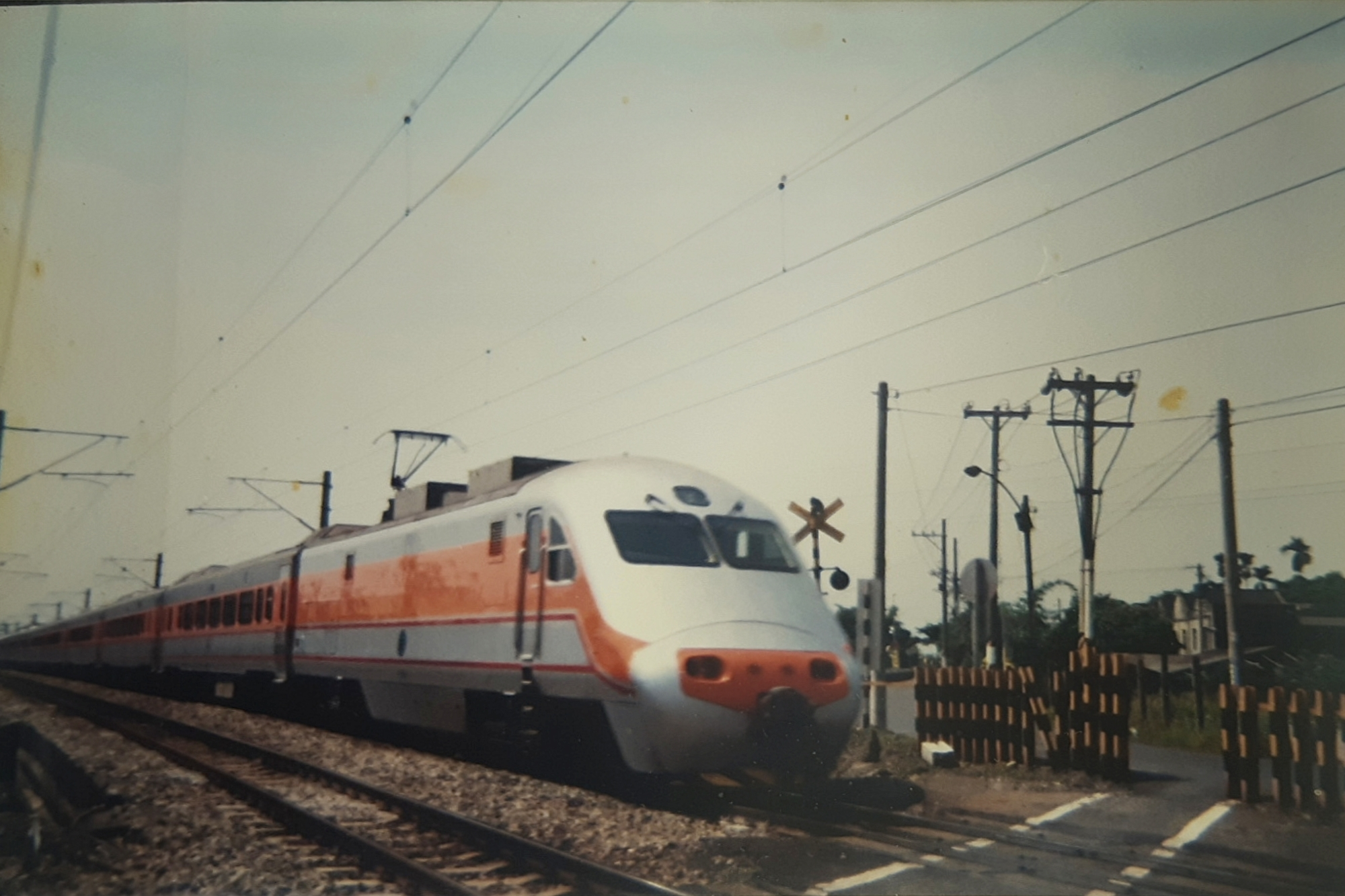
推拉式自強號營運初期，部分機車頭前方橘帶塗裝未連續
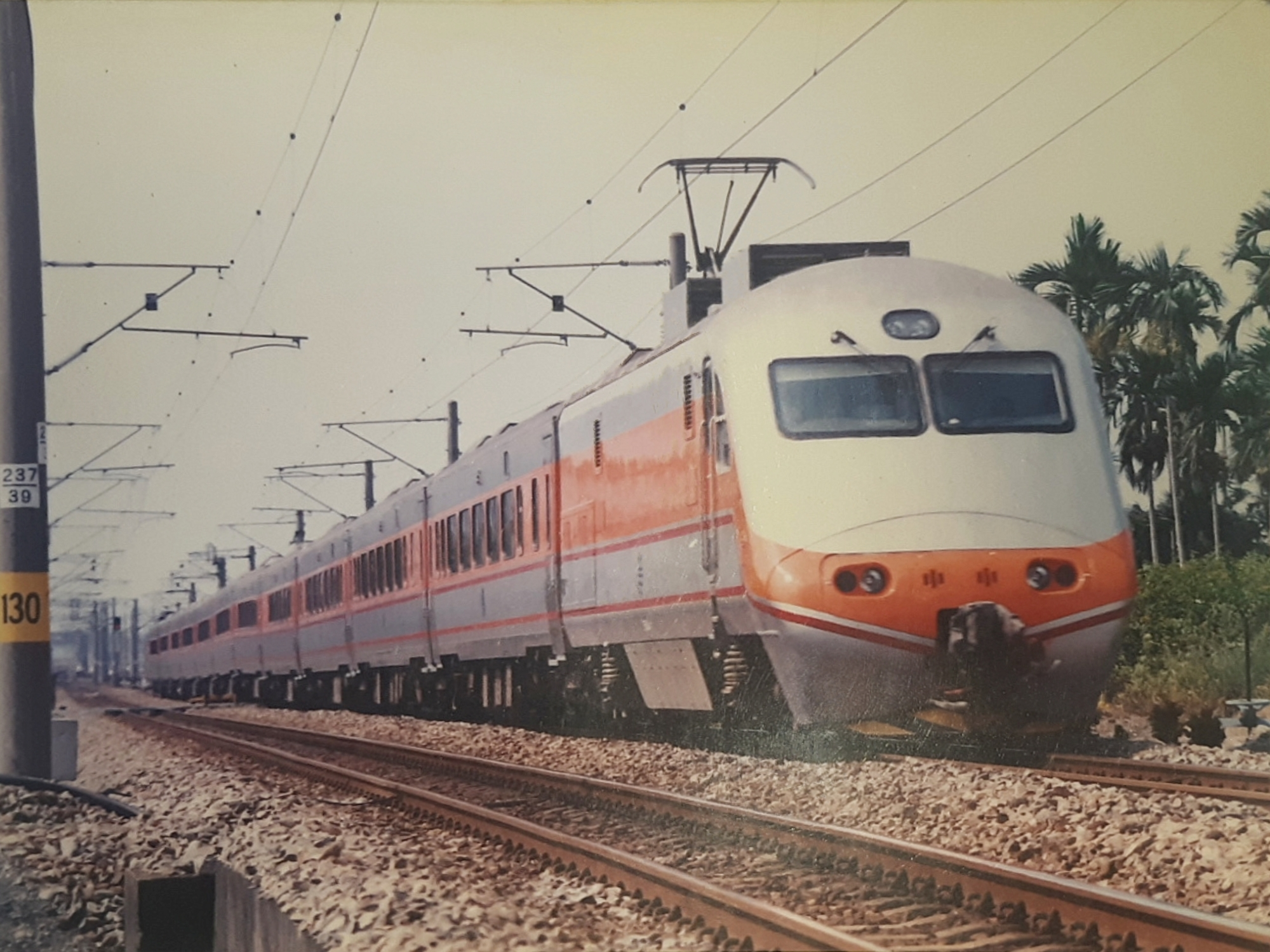
營運初期以11輛編組行駛的推拉式自強號
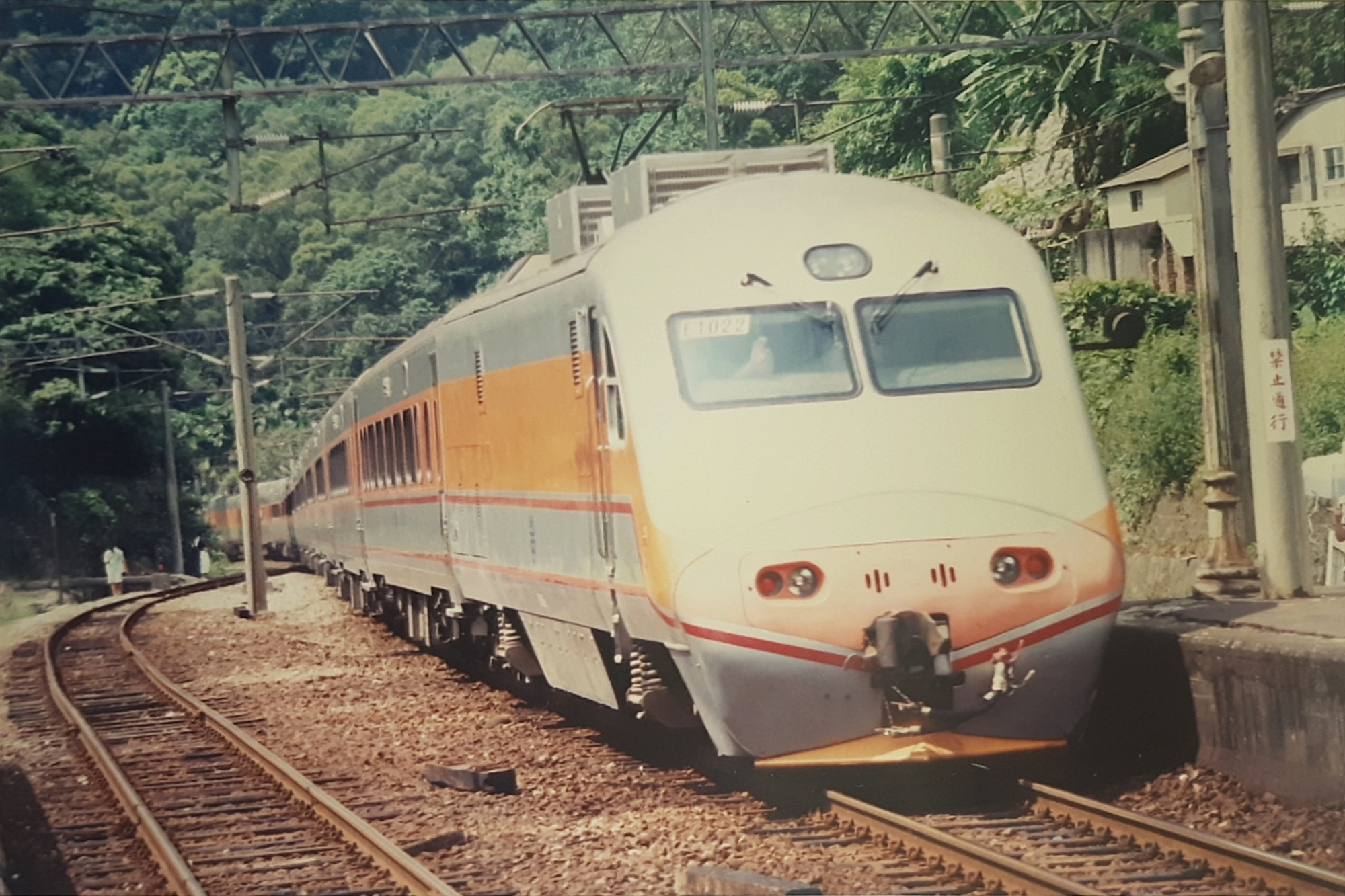
推拉式自強號從開始營運到退出舊山線，前後僅約2年左右
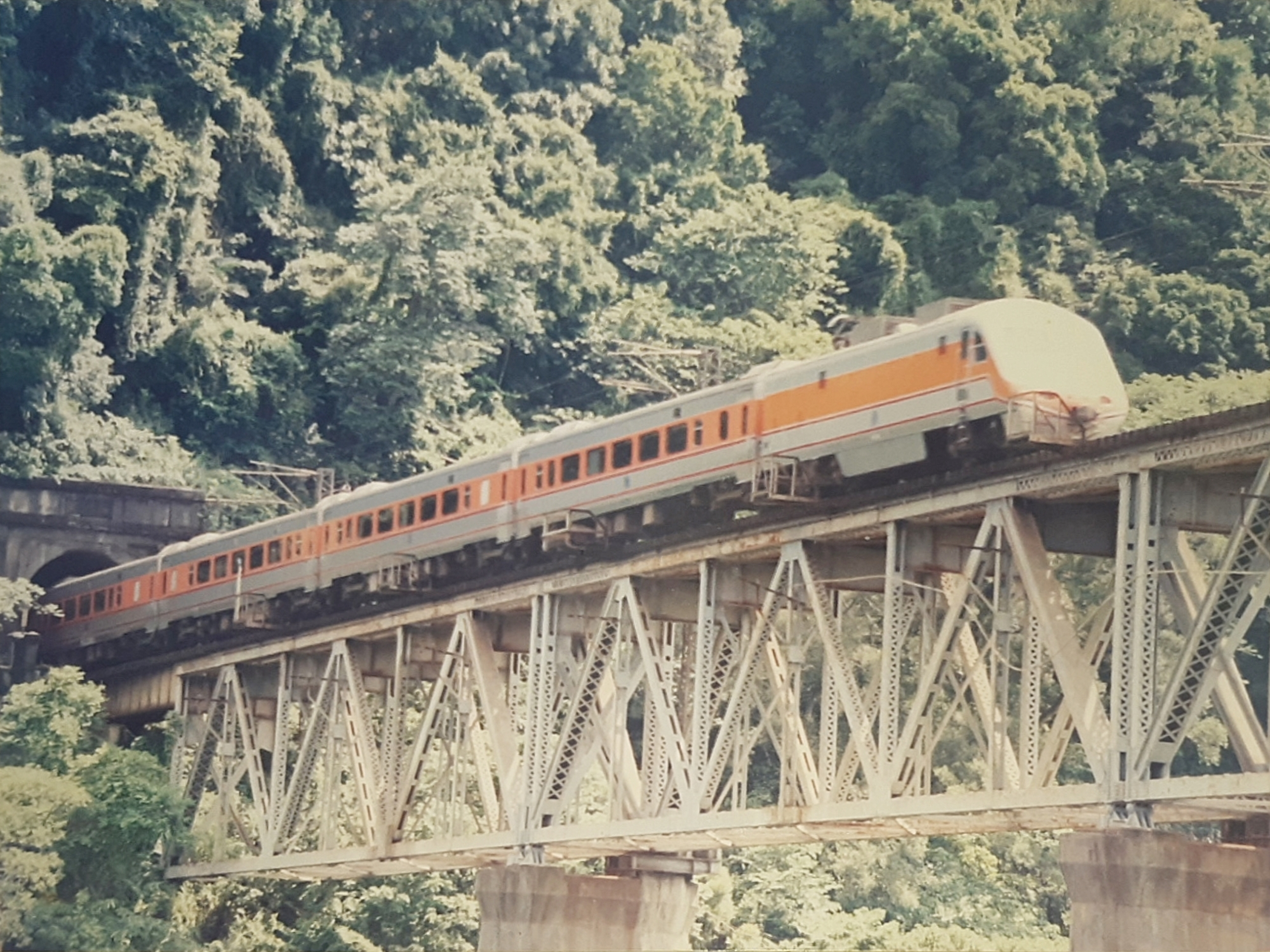
推拉式自強號原本廁所並未固定位置，2010年後才固定於逆行端。
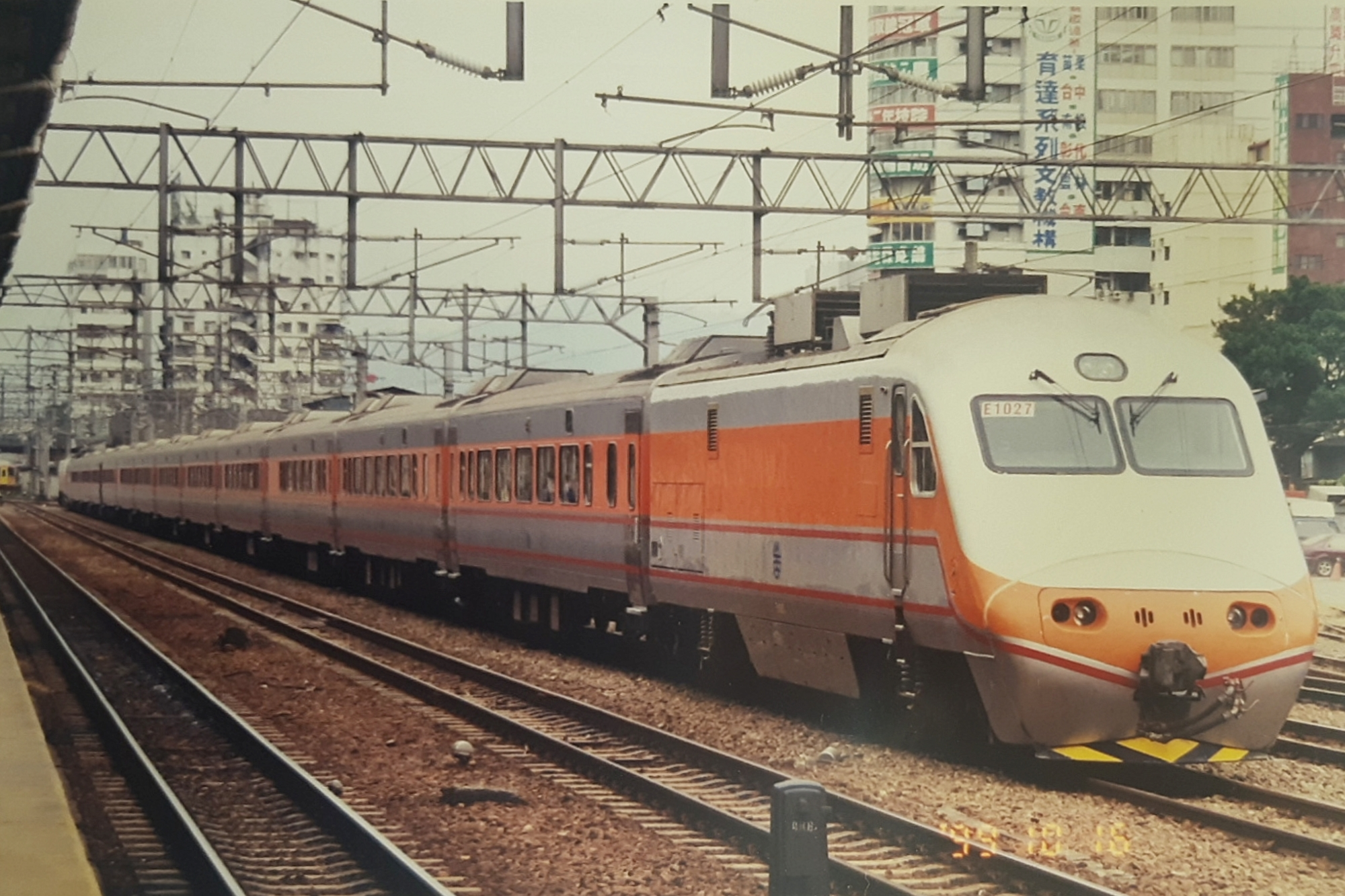
台中機務分段未裁撤前，停在台中車站擔任備用編組的推拉式自強號
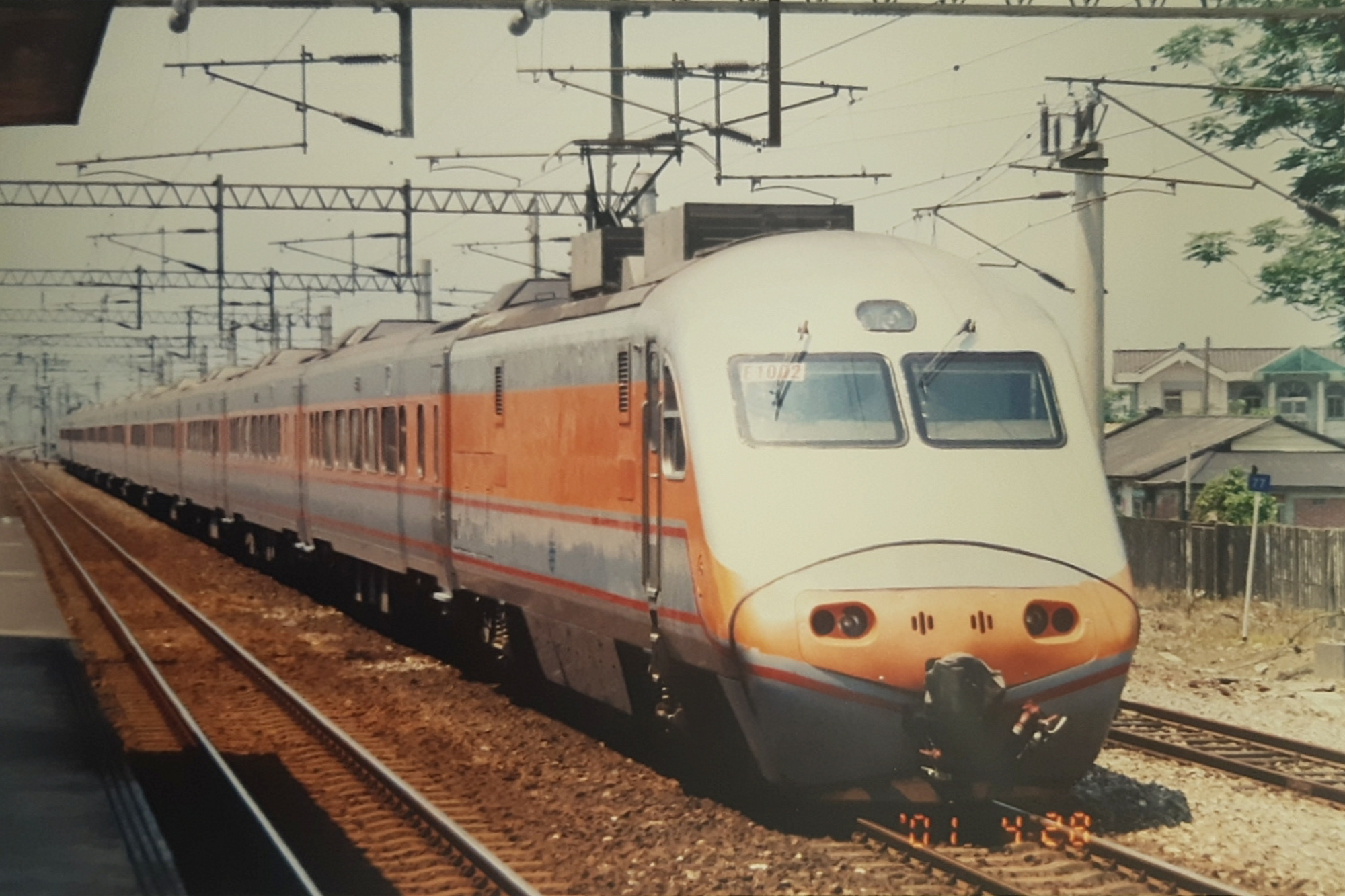
宜蘭線僅電氣化到羅東車站期間，因羅東車站儲車空間不足，而迴送至二結車站暫放的推拉式自強號
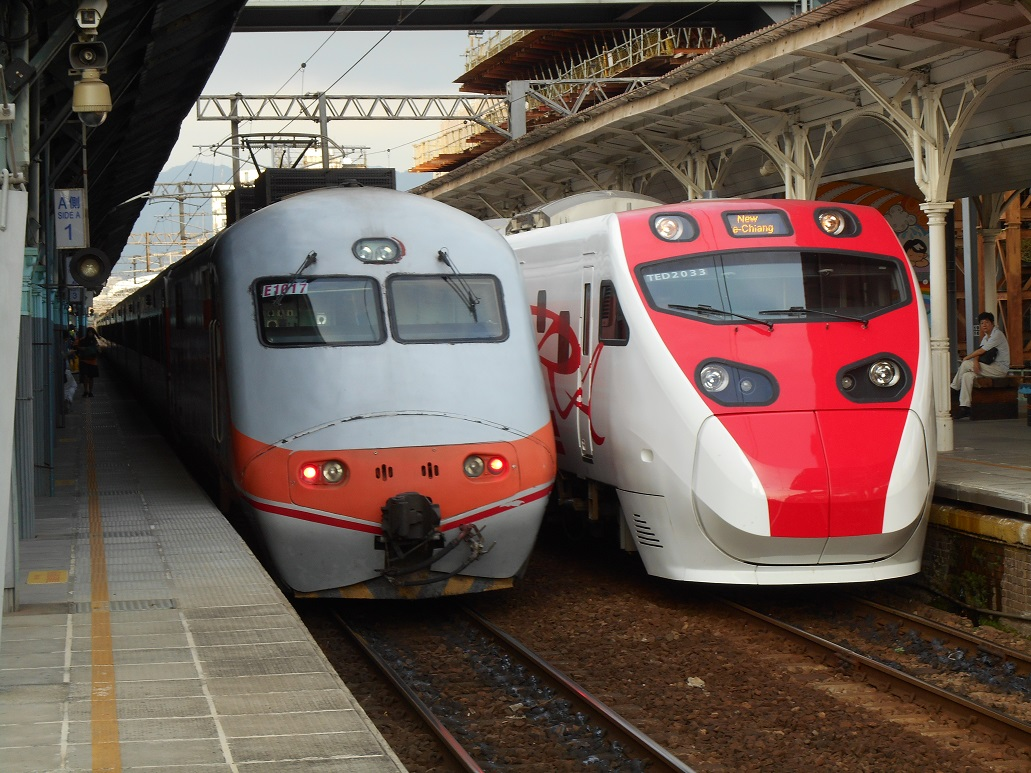
推拉式自強號(左)與普悠瑪號(右)分別改變西部幹線與東部幹線的運輸生態
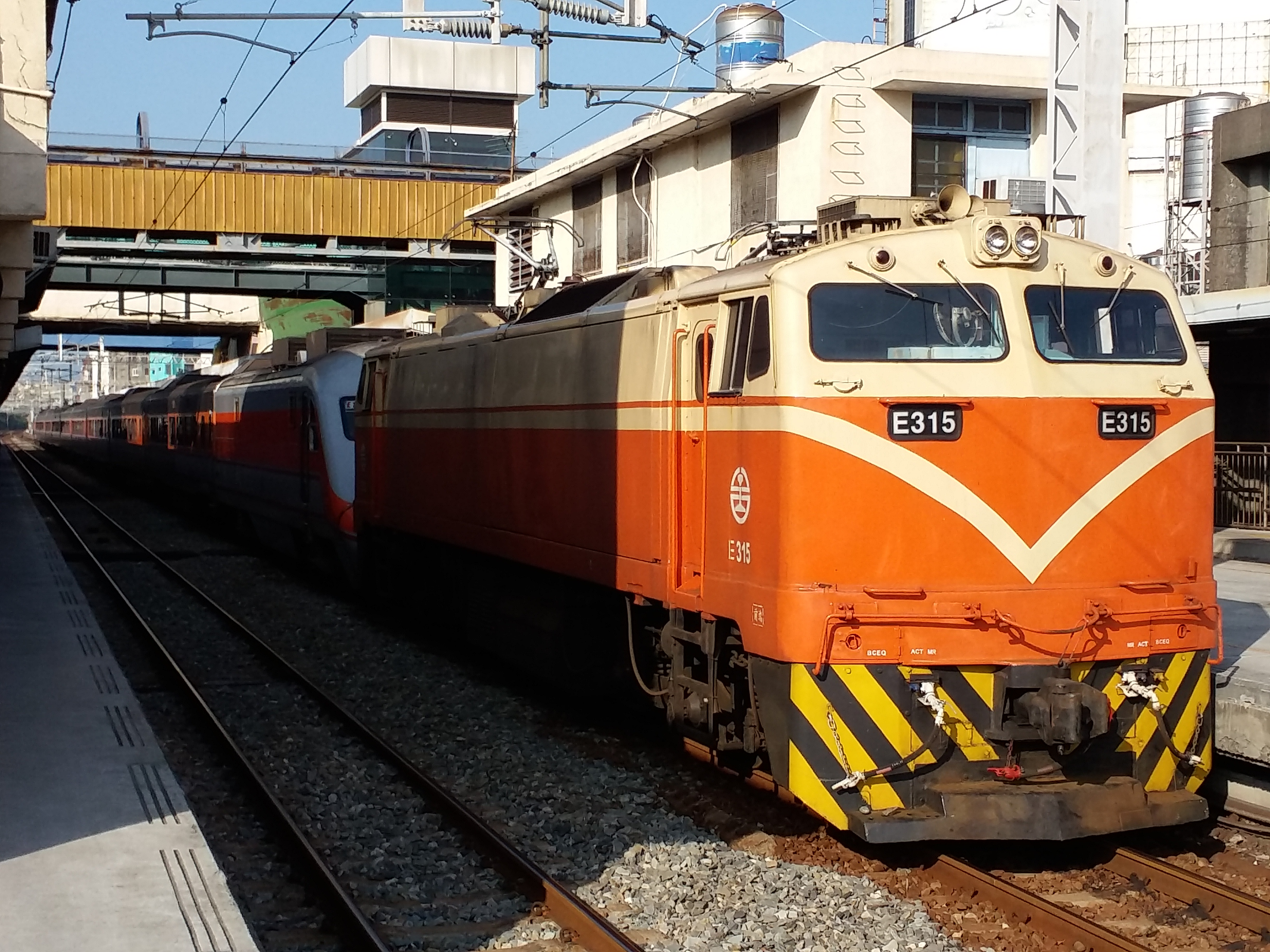
因動力異常而加掛補機的推拉式自強號
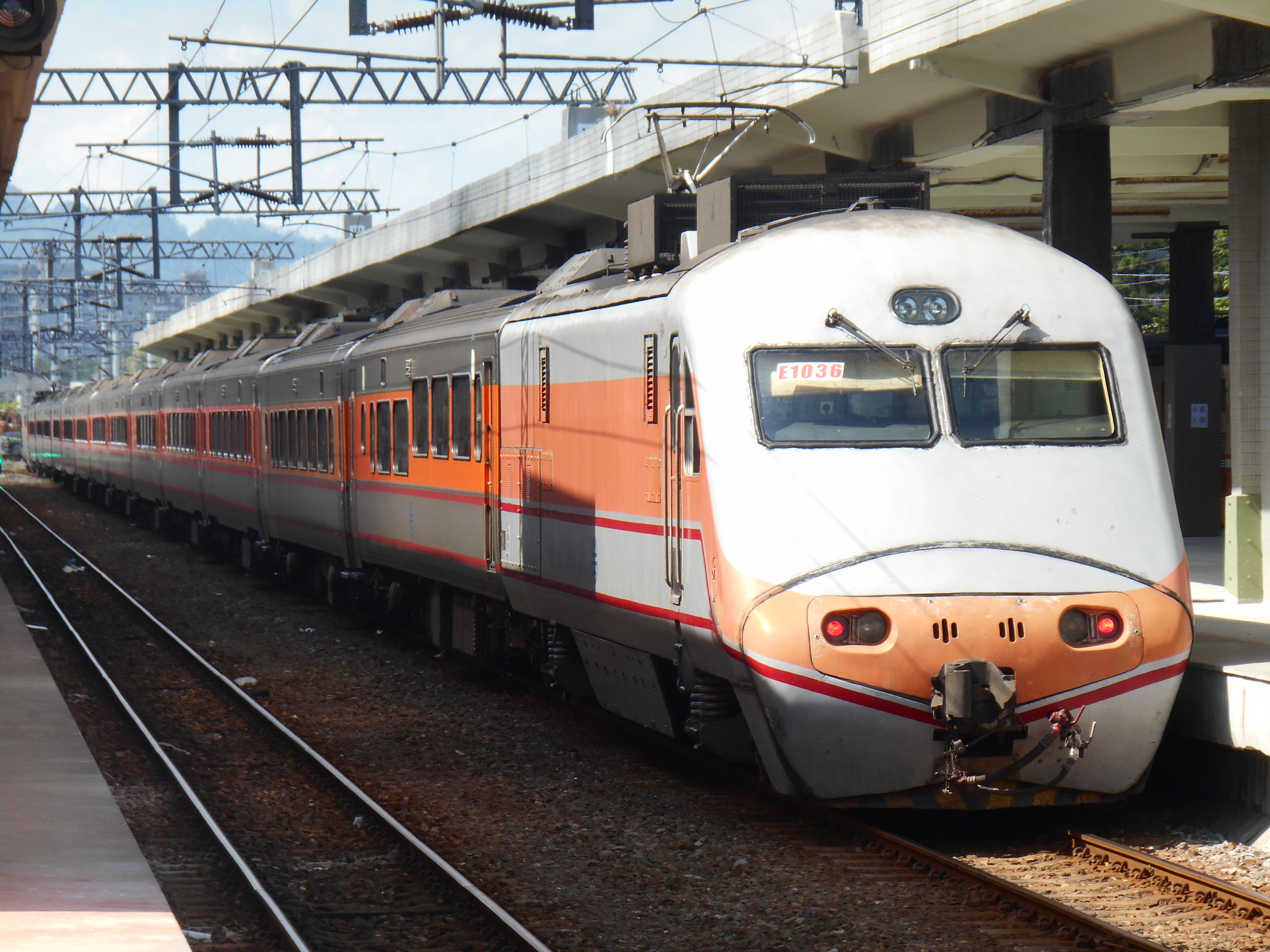
推拉式自強號原則為12輛編組，但偶可見13輛編組
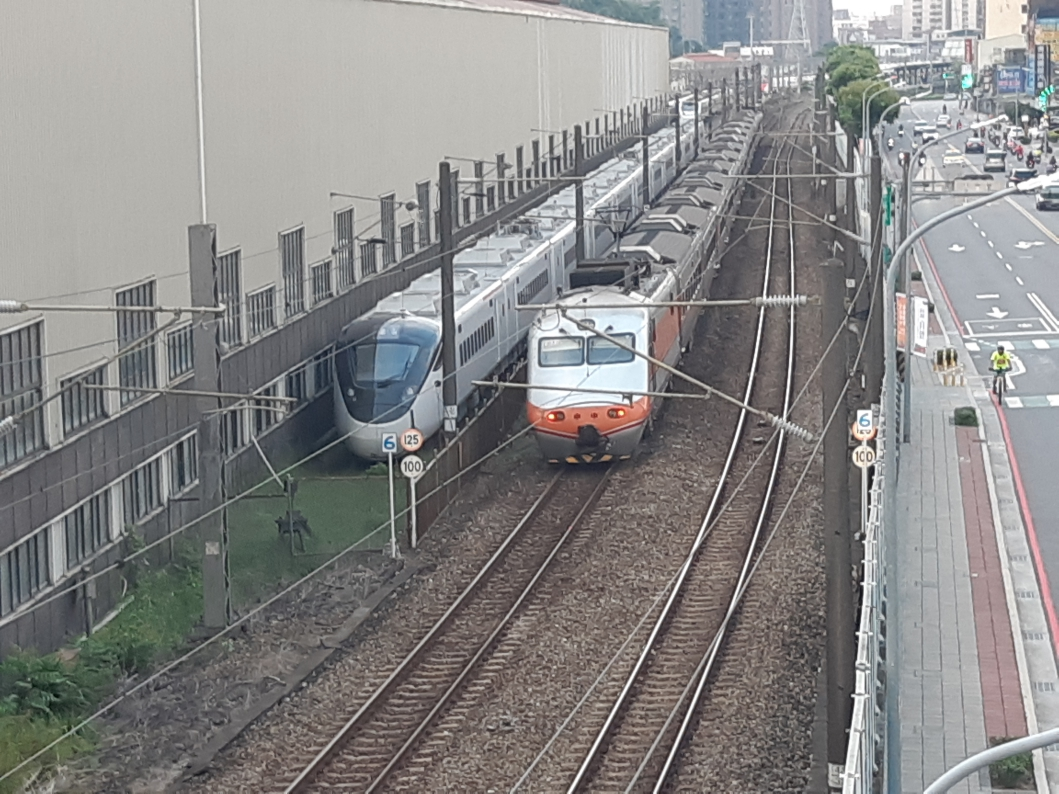
推拉式自強號(右)曾為台鐵最大的單一列車採購案，現在已被EMU3000型(左)超越

## 外部連結
- (PDF). （原始内容 (PDF)存档于2004-06-10） （英语）.
- . （原始内容存档于2006-10-03） （英语）.
- .   [2025-02-03]. （原始内容存档于2020-12-21） （中文（臺灣））.（來源：台鐵座位配置圖 （页面存档备份，存于）相簿）

### 腳註
1. ↑  .   [2021-10-05]. （原始内容存档于2021-10-05）.
2. ↑  薛宜家; 陳柏諭. . 公視新聞網. 2024-09-30  [2024-11-02].
3. ↑  . 列車收藏誌. （原始内容存档于2020-10-15）.
4. ↑  . 列車收藏誌. （原始内容存档于2020-10-15）.
5. ↑  .   [2013-04-20]. （原始内容存档于2013-12-23）.
6. ↑  .   [2013-04-20]. （原始内容存档于2013-12-23）.
7. 1 2  . 中鋼機械. （原始内容存档于2020-10-16）.
8. 1 2  . . 中華民國鐵道文化協會. : 12~13頁.
9. ↑  記者楊宜中. . 自由時報. 2005-07-03  [2025-03-26]. （原始内容存档于2025-03-26） （中文（臺灣））.
10. ↑  記者曾鴻儒. . 自由時報. 2005-08-24  [2025-03-26]. （原始内容存档于2025-03-26） （中文（臺灣））.

### 文獻
- 蘇昭旭. . 人人出版. 2014-02. ISBN 9789865903404.
- . （原始内容存档于2020-10-15） （中文（臺灣））.